# Пешечни окончания
Пешечно окончание е финална фаза в шахмата (ендшпил), в която на дъската присъстват само царе и пешки. Външната простота на пешечните окончания често е измамна: те изискват задълбочен поглед върху позицията и точно изчисление. Една грешка в тези финали често е решаваща и превръща победата в равенство или равенството в загуба. Основният план за реализиране на предимството е образуването на проходна пешка и нейното придвижване до произвеждане в дама (царица). Ако царят на противника успее да блокира проходната пешка, тогава, използвайки неговото разсейване, по-силната страна придвижва царя си до по-голямата част от противниковите пешки и постига решаващо материално предимство там. Върхът на активния план на играта обикновено е създаване на позиция цугцванг за противника.
Основните позиционни фактори при оценка на пешечните окончания са:
- положението на царя;
- пешечната структура – наличието или възможността за образуване на проходна пешка, особено отдалечена или защитена; възможността за пробив или подкопаване; дефекти в структурата на пионките (слаби пешки и слаби квадрати, нуждаещи се от защита);
- пешечно мнозинство – по правило допълнителна пешка в пешечните окончания е предимство, достатъчно за победа;
- наличие на резервни темпове (ходове);
- цугцванг.

Съществена роля при анализа на пешечните окончания има теорията за полетата на съответствие и понятието ключови полета.

## Елементарни пешечни окончания
Основните положения при елементарните пешечни финали „цар и пешка“ срещу „цар“ са правило на квадрата, маневра в триъгълник, опозиция, цугцванг, принудителен ход, ключови полета и някои други детайли.
По-нататък се приема, че белите са страната с пешката.

### Правило на квадрата
Правилото за квадрата улеснява изчисляването дали един цар може да настигне противниковата пешка до превръщането ѝ във фигура, при условие че тя не е подкрепена от собствения си цар (например, защото е далеч).
|   | a | b | c | d | e | f | g | h |   |
| 8 | черен кръг на черно поле b8 · черен кръг на бяло поле c8 · черен кръг на черно поле d8 · черен кръг на бяло поле e8 · черен кръг на черно поле f8 · черен кръг на бяло поле b7 · черен кръг на черно поле c7 · черен кръг на бяло поле d7 · черен кръг на черно поле e7 · черен кръг на бяло поле f7 · черен кръг на черно поле b6 · черен кръг на бяло поле c6 · черен кръг на черно поле d6 · черен кръг на бяло поле e6 · черен кръг на черно поле f6 · черен кръг на бяло поле b5 · черен кръг на черно поле c5 · черен кръг на бяло поле d5 · черен кръг на черно поле e5 · черен кръг на бяло поле f5 · бяла пешка на черно поле b4 · черен кръг на бяло поле c4 · черен кръг на черно поле d4 · черен кръг на бяло поле e4 · черен кръг на черно поле f4 · черен цар на черно поле g3 · бял цар на черно поле g1 | черен кръг на черно поле b8 · черен кръг на бяло поле c8 · черен кръг на черно поле d8 · черен кръг на бяло поле e8 · черен кръг на черно поле f8 · черен кръг на бяло поле b7 · черен кръг на черно поле c7 · черен кръг на бяло поле d7 · черен кръг на черно поле e7 · черен кръг на бяло поле f7 · черен кръг на черно поле b6 · черен кръг на бяло поле c6 · черен кръг на черно поле d6 · черен кръг на бяло поле e6 · черен кръг на черно поле f6 · черен кръг на бяло поле b5 · черен кръг на черно поле c5 · черен кръг на бяло поле d5 · черен кръг на черно поле e5 · черен кръг на бяло поле f5 · бяла пешка на черно поле b4 · черен кръг на бяло поле c4 · черен кръг на черно поле d4 · черен кръг на бяло поле e4 · черен кръг на черно поле f4 · черен цар на черно поле g3 · бял цар на черно поле g1 | черен кръг на черно поле b8 · черен кръг на бяло поле c8 · черен кръг на черно поле d8 · черен кръг на бяло поле e8 · черен кръг на черно поле f8 · черен кръг на бяло поле b7 · черен кръг на черно поле c7 · черен кръг на бяло поле d7 · черен кръг на черно поле e7 · черен кръг на бяло поле f7 · черен кръг на черно поле b6 · черен кръг на бяло поле c6 · черен кръг на черно поле d6 · черен кръг на бяло поле e6 · черен кръг на черно поле f6 · черен кръг на бяло поле b5 · черен кръг на черно поле c5 · черен кръг на бяло поле d5 · черен кръг на черно поле e5 · черен кръг на бяло поле f5 · бяла пешка на черно поле b4 · черен кръг на бяло поле c4 · черен кръг на черно поле d4 · черен кръг на бяло поле e4 · черен кръг на черно поле f4 · черен цар на черно поле g3 · бял цар на черно поле g1 | черен кръг на черно поле b8 · черен кръг на бяло поле c8 · черен кръг на черно поле d8 · черен кръг на бяло поле e8 · черен кръг на черно поле f8 · черен кръг на бяло поле b7 · черен кръг на черно поле c7 · черен кръг на бяло поле d7 · черен кръг на черно поле e7 · черен кръг на бяло поле f7 · черен кръг на черно поле b6 · черен кръг на бяло поле c6 · черен кръг на черно поле d6 · черен кръг на бяло поле e6 · черен кръг на черно поле f6 · черен кръг на бяло поле b5 · черен кръг на черно поле c5 · черен кръг на бяло поле d5 · черен кръг на черно поле e5 · черен кръг на бяло поле f5 · бяла пешка на черно поле b4 · черен кръг на бяло поле c4 · черен кръг на черно поле d4 · черен кръг на бяло поле e4 · черен кръг на черно поле f4 · черен цар на черно поле g3 · бял цар на черно поле g1 | черен кръг на черно поле b8 · черен кръг на бяло поле c8 · черен кръг на черно поле d8 · черен кръг на бяло поле e8 · черен кръг на черно поле f8 · черен кръг на бяло поле b7 · черен кръг на черно поле c7 · черен кръг на бяло поле d7 · черен кръг на черно поле e7 · черен кръг на бяло поле f7 · черен кръг на черно поле b6 · черен кръг на бяло поле c6 · черен кръг на черно поле d6 · черен кръг на бяло поле e6 · черен кръг на черно поле f6 · черен кръг на бяло поле b5 · черен кръг на черно поле c5 · черен кръг на бяло поле d5 · черен кръг на черно поле e5 · черен кръг на бяло поле f5 · бяла пешка на черно поле b4 · черен кръг на бяло поле c4 · черен кръг на черно поле d4 · черен кръг на бяло поле e4 · черен кръг на черно поле f4 · черен цар на черно поле g3 · бял цар на черно поле g1 | черен кръг на черно поле b8 · черен кръг на бяло поле c8 · черен кръг на черно поле d8 · черен кръг на бяло поле e8 · черен кръг на черно поле f8 · черен кръг на бяло поле b7 · черен кръг на черно поле c7 · черен кръг на бяло поле d7 · черен кръг на черно поле e7 · черен кръг на бяло поле f7 · черен кръг на черно поле b6 · черен кръг на бяло поле c6 · черен кръг на черно поле d6 · черен кръг на бяло поле e6 · черен кръг на черно поле f6 · черен кръг на бяло поле b5 · черен кръг на черно поле c5 · черен кръг на бяло поле d5 · черен кръг на черно поле e5 · черен кръг на бяло поле f5 · бяла пешка на черно поле b4 · черен кръг на бяло поле c4 · черен кръг на черно поле d4 · черен кръг на бяло поле e4 · черен кръг на черно поле f4 · черен цар на черно поле g3 · бял цар на черно поле g1 | черен кръг на черно поле b8 · черен кръг на бяло поле c8 · черен кръг на черно поле d8 · черен кръг на бяло поле e8 · черен кръг на черно поле f8 · черен кръг на бяло поле b7 · черен кръг на черно поле c7 · черен кръг на бяло поле d7 · черен кръг на черно поле e7 · черен кръг на бяло поле f7 · черен кръг на черно поле b6 · черен кръг на бяло поле c6 · черен кръг на черно поле d6 · черен кръг на бяло поле e6 · черен кръг на черно поле f6 · черен кръг на бяло поле b5 · черен кръг на черно поле c5 · черен кръг на бяло поле d5 · черен кръг на черно поле e5 · черен кръг на бяло поле f5 · бяла пешка на черно поле b4 · черен кръг на бяло поле c4 · черен кръг на черно поле d4 · черен кръг на бяло поле e4 · черен кръг на черно поле f4 · черен цар на черно поле g3 · бял цар на черно поле g1 | черен кръг на черно поле b8 · черен кръг на бяло поле c8 · черен кръг на черно поле d8 · черен кръг на бяло поле e8 · черен кръг на черно поле f8 · черен кръг на бяло поле b7 · черен кръг на черно поле c7 · черен кръг на бяло поле d7 · черен кръг на черно поле e7 · черен кръг на бяло поле f7 · черен кръг на черно поле b6 · черен кръг на бяло поле c6 · черен кръг на черно поле d6 · черен кръг на бяло поле e6 · черен кръг на черно поле f6 · черен кръг на бяло поле b5 · черен кръг на черно поле c5 · черен кръг на бяло поле d5 · черен кръг на черно поле e5 · черен кръг на бяло поле f5 · бяла пешка на черно поле b4 · черен кръг на бяло поле c4 · черен кръг на черно поле d4 · черен кръг на бяло поле e4 · черен кръг на черно поле f4 · черен цар на черно поле g3 · бял цар на черно поле g1 | 8 |
| 7 | черен кръг на черно поле b8 · черен кръг на бяло поле c8 · черен кръг на черно поле d8 · черен кръг на бяло поле e8 · черен кръг на черно поле f8 · черен кръг на бяло поле b7 · черен кръг на черно поле c7 · черен кръг на бяло поле d7 · черен кръг на черно поле e7 · черен кръг на бяло поле f7 · черен кръг на черно поле b6 · черен кръг на бяло поле c6 · черен кръг на черно поле d6 · черен кръг на бяло поле e6 · черен кръг на черно поле f6 · черен кръг на бяло поле b5 · черен кръг на черно поле c5 · черен кръг на бяло поле d5 · черен кръг на черно поле e5 · черен кръг на бяло поле f5 · бяла пешка на черно поле b4 · черен кръг на бяло поле c4 · черен кръг на черно поле d4 · черен кръг на бяло поле e4 · черен кръг на черно поле f4 · черен цар на черно поле g3 · бял цар на черно поле g1 | черен кръг на черно поле b8 · черен кръг на бяло поле c8 · черен кръг на черно поле d8 · черен кръг на бяло поле e8 · черен кръг на черно поле f8 · черен кръг на бяло поле b7 · черен кръг на черно поле c7 · черен кръг на бяло поле d7 · черен кръг на черно поле e7 · черен кръг на бяло поле f7 · черен кръг на черно поле b6 · черен кръг на бяло поле c6 · черен кръг на черно поле d6 · черен кръг на бяло поле e6 · черен кръг на черно поле f6 · черен кръг на бяло поле b5 · черен кръг на черно поле c5 · черен кръг на бяло поле d5 · черен кръг на черно поле e5 · черен кръг на бяло поле f5 · бяла пешка на черно поле b4 · черен кръг на бяло поле c4 · черен кръг на черно поле d4 · черен кръг на бяло поле e4 · черен кръг на черно поле f4 · черен цар на черно поле g3 · бял цар на черно поле g1 | черен кръг на черно поле b8 · черен кръг на бяло поле c8 · черен кръг на черно поле d8 · черен кръг на бяло поле e8 · черен кръг на черно поле f8 · черен кръг на бяло поле b7 · черен кръг на черно поле c7 · черен кръг на бяло поле d7 · черен кръг на черно поле e7 · черен кръг на бяло поле f7 · черен кръг на черно поле b6 · черен кръг на бяло поле c6 · черен кръг на черно поле d6 · черен кръг на бяло поле e6 · черен кръг на черно поле f6 · черен кръг на бяло поле b5 · черен кръг на черно поле c5 · черен кръг на бяло поле d5 · черен кръг на черно поле e5 · черен кръг на бяло поле f5 · бяла пешка на черно поле b4 · черен кръг на бяло поле c4 · черен кръг на черно поле d4 · черен кръг на бяло поле e4 · черен кръг на черно поле f4 · черен цар на черно поле g3 · бял цар на черно поле g1 | черен кръг на черно поле b8 · черен кръг на бяло поле c8 · черен кръг на черно поле d8 · черен кръг на бяло поле e8 · черен кръг на черно поле f8 · черен кръг на бяло поле b7 · черен кръг на черно поле c7 · черен кръг на бяло поле d7 · черен кръг на черно поле e7 · черен кръг на бяло поле f7 · черен кръг на черно поле b6 · черен кръг на бяло поле c6 · черен кръг на черно поле d6 · черен кръг на бяло поле e6 · черен кръг на черно поле f6 · черен кръг на бяло поле b5 · черен кръг на черно поле c5 · черен кръг на бяло поле d5 · черен кръг на черно поле e5 · черен кръг на бяло поле f5 · бяла пешка на черно поле b4 · черен кръг на бяло поле c4 · черен кръг на черно поле d4 · черен кръг на бяло поле e4 · черен кръг на черно поле f4 · черен цар на черно поле g3 · бял цар на черно поле g1 | черен кръг на черно поле b8 · черен кръг на бяло поле c8 · черен кръг на черно поле d8 · черен кръг на бяло поле e8 · черен кръг на черно поле f8 · черен кръг на бяло поле b7 · черен кръг на черно поле c7 · черен кръг на бяло поле d7 · черен кръг на черно поле e7 · черен кръг на бяло поле f7 · черен кръг на черно поле b6 · черен кръг на бяло поле c6 · черен кръг на черно поле d6 · черен кръг на бяло поле e6 · черен кръг на черно поле f6 · черен кръг на бяло поле b5 · черен кръг на черно поле c5 · черен кръг на бяло поле d5 · черен кръг на черно поле e5 · черен кръг на бяло поле f5 · бяла пешка на черно поле b4 · черен кръг на бяло поле c4 · черен кръг на черно поле d4 · черен кръг на бяло поле e4 · черен кръг на черно поле f4 · черен цар на черно поле g3 · бял цар на черно поле g1 | черен кръг на черно поле b8 · черен кръг на бяло поле c8 · черен кръг на черно поле d8 · черен кръг на бяло поле e8 · черен кръг на черно поле f8 · черен кръг на бяло поле b7 · черен кръг на черно поле c7 · черен кръг на бяло поле d7 · черен кръг на черно поле e7 · черен кръг на бяло поле f7 · черен кръг на черно поле b6 · черен кръг на бяло поле c6 · черен кръг на черно поле d6 · черен кръг на бяло поле e6 · черен кръг на черно поле f6 · черен кръг на бяло поле b5 · черен кръг на черно поле c5 · черен кръг на бяло поле d5 · черен кръг на черно поле e5 · черен кръг на бяло поле f5 · бяла пешка на черно поле b4 · черен кръг на бяло поле c4 · черен кръг на черно поле d4 · черен кръг на бяло поле e4 · черен кръг на черно поле f4 · черен цар на черно поле g3 · бял цар на черно поле g1 | черен кръг на черно поле b8 · черен кръг на бяло поле c8 · черен кръг на черно поле d8 · черен кръг на бяло поле e8 · черен кръг на черно поле f8 · черен кръг на бяло поле b7 · черен кръг на черно поле c7 · черен кръг на бяло поле d7 · черен кръг на черно поле e7 · черен кръг на бяло поле f7 · черен кръг на черно поле b6 · черен кръг на бяло поле c6 · черен кръг на черно поле d6 · черен кръг на бяло поле e6 · черен кръг на черно поле f6 · черен кръг на бяло поле b5 · черен кръг на черно поле c5 · черен кръг на бяло поле d5 · черен кръг на черно поле e5 · черен кръг на бяло поле f5 · бяла пешка на черно поле b4 · черен кръг на бяло поле c4 · черен кръг на черно поле d4 · черен кръг на бяло поле e4 · черен кръг на черно поле f4 · черен цар на черно поле g3 · бял цар на черно поле g1 | черен кръг на черно поле b8 · черен кръг на бяло поле c8 · черен кръг на черно поле d8 · черен кръг на бяло поле e8 · черен кръг на черно поле f8 · черен кръг на бяло поле b7 · черен кръг на черно поле c7 · черен кръг на бяло поле d7 · черен кръг на черно поле e7 · черен кръг на бяло поле f7 · черен кръг на черно поле b6 · черен кръг на бяло поле c6 · черен кръг на черно поле d6 · черен кръг на бяло поле e6 · черен кръг на черно поле f6 · черен кръг на бяло поле b5 · черен кръг на черно поле c5 · черен кръг на бяло поле d5 · черен кръг на черно поле e5 · черен кръг на бяло поле f5 · бяла пешка на черно поле b4 · черен кръг на бяло поле c4 · черен кръг на черно поле d4 · черен кръг на бяло поле e4 · черен кръг на черно поле f4 · черен цар на черно поле g3 · бял цар на черно поле g1 | 7 |
| 6 | черен кръг на черно поле b8 · черен кръг на бяло поле c8 · черен кръг на черно поле d8 · черен кръг на бяло поле e8 · черен кръг на черно поле f8 · черен кръг на бяло поле b7 · черен кръг на черно поле c7 · черен кръг на бяло поле d7 · черен кръг на черно поле e7 · черен кръг на бяло поле f7 · черен кръг на черно поле b6 · черен кръг на бяло поле c6 · черен кръг на черно поле d6 · черен кръг на бяло поле e6 · черен кръг на черно поле f6 · черен кръг на бяло поле b5 · черен кръг на черно поле c5 · черен кръг на бяло поле d5 · черен кръг на черно поле e5 · черен кръг на бяло поле f5 · бяла пешка на черно поле b4 · черен кръг на бяло поле c4 · черен кръг на черно поле d4 · черен кръг на бяло поле e4 · черен кръг на черно поле f4 · черен цар на черно поле g3 · бял цар на черно поле g1 | черен кръг на черно поле b8 · черен кръг на бяло поле c8 · черен кръг на черно поле d8 · черен кръг на бяло поле e8 · черен кръг на черно поле f8 · черен кръг на бяло поле b7 · черен кръг на черно поле c7 · черен кръг на бяло поле d7 · черен кръг на черно поле e7 · черен кръг на бяло поле f7 · черен кръг на черно поле b6 · черен кръг на бяло поле c6 · черен кръг на черно поле d6 · черен кръг на бяло поле e6 · черен кръг на черно поле f6 · черен кръг на бяло поле b5 · черен кръг на черно поле c5 · черен кръг на бяло поле d5 · черен кръг на черно поле e5 · черен кръг на бяло поле f5 · бяла пешка на черно поле b4 · черен кръг на бяло поле c4 · черен кръг на черно поле d4 · черен кръг на бяло поле e4 · черен кръг на черно поле f4 · черен цар на черно поле g3 · бял цар на черно поле g1 | черен кръг на черно поле b8 · черен кръг на бяло поле c8 · черен кръг на черно поле d8 · черен кръг на бяло поле e8 · черен кръг на черно поле f8 · черен кръг на бяло поле b7 · черен кръг на черно поле c7 · черен кръг на бяло поле d7 · черен кръг на черно поле e7 · черен кръг на бяло поле f7 · черен кръг на черно поле b6 · черен кръг на бяло поле c6 · черен кръг на черно поле d6 · черен кръг на бяло поле e6 · черен кръг на черно поле f6 · черен кръг на бяло поле b5 · черен кръг на черно поле c5 · черен кръг на бяло поле d5 · черен кръг на черно поле e5 · черен кръг на бяло поле f5 · бяла пешка на черно поле b4 · черен кръг на бяло поле c4 · черен кръг на черно поле d4 · черен кръг на бяло поле e4 · черен кръг на черно поле f4 · черен цар на черно поле g3 · бял цар на черно поле g1 | черен кръг на черно поле b8 · черен кръг на бяло поле c8 · черен кръг на черно поле d8 · черен кръг на бяло поле e8 · черен кръг на черно поле f8 · черен кръг на бяло поле b7 · черен кръг на черно поле c7 · черен кръг на бяло поле d7 · черен кръг на черно поле e7 · черен кръг на бяло поле f7 · черен кръг на черно поле b6 · черен кръг на бяло поле c6 · черен кръг на черно поле d6 · черен кръг на бяло поле e6 · черен кръг на черно поле f6 · черен кръг на бяло поле b5 · черен кръг на черно поле c5 · черен кръг на бяло поле d5 · черен кръг на черно поле e5 · черен кръг на бяло поле f5 · бяла пешка на черно поле b4 · черен кръг на бяло поле c4 · черен кръг на черно поле d4 · черен кръг на бяло поле e4 · черен кръг на черно поле f4 · черен цар на черно поле g3 · бял цар на черно поле g1 | черен кръг на черно поле b8 · черен кръг на бяло поле c8 · черен кръг на черно поле d8 · черен кръг на бяло поле e8 · черен кръг на черно поле f8 · черен кръг на бяло поле b7 · черен кръг на черно поле c7 · черен кръг на бяло поле d7 · черен кръг на черно поле e7 · черен кръг на бяло поле f7 · черен кръг на черно поле b6 · черен кръг на бяло поле c6 · черен кръг на черно поле d6 · черен кръг на бяло поле e6 · черен кръг на черно поле f6 · черен кръг на бяло поле b5 · черен кръг на черно поле c5 · черен кръг на бяло поле d5 · черен кръг на черно поле e5 · черен кръг на бяло поле f5 · бяла пешка на черно поле b4 · черен кръг на бяло поле c4 · черен кръг на черно поле d4 · черен кръг на бяло поле e4 · черен кръг на черно поле f4 · черен цар на черно поле g3 · бял цар на черно поле g1 | черен кръг на черно поле b8 · черен кръг на бяло поле c8 · черен кръг на черно поле d8 · черен кръг на бяло поле e8 · черен кръг на черно поле f8 · черен кръг на бяло поле b7 · черен кръг на черно поле c7 · черен кръг на бяло поле d7 · черен кръг на черно поле e7 · черен кръг на бяло поле f7 · черен кръг на черно поле b6 · черен кръг на бяло поле c6 · черен кръг на черно поле d6 · черен кръг на бяло поле e6 · черен кръг на черно поле f6 · черен кръг на бяло поле b5 · черен кръг на черно поле c5 · черен кръг на бяло поле d5 · черен кръг на черно поле e5 · черен кръг на бяло поле f5 · бяла пешка на черно поле b4 · черен кръг на бяло поле c4 · черен кръг на черно поле d4 · черен кръг на бяло поле e4 · черен кръг на черно поле f4 · черен цар на черно поле g3 · бял цар на черно поле g1 | черен кръг на черно поле b8 · черен кръг на бяло поле c8 · черен кръг на черно поле d8 · черен кръг на бяло поле e8 · черен кръг на черно поле f8 · черен кръг на бяло поле b7 · черен кръг на черно поле c7 · черен кръг на бяло поле d7 · черен кръг на черно поле e7 · черен кръг на бяло поле f7 · черен кръг на черно поле b6 · черен кръг на бяло поле c6 · черен кръг на черно поле d6 · черен кръг на бяло поле e6 · черен кръг на черно поле f6 · черен кръг на бяло поле b5 · черен кръг на черно поле c5 · черен кръг на бяло поле d5 · черен кръг на черно поле e5 · черен кръг на бяло поле f5 · бяла пешка на черно поле b4 · черен кръг на бяло поле c4 · черен кръг на черно поле d4 · черен кръг на бяло поле e4 · черен кръг на черно поле f4 · черен цар на черно поле g3 · бял цар на черно поле g1 | черен кръг на черно поле b8 · черен кръг на бяло поле c8 · черен кръг на черно поле d8 · черен кръг на бяло поле e8 · черен кръг на черно поле f8 · черен кръг на бяло поле b7 · черен кръг на черно поле c7 · черен кръг на бяло поле d7 · черен кръг на черно поле e7 · черен кръг на бяло поле f7 · черен кръг на черно поле b6 · черен кръг на бяло поле c6 · черен кръг на черно поле d6 · черен кръг на бяло поле e6 · черен кръг на черно поле f6 · черен кръг на бяло поле b5 · черен кръг на черно поле c5 · черен кръг на бяло поле d5 · черен кръг на черно поле e5 · черен кръг на бяло поле f5 · бяла пешка на черно поле b4 · черен кръг на бяло поле c4 · черен кръг на черно поле d4 · черен кръг на бяло поле e4 · черен кръг на черно поле f4 · черен цар на черно поле g3 · бял цар на черно поле g1 | 6 |
| 5 | черен кръг на черно поле b8 · черен кръг на бяло поле c8 · черен кръг на черно поле d8 · черен кръг на бяло поле e8 · черен кръг на черно поле f8 · черен кръг на бяло поле b7 · черен кръг на черно поле c7 · черен кръг на бяло поле d7 · черен кръг на черно поле e7 · черен кръг на бяло поле f7 · черен кръг на черно поле b6 · черен кръг на бяло поле c6 · черен кръг на черно поле d6 · черен кръг на бяло поле e6 · черен кръг на черно поле f6 · черен кръг на бяло поле b5 · черен кръг на черно поле c5 · черен кръг на бяло поле d5 · черен кръг на черно поле e5 · черен кръг на бяло поле f5 · бяла пешка на черно поле b4 · черен кръг на бяло поле c4 · черен кръг на черно поле d4 · черен кръг на бяло поле e4 · черен кръг на черно поле f4 · черен цар на черно поле g3 · бял цар на черно поле g1 | черен кръг на черно поле b8 · черен кръг на бяло поле c8 · черен кръг на черно поле d8 · черен кръг на бяло поле e8 · черен кръг на черно поле f8 · черен кръг на бяло поле b7 · черен кръг на черно поле c7 · черен кръг на бяло поле d7 · черен кръг на черно поле e7 · черен кръг на бяло поле f7 · черен кръг на черно поле b6 · черен кръг на бяло поле c6 · черен кръг на черно поле d6 · черен кръг на бяло поле e6 · черен кръг на черно поле f6 · черен кръг на бяло поле b5 · черен кръг на черно поле c5 · черен кръг на бяло поле d5 · черен кръг на черно поле e5 · черен кръг на бяло поле f5 · бяла пешка на черно поле b4 · черен кръг на бяло поле c4 · черен кръг на черно поле d4 · черен кръг на бяло поле e4 · черен кръг на черно поле f4 · черен цар на черно поле g3 · бял цар на черно поле g1 | черен кръг на черно поле b8 · черен кръг на бяло поле c8 · черен кръг на черно поле d8 · черен кръг на бяло поле e8 · черен кръг на черно поле f8 · черен кръг на бяло поле b7 · черен кръг на черно поле c7 · черен кръг на бяло поле d7 · черен кръг на черно поле e7 · черен кръг на бяло поле f7 · черен кръг на черно поле b6 · черен кръг на бяло поле c6 · черен кръг на черно поле d6 · черен кръг на бяло поле e6 · черен кръг на черно поле f6 · черен кръг на бяло поле b5 · черен кръг на черно поле c5 · черен кръг на бяло поле d5 · черен кръг на черно поле e5 · черен кръг на бяло поле f5 · бяла пешка на черно поле b4 · черен кръг на бяло поле c4 · черен кръг на черно поле d4 · черен кръг на бяло поле e4 · черен кръг на черно поле f4 · черен цар на черно поле g3 · бял цар на черно поле g1 | черен кръг на черно поле b8 · черен кръг на бяло поле c8 · черен кръг на черно поле d8 · черен кръг на бяло поле e8 · черен кръг на черно поле f8 · черен кръг на бяло поле b7 · черен кръг на черно поле c7 · черен кръг на бяло поле d7 · черен кръг на черно поле e7 · черен кръг на бяло поле f7 · черен кръг на черно поле b6 · черен кръг на бяло поле c6 · черен кръг на черно поле d6 · черен кръг на бяло поле e6 · черен кръг на черно поле f6 · черен кръг на бяло поле b5 · черен кръг на черно поле c5 · черен кръг на бяло поле d5 · черен кръг на черно поле e5 · черен кръг на бяло поле f5 · бяла пешка на черно поле b4 · черен кръг на бяло поле c4 · черен кръг на черно поле d4 · черен кръг на бяло поле e4 · черен кръг на черно поле f4 · черен цар на черно поле g3 · бял цар на черно поле g1 | черен кръг на черно поле b8 · черен кръг на бяло поле c8 · черен кръг на черно поле d8 · черен кръг на бяло поле e8 · черен кръг на черно поле f8 · черен кръг на бяло поле b7 · черен кръг на черно поле c7 · черен кръг на бяло поле d7 · черен кръг на черно поле e7 · черен кръг на бяло поле f7 · черен кръг на черно поле b6 · черен кръг на бяло поле c6 · черен кръг на черно поле d6 · черен кръг на бяло поле e6 · черен кръг на черно поле f6 · черен кръг на бяло поле b5 · черен кръг на черно поле c5 · черен кръг на бяло поле d5 · черен кръг на черно поле e5 · черен кръг на бяло поле f5 · бяла пешка на черно поле b4 · черен кръг на бяло поле c4 · черен кръг на черно поле d4 · черен кръг на бяло поле e4 · черен кръг на черно поле f4 · черен цар на черно поле g3 · бял цар на черно поле g1 | черен кръг на черно поле b8 · черен кръг на бяло поле c8 · черен кръг на черно поле d8 · черен кръг на бяло поле e8 · черен кръг на черно поле f8 · черен кръг на бяло поле b7 · черен кръг на черно поле c7 · черен кръг на бяло поле d7 · черен кръг на черно поле e7 · черен кръг на бяло поле f7 · черен кръг на черно поле b6 · черен кръг на бяло поле c6 · черен кръг на черно поле d6 · черен кръг на бяло поле e6 · черен кръг на черно поле f6 · черен кръг на бяло поле b5 · черен кръг на черно поле c5 · черен кръг на бяло поле d5 · черен кръг на черно поле e5 · черен кръг на бяло поле f5 · бяла пешка на черно поле b4 · черен кръг на бяло поле c4 · черен кръг на черно поле d4 · черен кръг на бяло поле e4 · черен кръг на черно поле f4 · черен цар на черно поле g3 · бял цар на черно поле g1 | черен кръг на черно поле b8 · черен кръг на бяло поле c8 · черен кръг на черно поле d8 · черен кръг на бяло поле e8 · черен кръг на черно поле f8 · черен кръг на бяло поле b7 · черен кръг на черно поле c7 · черен кръг на бяло поле d7 · черен кръг на черно поле e7 · черен кръг на бяло поле f7 · черен кръг на черно поле b6 · черен кръг на бяло поле c6 · черен кръг на черно поле d6 · черен кръг на бяло поле e6 · черен кръг на черно поле f6 · черен кръг на бяло поле b5 · черен кръг на черно поле c5 · черен кръг на бяло поле d5 · черен кръг на черно поле e5 · черен кръг на бяло поле f5 · бяла пешка на черно поле b4 · черен кръг на бяло поле c4 · черен кръг на черно поле d4 · черен кръг на бяло поле e4 · черен кръг на черно поле f4 · черен цар на черно поле g3 · бял цар на черно поле g1 | черен кръг на черно поле b8 · черен кръг на бяло поле c8 · черен кръг на черно поле d8 · черен кръг на бяло поле e8 · черен кръг на черно поле f8 · черен кръг на бяло поле b7 · черен кръг на черно поле c7 · черен кръг на бяло поле d7 · черен кръг на черно поле e7 · черен кръг на бяло поле f7 · черен кръг на черно поле b6 · черен кръг на бяло поле c6 · черен кръг на черно поле d6 · черен кръг на бяло поле e6 · черен кръг на черно поле f6 · черен кръг на бяло поле b5 · черен кръг на черно поле c5 · черен кръг на бяло поле d5 · черен кръг на черно поле e5 · черен кръг на бяло поле f5 · бяла пешка на черно поле b4 · черен кръг на бяло поле c4 · черен кръг на черно поле d4 · черен кръг на бяло поле e4 · черен кръг на черно поле f4 · черен цар на черно поле g3 · бял цар на черно поле g1 | 5 |
| 4 | черен кръг на черно поле b8 · черен кръг на бяло поле c8 · черен кръг на черно поле d8 · черен кръг на бяло поле e8 · черен кръг на черно поле f8 · черен кръг на бяло поле b7 · черен кръг на черно поле c7 · черен кръг на бяло поле d7 · черен кръг на черно поле e7 · черен кръг на бяло поле f7 · черен кръг на черно поле b6 · черен кръг на бяло поле c6 · черен кръг на черно поле d6 · черен кръг на бяло поле e6 · черен кръг на черно поле f6 · черен кръг на бяло поле b5 · черен кръг на черно поле c5 · черен кръг на бяло поле d5 · черен кръг на черно поле e5 · черен кръг на бяло поле f5 · бяла пешка на черно поле b4 · черен кръг на бяло поле c4 · черен кръг на черно поле d4 · черен кръг на бяло поле e4 · черен кръг на черно поле f4 · черен цар на черно поле g3 · бял цар на черно поле g1 | черен кръг на черно поле b8 · черен кръг на бяло поле c8 · черен кръг на черно поле d8 · черен кръг на бяло поле e8 · черен кръг на черно поле f8 · черен кръг на бяло поле b7 · черен кръг на черно поле c7 · черен кръг на бяло поле d7 · черен кръг на черно поле e7 · черен кръг на бяло поле f7 · черен кръг на черно поле b6 · черен кръг на бяло поле c6 · черен кръг на черно поле d6 · черен кръг на бяло поле e6 · черен кръг на черно поле f6 · черен кръг на бяло поле b5 · черен кръг на черно поле c5 · черен кръг на бяло поле d5 · черен кръг на черно поле e5 · черен кръг на бяло поле f5 · бяла пешка на черно поле b4 · черен кръг на бяло поле c4 · черен кръг на черно поле d4 · черен кръг на бяло поле e4 · черен кръг на черно поле f4 · черен цар на черно поле g3 · бял цар на черно поле g1 | черен кръг на черно поле b8 · черен кръг на бяло поле c8 · черен кръг на черно поле d8 · черен кръг на бяло поле e8 · черен кръг на черно поле f8 · черен кръг на бяло поле b7 · черен кръг на черно поле c7 · черен кръг на бяло поле d7 · черен кръг на черно поле e7 · черен кръг на бяло поле f7 · черен кръг на черно поле b6 · черен кръг на бяло поле c6 · черен кръг на черно поле d6 · черен кръг на бяло поле e6 · черен кръг на черно поле f6 · черен кръг на бяло поле b5 · черен кръг на черно поле c5 · черен кръг на бяло поле d5 · черен кръг на черно поле e5 · черен кръг на бяло поле f5 · бяла пешка на черно поле b4 · черен кръг на бяло поле c4 · черен кръг на черно поле d4 · черен кръг на бяло поле e4 · черен кръг на черно поле f4 · черен цар на черно поле g3 · бял цар на черно поле g1 | черен кръг на черно поле b8 · черен кръг на бяло поле c8 · черен кръг на черно поле d8 · черен кръг на бяло поле e8 · черен кръг на черно поле f8 · черен кръг на бяло поле b7 · черен кръг на черно поле c7 · черен кръг на бяло поле d7 · черен кръг на черно поле e7 · черен кръг на бяло поле f7 · черен кръг на черно поле b6 · черен кръг на бяло поле c6 · черен кръг на черно поле d6 · черен кръг на бяло поле e6 · черен кръг на черно поле f6 · черен кръг на бяло поле b5 · черен кръг на черно поле c5 · черен кръг на бяло поле d5 · черен кръг на черно поле e5 · черен кръг на бяло поле f5 · бяла пешка на черно поле b4 · черен кръг на бяло поле c4 · черен кръг на черно поле d4 · черен кръг на бяло поле e4 · черен кръг на черно поле f4 · черен цар на черно поле g3 · бял цар на черно поле g1 | черен кръг на черно поле b8 · черен кръг на бяло поле c8 · черен кръг на черно поле d8 · черен кръг на бяло поле e8 · черен кръг на черно поле f8 · черен кръг на бяло поле b7 · черен кръг на черно поле c7 · черен кръг на бяло поле d7 · черен кръг на черно поле e7 · черен кръг на бяло поле f7 · черен кръг на черно поле b6 · черен кръг на бяло поле c6 · черен кръг на черно поле d6 · черен кръг на бяло поле e6 · черен кръг на черно поле f6 · черен кръг на бяло поле b5 · черен кръг на черно поле c5 · черен кръг на бяло поле d5 · черен кръг на черно поле e5 · черен кръг на бяло поле f5 · бяла пешка на черно поле b4 · черен кръг на бяло поле c4 · черен кръг на черно поле d4 · черен кръг на бяло поле e4 · черен кръг на черно поле f4 · черен цар на черно поле g3 · бял цар на черно поле g1 | черен кръг на черно поле b8 · черен кръг на бяло поле c8 · черен кръг на черно поле d8 · черен кръг на бяло поле e8 · черен кръг на черно поле f8 · черен кръг на бяло поле b7 · черен кръг на черно поле c7 · черен кръг на бяло поле d7 · черен кръг на черно поле e7 · черен кръг на бяло поле f7 · черен кръг на черно поле b6 · черен кръг на бяло поле c6 · черен кръг на черно поле d6 · черен кръг на бяло поле e6 · черен кръг на черно поле f6 · черен кръг на бяло поле b5 · черен кръг на черно поле c5 · черен кръг на бяло поле d5 · черен кръг на черно поле e5 · черен кръг на бяло поле f5 · бяла пешка на черно поле b4 · черен кръг на бяло поле c4 · черен кръг на черно поле d4 · черен кръг на бяло поле e4 · черен кръг на черно поле f4 · черен цар на черно поле g3 · бял цар на черно поле g1 | черен кръг на черно поле b8 · черен кръг на бяло поле c8 · черен кръг на черно поле d8 · черен кръг на бяло поле e8 · черен кръг на черно поле f8 · черен кръг на бяло поле b7 · черен кръг на черно поле c7 · черен кръг на бяло поле d7 · черен кръг на черно поле e7 · черен кръг на бяло поле f7 · черен кръг на черно поле b6 · черен кръг на бяло поле c6 · черен кръг на черно поле d6 · черен кръг на бяло поле e6 · черен кръг на черно поле f6 · черен кръг на бяло поле b5 · черен кръг на черно поле c5 · черен кръг на бяло поле d5 · черен кръг на черно поле e5 · черен кръг на бяло поле f5 · бяла пешка на черно поле b4 · черен кръг на бяло поле c4 · черен кръг на черно поле d4 · черен кръг на бяло поле e4 · черен кръг на черно поле f4 · черен цар на черно поле g3 · бял цар на черно поле g1 | черен кръг на черно поле b8 · черен кръг на бяло поле c8 · черен кръг на черно поле d8 · черен кръг на бяло поле e8 · черен кръг на черно поле f8 · черен кръг на бяло поле b7 · черен кръг на черно поле c7 · черен кръг на бяло поле d7 · черен кръг на черно поле e7 · черен кръг на бяло поле f7 · черен кръг на черно поле b6 · черен кръг на бяло поле c6 · черен кръг на черно поле d6 · черен кръг на бяло поле e6 · черен кръг на черно поле f6 · черен кръг на бяло поле b5 · черен кръг на черно поле c5 · черен кръг на бяло поле d5 · черен кръг на черно поле e5 · черен кръг на бяло поле f5 · бяла пешка на черно поле b4 · черен кръг на бяло поле c4 · черен кръг на черно поле d4 · черен кръг на бяло поле e4 · черен кръг на черно поле f4 · черен цар на черно поле g3 · бял цар на черно поле g1 | 4 |
| 3 | черен кръг на черно поле b8 · черен кръг на бяло поле c8 · черен кръг на черно поле d8 · черен кръг на бяло поле e8 · черен кръг на черно поле f8 · черен кръг на бяло поле b7 · черен кръг на черно поле c7 · черен кръг на бяло поле d7 · черен кръг на черно поле e7 · черен кръг на бяло поле f7 · черен кръг на черно поле b6 · черен кръг на бяло поле c6 · черен кръг на черно поле d6 · черен кръг на бяло поле e6 · черен кръг на черно поле f6 · черен кръг на бяло поле b5 · черен кръг на черно поле c5 · черен кръг на бяло поле d5 · черен кръг на черно поле e5 · черен кръг на бяло поле f5 · бяла пешка на черно поле b4 · черен кръг на бяло поле c4 · черен кръг на черно поле d4 · черен кръг на бяло поле e4 · черен кръг на черно поле f4 · черен цар на черно поле g3 · бял цар на черно поле g1 | черен кръг на черно поле b8 · черен кръг на бяло поле c8 · черен кръг на черно поле d8 · черен кръг на бяло поле e8 · черен кръг на черно поле f8 · черен кръг на бяло поле b7 · черен кръг на черно поле c7 · черен кръг на бяло поле d7 · черен кръг на черно поле e7 · черен кръг на бяло поле f7 · черен кръг на черно поле b6 · черен кръг на бяло поле c6 · черен кръг на черно поле d6 · черен кръг на бяло поле e6 · черен кръг на черно поле f6 · черен кръг на бяло поле b5 · черен кръг на черно поле c5 · черен кръг на бяло поле d5 · черен кръг на черно поле e5 · черен кръг на бяло поле f5 · бяла пешка на черно поле b4 · черен кръг на бяло поле c4 · черен кръг на черно поле d4 · черен кръг на бяло поле e4 · черен кръг на черно поле f4 · черен цар на черно поле g3 · бял цар на черно поле g1 | черен кръг на черно поле b8 · черен кръг на бяло поле c8 · черен кръг на черно поле d8 · черен кръг на бяло поле e8 · черен кръг на черно поле f8 · черен кръг на бяло поле b7 · черен кръг на черно поле c7 · черен кръг на бяло поле d7 · черен кръг на черно поле e7 · черен кръг на бяло поле f7 · черен кръг на черно поле b6 · черен кръг на бяло поле c6 · черен кръг на черно поле d6 · черен кръг на бяло поле e6 · черен кръг на черно поле f6 · черен кръг на бяло поле b5 · черен кръг на черно поле c5 · черен кръг на бяло поле d5 · черен кръг на черно поле e5 · черен кръг на бяло поле f5 · бяла пешка на черно поле b4 · черен кръг на бяло поле c4 · черен кръг на черно поле d4 · черен кръг на бяло поле e4 · черен кръг на черно поле f4 · черен цар на черно поле g3 · бял цар на черно поле g1 | черен кръг на черно поле b8 · черен кръг на бяло поле c8 · черен кръг на черно поле d8 · черен кръг на бяло поле e8 · черен кръг на черно поле f8 · черен кръг на бяло поле b7 · черен кръг на черно поле c7 · черен кръг на бяло поле d7 · черен кръг на черно поле e7 · черен кръг на бяло поле f7 · черен кръг на черно поле b6 · черен кръг на бяло поле c6 · черен кръг на черно поле d6 · черен кръг на бяло поле e6 · черен кръг на черно поле f6 · черен кръг на бяло поле b5 · черен кръг на черно поле c5 · черен кръг на бяло поле d5 · черен кръг на черно поле e5 · черен кръг на бяло поле f5 · бяла пешка на черно поле b4 · черен кръг на бяло поле c4 · черен кръг на черно поле d4 · черен кръг на бяло поле e4 · черен кръг на черно поле f4 · черен цар на черно поле g3 · бял цар на черно поле g1 | черен кръг на черно поле b8 · черен кръг на бяло поле c8 · черен кръг на черно поле d8 · черен кръг на бяло поле e8 · черен кръг на черно поле f8 · черен кръг на бяло поле b7 · черен кръг на черно поле c7 · черен кръг на бяло поле d7 · черен кръг на черно поле e7 · черен кръг на бяло поле f7 · черен кръг на черно поле b6 · черен кръг на бяло поле c6 · черен кръг на черно поле d6 · черен кръг на бяло поле e6 · черен кръг на черно поле f6 · черен кръг на бяло поле b5 · черен кръг на черно поле c5 · черен кръг на бяло поле d5 · черен кръг на черно поле e5 · черен кръг на бяло поле f5 · бяла пешка на черно поле b4 · черен кръг на бяло поле c4 · черен кръг на черно поле d4 · черен кръг на бяло поле e4 · черен кръг на черно поле f4 · черен цар на черно поле g3 · бял цар на черно поле g1 | черен кръг на черно поле b8 · черен кръг на бяло поле c8 · черен кръг на черно поле d8 · черен кръг на бяло поле e8 · черен кръг на черно поле f8 · черен кръг на бяло поле b7 · черен кръг на черно поле c7 · черен кръг на бяло поле d7 · черен кръг на черно поле e7 · черен кръг на бяло поле f7 · черен кръг на черно поле b6 · черен кръг на бяло поле c6 · черен кръг на черно поле d6 · черен кръг на бяло поле e6 · черен кръг на черно поле f6 · черен кръг на бяло поле b5 · черен кръг на черно поле c5 · черен кръг на бяло поле d5 · черен кръг на черно поле e5 · черен кръг на бяло поле f5 · бяла пешка на черно поле b4 · черен кръг на бяло поле c4 · черен кръг на черно поле d4 · черен кръг на бяло поле e4 · черен кръг на черно поле f4 · черен цар на черно поле g3 · бял цар на черно поле g1 | черен кръг на черно поле b8 · черен кръг на бяло поле c8 · черен кръг на черно поле d8 · черен кръг на бяло поле e8 · черен кръг на черно поле f8 · черен кръг на бяло поле b7 · черен кръг на черно поле c7 · черен кръг на бяло поле d7 · черен кръг на черно поле e7 · черен кръг на бяло поле f7 · черен кръг на черно поле b6 · черен кръг на бяло поле c6 · черен кръг на черно поле d6 · черен кръг на бяло поле e6 · черен кръг на черно поле f6 · черен кръг на бяло поле b5 · черен кръг на черно поле c5 · черен кръг на бяло поле d5 · черен кръг на черно поле e5 · черен кръг на бяло поле f5 · бяла пешка на черно поле b4 · черен кръг на бяло поле c4 · черен кръг на черно поле d4 · черен кръг на бяло поле e4 · черен кръг на черно поле f4 · черен цар на черно поле g3 · бял цар на черно поле g1 | черен кръг на черно поле b8 · черен кръг на бяло поле c8 · черен кръг на черно поле d8 · черен кръг на бяло поле e8 · черен кръг на черно поле f8 · черен кръг на бяло поле b7 · черен кръг на черно поле c7 · черен кръг на бяло поле d7 · черен кръг на черно поле e7 · черен кръг на бяло поле f7 · черен кръг на черно поле b6 · черен кръг на бяло поле c6 · черен кръг на черно поле d6 · черен кръг на бяло поле e6 · черен кръг на черно поле f6 · черен кръг на бяло поле b5 · черен кръг на черно поле c5 · черен кръг на бяло поле d5 · черен кръг на черно поле e5 · черен кръг на бяло поле f5 · бяла пешка на черно поле b4 · черен кръг на бяло поле c4 · черен кръг на черно поле d4 · черен кръг на бяло поле e4 · черен кръг на черно поле f4 · черен цар на черно поле g3 · бял цар на черно поле g1 | 3 |
| 2 | черен кръг на черно поле b8 · черен кръг на бяло поле c8 · черен кръг на черно поле d8 · черен кръг на бяло поле e8 · черен кръг на черно поле f8 · черен кръг на бяло поле b7 · черен кръг на черно поле c7 · черен кръг на бяло поле d7 · черен кръг на черно поле e7 · черен кръг на бяло поле f7 · черен кръг на черно поле b6 · черен кръг на бяло поле c6 · черен кръг на черно поле d6 · черен кръг на бяло поле e6 · черен кръг на черно поле f6 · черен кръг на бяло поле b5 · черен кръг на черно поле c5 · черен кръг на бяло поле d5 · черен кръг на черно поле e5 · черен кръг на бяло поле f5 · бяла пешка на черно поле b4 · черен кръг на бяло поле c4 · черен кръг на черно поле d4 · черен кръг на бяло поле e4 · черен кръг на черно поле f4 · черен цар на черно поле g3 · бял цар на черно поле g1 | черен кръг на черно поле b8 · черен кръг на бяло поле c8 · черен кръг на черно поле d8 · черен кръг на бяло поле e8 · черен кръг на черно поле f8 · черен кръг на бяло поле b7 · черен кръг на черно поле c7 · черен кръг на бяло поле d7 · черен кръг на черно поле e7 · черен кръг на бяло поле f7 · черен кръг на черно поле b6 · черен кръг на бяло поле c6 · черен кръг на черно поле d6 · черен кръг на бяло поле e6 · черен кръг на черно поле f6 · черен кръг на бяло поле b5 · черен кръг на черно поле c5 · черен кръг на бяло поле d5 · черен кръг на черно поле e5 · черен кръг на бяло поле f5 · бяла пешка на черно поле b4 · черен кръг на бяло поле c4 · черен кръг на черно поле d4 · черен кръг на бяло поле e4 · черен кръг на черно поле f4 · черен цар на черно поле g3 · бял цар на черно поле g1 | черен кръг на черно поле b8 · черен кръг на бяло поле c8 · черен кръг на черно поле d8 · черен кръг на бяло поле e8 · черен кръг на черно поле f8 · черен кръг на бяло поле b7 · черен кръг на черно поле c7 · черен кръг на бяло поле d7 · черен кръг на черно поле e7 · черен кръг на бяло поле f7 · черен кръг на черно поле b6 · черен кръг на бяло поле c6 · черен кръг на черно поле d6 · черен кръг на бяло поле e6 · черен кръг на черно поле f6 · черен кръг на бяло поле b5 · черен кръг на черно поле c5 · черен кръг на бяло поле d5 · черен кръг на черно поле e5 · черен кръг на бяло поле f5 · бяла пешка на черно поле b4 · черен кръг на бяло поле c4 · черен кръг на черно поле d4 · черен кръг на бяло поле e4 · черен кръг на черно поле f4 · черен цар на черно поле g3 · бял цар на черно поле g1 | черен кръг на черно поле b8 · черен кръг на бяло поле c8 · черен кръг на черно поле d8 · черен кръг на бяло поле e8 · черен кръг на черно поле f8 · черен кръг на бяло поле b7 · черен кръг на черно поле c7 · черен кръг на бяло поле d7 · черен кръг на черно поле e7 · черен кръг на бяло поле f7 · черен кръг на черно поле b6 · черен кръг на бяло поле c6 · черен кръг на черно поле d6 · черен кръг на бяло поле e6 · черен кръг на черно поле f6 · черен кръг на бяло поле b5 · черен кръг на черно поле c5 · черен кръг на бяло поле d5 · черен кръг на черно поле e5 · черен кръг на бяло поле f5 · бяла пешка на черно поле b4 · черен кръг на бяло поле c4 · черен кръг на черно поле d4 · черен кръг на бяло поле e4 · черен кръг на черно поле f4 · черен цар на черно поле g3 · бял цар на черно поле g1 | черен кръг на черно поле b8 · черен кръг на бяло поле c8 · черен кръг на черно поле d8 · черен кръг на бяло поле e8 · черен кръг на черно поле f8 · черен кръг на бяло поле b7 · черен кръг на черно поле c7 · черен кръг на бяло поле d7 · черен кръг на черно поле e7 · черен кръг на бяло поле f7 · черен кръг на черно поле b6 · черен кръг на бяло поле c6 · черен кръг на черно поле d6 · черен кръг на бяло поле e6 · черен кръг на черно поле f6 · черен кръг на бяло поле b5 · черен кръг на черно поле c5 · черен кръг на бяло поле d5 · черен кръг на черно поле e5 · черен кръг на бяло поле f5 · бяла пешка на черно поле b4 · черен кръг на бяло поле c4 · черен кръг на черно поле d4 · черен кръг на бяло поле e4 · черен кръг на черно поле f4 · черен цар на черно поле g3 · бял цар на черно поле g1 | черен кръг на черно поле b8 · черен кръг на бяло поле c8 · черен кръг на черно поле d8 · черен кръг на бяло поле e8 · черен кръг на черно поле f8 · черен кръг на бяло поле b7 · черен кръг на черно поле c7 · черен кръг на бяло поле d7 · черен кръг на черно поле e7 · черен кръг на бяло поле f7 · черен кръг на черно поле b6 · черен кръг на бяло поле c6 · черен кръг на черно поле d6 · черен кръг на бяло поле e6 · черен кръг на черно поле f6 · черен кръг на бяло поле b5 · черен кръг на черно поле c5 · черен кръг на бяло поле d5 · черен кръг на черно поле e5 · черен кръг на бяло поле f5 · бяла пешка на черно поле b4 · черен кръг на бяло поле c4 · черен кръг на черно поле d4 · черен кръг на бяло поле e4 · черен кръг на черно поле f4 · черен цар на черно поле g3 · бял цар на черно поле g1 | черен кръг на черно поле b8 · черен кръг на бяло поле c8 · черен кръг на черно поле d8 · черен кръг на бяло поле e8 · черен кръг на черно поле f8 · черен кръг на бяло поле b7 · черен кръг на черно поле c7 · черен кръг на бяло поле d7 · черен кръг на черно поле e7 · черен кръг на бяло поле f7 · черен кръг на черно поле b6 · черен кръг на бяло поле c6 · черен кръг на черно поле d6 · черен кръг на бяло поле e6 · черен кръг на черно поле f6 · черен кръг на бяло поле b5 · черен кръг на черно поле c5 · черен кръг на бяло поле d5 · черен кръг на черно поле e5 · черен кръг на бяло поле f5 · бяла пешка на черно поле b4 · черен кръг на бяло поле c4 · черен кръг на черно поле d4 · черен кръг на бяло поле e4 · черен кръг на черно поле f4 · черен цар на черно поле g3 · бял цар на черно поле g1 | черен кръг на черно поле b8 · черен кръг на бяло поле c8 · черен кръг на черно поле d8 · черен кръг на бяло поле e8 · черен кръг на черно поле f8 · черен кръг на бяло поле b7 · черен кръг на черно поле c7 · черен кръг на бяло поле d7 · черен кръг на черно поле e7 · черен кръг на бяло поле f7 · черен кръг на черно поле b6 · черен кръг на бяло поле c6 · черен кръг на черно поле d6 · черен кръг на бяло поле e6 · черен кръг на черно поле f6 · черен кръг на бяло поле b5 · черен кръг на черно поле c5 · черен кръг на бяло поле d5 · черен кръг на черно поле e5 · черен кръг на бяло поле f5 · бяла пешка на черно поле b4 · черен кръг на бяло поле c4 · черен кръг на черно поле d4 · черен кръг на бяло поле e4 · черен кръг на черно поле f4 · черен цар на черно поле g3 · бял цар на черно поле g1 | 2 |
| 1 | черен кръг на черно поле b8 · черен кръг на бяло поле c8 · черен кръг на черно поле d8 · черен кръг на бяло поле e8 · черен кръг на черно поле f8 · черен кръг на бяло поле b7 · черен кръг на черно поле c7 · черен кръг на бяло поле d7 · черен кръг на черно поле e7 · черен кръг на бяло поле f7 · черен кръг на черно поле b6 · черен кръг на бяло поле c6 · черен кръг на черно поле d6 · черен кръг на бяло поле e6 · черен кръг на черно поле f6 · черен кръг на бяло поле b5 · черен кръг на черно поле c5 · черен кръг на бяло поле d5 · черен кръг на черно поле e5 · черен кръг на бяло поле f5 · бяла пешка на черно поле b4 · черен кръг на бяло поле c4 · черен кръг на черно поле d4 · черен кръг на бяло поле e4 · черен кръг на черно поле f4 · черен цар на черно поле g3 · бял цар на черно поле g1 | черен кръг на черно поле b8 · черен кръг на бяло поле c8 · черен кръг на черно поле d8 · черен кръг на бяло поле e8 · черен кръг на черно поле f8 · черен кръг на бяло поле b7 · черен кръг на черно поле c7 · черен кръг на бяло поле d7 · черен кръг на черно поле e7 · черен кръг на бяло поле f7 · черен кръг на черно поле b6 · черен кръг на бяло поле c6 · черен кръг на черно поле d6 · черен кръг на бяло поле e6 · черен кръг на черно поле f6 · черен кръг на бяло поле b5 · черен кръг на черно поле c5 · черен кръг на бяло поле d5 · черен кръг на черно поле e5 · черен кръг на бяло поле f5 · бяла пешка на черно поле b4 · черен кръг на бяло поле c4 · черен кръг на черно поле d4 · черен кръг на бяло поле e4 · черен кръг на черно поле f4 · черен цар на черно поле g3 · бял цар на черно поле g1 | черен кръг на черно поле b8 · черен кръг на бяло поле c8 · черен кръг на черно поле d8 · черен кръг на бяло поле e8 · черен кръг на черно поле f8 · черен кръг на бяло поле b7 · черен кръг на черно поле c7 · черен кръг на бяло поле d7 · черен кръг на черно поле e7 · черен кръг на бяло поле f7 · черен кръг на черно поле b6 · черен кръг на бяло поле c6 · черен кръг на черно поле d6 · черен кръг на бяло поле e6 · черен кръг на черно поле f6 · черен кръг на бяло поле b5 · черен кръг на черно поле c5 · черен кръг на бяло поле d5 · черен кръг на черно поле e5 · черен кръг на бяло поле f5 · бяла пешка на черно поле b4 · черен кръг на бяло поле c4 · черен кръг на черно поле d4 · черен кръг на бяло поле e4 · черен кръг на черно поле f4 · черен цар на черно поле g3 · бял цар на черно поле g1 | черен кръг на черно поле b8 · черен кръг на бяло поле c8 · черен кръг на черно поле d8 · черен кръг на бяло поле e8 · черен кръг на черно поле f8 · черен кръг на бяло поле b7 · черен кръг на черно поле c7 · черен кръг на бяло поле d7 · черен кръг на черно поле e7 · черен кръг на бяло поле f7 · черен кръг на черно поле b6 · черен кръг на бяло поле c6 · черен кръг на черно поле d6 · черен кръг на бяло поле e6 · черен кръг на черно поле f6 · черен кръг на бяло поле b5 · черен кръг на черно поле c5 · черен кръг на бяло поле d5 · черен кръг на черно поле e5 · черен кръг на бяло поле f5 · бяла пешка на черно поле b4 · черен кръг на бяло поле c4 · черен кръг на черно поле d4 · черен кръг на бяло поле e4 · черен кръг на черно поле f4 · черен цар на черно поле g3 · бял цар на черно поле g1 | черен кръг на черно поле b8 · черен кръг на бяло поле c8 · черен кръг на черно поле d8 · черен кръг на бяло поле e8 · черен кръг на черно поле f8 · черен кръг на бяло поле b7 · черен кръг на черно поле c7 · черен кръг на бяло поле d7 · черен кръг на черно поле e7 · черен кръг на бяло поле f7 · черен кръг на черно поле b6 · черен кръг на бяло поле c6 · черен кръг на черно поле d6 · черен кръг на бяло поле e6 · черен кръг на черно поле f6 · черен кръг на бяло поле b5 · черен кръг на черно поле c5 · черен кръг на бяло поле d5 · черен кръг на черно поле e5 · черен кръг на бяло поле f5 · бяла пешка на черно поле b4 · черен кръг на бяло поле c4 · черен кръг на черно поле d4 · черен кръг на бяло поле e4 · черен кръг на черно поле f4 · черен цар на черно поле g3 · бял цар на черно поле g1 | черен кръг на черно поле b8 · черен кръг на бяло поле c8 · черен кръг на черно поле d8 · черен кръг на бяло поле e8 · черен кръг на черно поле f8 · черен кръг на бяло поле b7 · черен кръг на черно поле c7 · черен кръг на бяло поле d7 · черен кръг на черно поле e7 · черен кръг на бяло поле f7 · черен кръг на черно поле b6 · черен кръг на бяло поле c6 · черен кръг на черно поле d6 · черен кръг на бяло поле e6 · черен кръг на черно поле f6 · черен кръг на бяло поле b5 · черен кръг на черно поле c5 · черен кръг на бяло поле d5 · черен кръг на черно поле e5 · черен кръг на бяло поле f5 · бяла пешка на черно поле b4 · черен кръг на бяло поле c4 · черен кръг на черно поле d4 · черен кръг на бяло поле e4 · черен кръг на черно поле f4 · черен цар на черно поле g3 · бял цар на черно поле g1 | черен кръг на черно поле b8 · черен кръг на бяло поле c8 · черен кръг на черно поле d8 · черен кръг на бяло поле e8 · черен кръг на черно поле f8 · черен кръг на бяло поле b7 · черен кръг на черно поле c7 · черен кръг на бяло поле d7 · черен кръг на черно поле e7 · черен кръг на бяло поле f7 · черен кръг на черно поле b6 · черен кръг на бяло поле c6 · черен кръг на черно поле d6 · черен кръг на бяло поле e6 · черен кръг на черно поле f6 · черен кръг на бяло поле b5 · черен кръг на черно поле c5 · черен кръг на бяло поле d5 · черен кръг на черно поле e5 · черен кръг на бяло поле f5 · бяла пешка на черно поле b4 · черен кръг на бяло поле c4 · черен кръг на черно поле d4 · черен кръг на бяло поле e4 · черен кръг на черно поле f4 · черен цар на черно поле g3 · бял цар на черно поле g1 | черен кръг на черно поле b8 · черен кръг на бяло поле c8 · черен кръг на черно поле d8 · черен кръг на бяло поле e8 · черен кръг на черно поле f8 · черен кръг на бяло поле b7 · черен кръг на черно поле c7 · черен кръг на бяло поле d7 · черен кръг на черно поле e7 · черен кръг на бяло поле f7 · черен кръг на черно поле b6 · черен кръг на бяло поле c6 · черен кръг на черно поле d6 · черен кръг на бяло поле e6 · черен кръг на черно поле f6 · черен кръг на бяло поле b5 · черен кръг на черно поле c5 · черен кръг на бяло поле d5 · черен кръг на черно поле e5 · черен кръг на бяло поле f5 · бяла пешка на черно поле b4 · черен кръг на бяло поле c4 · черен кръг на черно поле d4 · черен кръг на бяло поле e4 · черен кръг на черно поле f4 · черен цар на черно поле g3 · бял цар на черно поле g1 | 1 |
|   | a | b | c | d | e | f | g | h |   |

Вертикалната страна на квадрата е от пешката напред до крайната линия на произвеждането ѝ, а хоризонталната – от пешката по посока на противниковия цар.
Правило на квадрата: Ако черният цар е в площта на квадрата или може да влезе в него, тогава той може да достигне пешката до нейното преобразуване във фигура.
В примера на диаграмата това означава: Ако черните са на ход, черният цар влиза на площта и настига пешката:
 1. … Цf4 2. b5 Це5 3. b6 Цd6 4. b7 Цс7 5. b8D+ Ц:b8.
Ако белите са на ход, следва 1. b5 Цf4 2. b6 Це5 3. b7 Цd6 b8D+. Черният цар при всички ходове е извън квадрата на пешката и не може да я настигне.
Изключения:
- Бяла пешка на 2-ри ред се третира по същия начин като бяла пешка на 3-ти ред поради началното си придвижване с две полета. Същото важи за черни пешки на 7-ми и 6-ти ред.
- Правилото на квадрата може да се използва само за проходна пешка, която не може да бъде спряна от друга фигура, различна от царя.
- Директният път от царя до проходната пешка трябва да е ясен. Ако пешката е на d6 в диаграмата, тогава царят вече не може да я достигне.

Правилото на квадрата е формулирано за първи път от австрийския майстор по шахмат Йохан Бергер (1845 – 1933), виж също Етюд на Рети.

### Опозиция и цугцванг
|   | a                                                                                  | b                                                                                  | c                                                                                  | d                                                                                  | e                                                                                  | f                                                                                  | g                                                                                  | h                                                                                  |   |
| 8 | черен цар на черно поле e7 · бяла пешка на бяло поле e6 · бял цар на черно поле e5 | черен цар на черно поле e7 · бяла пешка на бяло поле e6 · бял цар на черно поле e5 | черен цар на черно поле e7 · бяла пешка на бяло поле e6 · бял цар на черно поле e5 | черен цар на черно поле e7 · бяла пешка на бяло поле e6 · бял цар на черно поле e5 | черен цар на черно поле e7 · бяла пешка на бяло поле e6 · бял цар на черно поле e5 | черен цар на черно поле e7 · бяла пешка на бяло поле e6 · бял цар на черно поле e5 | черен цар на черно поле e7 · бяла пешка на бяло поле e6 · бял цар на черно поле e5 | черен цар на черно поле e7 · бяла пешка на бяло поле e6 · бял цар на черно поле e5 | 8 |
| 7 | черен цар на черно поле e7 · бяла пешка на бяло поле e6 · бял цар на черно поле e5 | черен цар на черно поле e7 · бяла пешка на бяло поле e6 · бял цар на черно поле e5 | черен цар на черно поле e7 · бяла пешка на бяло поле e6 · бял цар на черно поле e5 | черен цар на черно поле e7 · бяла пешка на бяло поле e6 · бял цар на черно поле e5 | черен цар на черно поле e7 · бяла пешка на бяло поле e6 · бял цар на черно поле e5 | черен цар на черно поле e7 · бяла пешка на бяло поле e6 · бял цар на черно поле e5 | черен цар на черно поле e7 · бяла пешка на бяло поле e6 · бял цар на черно поле e5 | черен цар на черно поле e7 · бяла пешка на бяло поле e6 · бял цар на черно поле e5 | 7 |
| 6 | черен цар на черно поле e7 · бяла пешка на бяло поле e6 · бял цар на черно поле e5 | черен цар на черно поле e7 · бяла пешка на бяло поле e6 · бял цар на черно поле e5 | черен цар на черно поле e7 · бяла пешка на бяло поле e6 · бял цар на черно поле e5 | черен цар на черно поле e7 · бяла пешка на бяло поле e6 · бял цар на черно поле e5 | черен цар на черно поле e7 · бяла пешка на бяло поле e6 · бял цар на черно поле e5 | черен цар на черно поле e7 · бяла пешка на бяло поле e6 · бял цар на черно поле e5 | черен цар на черно поле e7 · бяла пешка на бяло поле e6 · бял цар на черно поле e5 | черен цар на черно поле e7 · бяла пешка на бяло поле e6 · бял цар на черно поле e5 | 6 |
| 5 | черен цар на черно поле e7 · бяла пешка на бяло поле e6 · бял цар на черно поле e5 | черен цар на черно поле e7 · бяла пешка на бяло поле e6 · бял цар на черно поле e5 | черен цар на черно поле e7 · бяла пешка на бяло поле e6 · бял цар на черно поле e5 | черен цар на черно поле e7 · бяла пешка на бяло поле e6 · бял цар на черно поле e5 | черен цар на черно поле e7 · бяла пешка на бяло поле e6 · бял цар на черно поле e5 | черен цар на черно поле e7 · бяла пешка на бяло поле e6 · бял цар на черно поле e5 | черен цар на черно поле e7 · бяла пешка на бяло поле e6 · бял цар на черно поле e5 | черен цар на черно поле e7 · бяла пешка на бяло поле e6 · бял цар на черно поле e5 | 5 |
| 4 | черен цар на черно поле e7 · бяла пешка на бяло поле e6 · бял цар на черно поле e5 | черен цар на черно поле e7 · бяла пешка на бяло поле e6 · бял цар на черно поле e5 | черен цар на черно поле e7 · бяла пешка на бяло поле e6 · бял цар на черно поле e5 | черен цар на черно поле e7 · бяла пешка на бяло поле e6 · бял цар на черно поле e5 | черен цар на черно поле e7 · бяла пешка на бяло поле e6 · бял цар на черно поле e5 | черен цар на черно поле e7 · бяла пешка на бяло поле e6 · бял цар на черно поле e5 | черен цар на черно поле e7 · бяла пешка на бяло поле e6 · бял цар на черно поле e5 | черен цар на черно поле e7 · бяла пешка на бяло поле e6 · бял цар на черно поле e5 | 4 |
| 3 | черен цар на черно поле e7 · бяла пешка на бяло поле e6 · бял цар на черно поле e5 | черен цар на черно поле e7 · бяла пешка на бяло поле e6 · бял цар на черно поле e5 | черен цар на черно поле e7 · бяла пешка на бяло поле e6 · бял цар на черно поле e5 | черен цар на черно поле e7 · бяла пешка на бяло поле e6 · бял цар на черно поле e5 | черен цар на черно поле e7 · бяла пешка на бяло поле e6 · бял цар на черно поле e5 | черен цар на черно поле e7 · бяла пешка на бяло поле e6 · бял цар на черно поле e5 | черен цар на черно поле e7 · бяла пешка на бяло поле e6 · бял цар на черно поле e5 | черен цар на черно поле e7 · бяла пешка на бяло поле e6 · бял цар на черно поле e5 | 3 |
| 2 | черен цар на черно поле e7 · бяла пешка на бяло поле e6 · бял цар на черно поле e5 | черен цар на черно поле e7 · бяла пешка на бяло поле e6 · бял цар на черно поле e5 | черен цар на черно поле e7 · бяла пешка на бяло поле e6 · бял цар на черно поле e5 | черен цар на черно поле e7 · бяла пешка на бяло поле e6 · бял цар на черно поле e5 | черен цар на черно поле e7 · бяла пешка на бяло поле e6 · бял цар на черно поле e5 | черен цар на черно поле e7 · бяла пешка на бяло поле e6 · бял цар на черно поле e5 | черен цар на черно поле e7 · бяла пешка на бяло поле e6 · бял цар на черно поле e5 | черен цар на черно поле e7 · бяла пешка на бяло поле e6 · бял цар на черно поле e5 | 2 |
| 1 | черен цар на черно поле e7 · бяла пешка на бяло поле e6 · бял цар на черно поле e5 | черен цар на черно поле e7 · бяла пешка на бяло поле e6 · бял цар на черно поле e5 | черен цар на черно поле e7 · бяла пешка на бяло поле e6 · бял цар на черно поле e5 | черен цар на черно поле e7 · бяла пешка на бяло поле e6 · бял цар на черно поле e5 | черен цар на черно поле e7 · бяла пешка на бяло поле e6 · бял цар на черно поле e5 | черен цар на черно поле e7 · бяла пешка на бяло поле e6 · бял цар на черно поле e5 | черен цар на черно поле e7 · бяла пешка на бяло поле e6 · бял цар на черно поле e5 | черен цар на черно поле e7 · бяла пешка на бяло поле e6 · бял цар на черно поле e5 | 1 |
|   | a                                                                                  | b                                                                                  | c                                                                                  | d                                                                                  | e                                                                                  | f                                                                                  | g                                                                                  | h                                                                                  |   |

Когато двата царя са на един ред или линия и между тях има само един квадрат, това се нарича „опозиция“. По този начин царете се блокират взаимно. Ако единият цар се движи настрани, другият обикновено може отново да достигне опозиционна позиция и по този начин окончателно да пресече пътя му. Цугцванг означава ситуация, в която играчът на ход няма избор за добър ход и е длъжен да направи неизгоден. И двата мотива, опозиция и цугцванг, са от основно значение за пешечните окончания.
В позицията на диаграмата вдясно ако черните играят правилно, тогава белите не могат да спечелят, дори ако черните са на ход. Правилно е 1. ... Це8! Ако 2. Цd6 Цd8! (опозиция) 3. е7+ Це8. Това е позиция на цугцванг и за двете страни. В случая белите са на ход и ако запазят пешката единствено чрез 4. Це6, черните са в пат; ако не я запазят, черният цар я взима – и в двата случая играта завършва наравно. Ако черните бяха на ход в същата позиция на цугцванг, трябваше да отстъпят с Цd7 или Цf7, при което белият цар от другата страна на пешката съответно чрез Цf7 или Цd7 осигурява произвеждането ѝ в дама и белите печелят.
Опитът 2. Цf6 Цf8 води до същата ситуация (опозиция) 3. е7+ Це8.
В този пример е грешен ходът на черните 1. ... Цf8 ??. Следва 2. Цf6 Це8 3. e7. Така белите заемат опозицията и черните са в цугцванг. Следва 3. ... Цd7 4. Цf7 с произвеждане на пешката и победа на белите. Аналогично е 1. ... Цd8 ?? 2. Цd6 Це8 3. e7 Цf7 4. Цd7.
|   | a                                                                                 | b                                                                                 | c                                                                                 | d                                                                                 | e                                                                                 | f                                                                                 | g                                                                                 | h                                                                                 |   |
| 8 | черен цар на бяло поле e8 · бяла пешка на черно поле e5 · бял цар на бяло поле f5 | черен цар на бяло поле e8 · бяла пешка на черно поле e5 · бял цар на бяло поле f5 | черен цар на бяло поле e8 · бяла пешка на черно поле e5 · бял цар на бяло поле f5 | черен цар на бяло поле e8 · бяла пешка на черно поле e5 · бял цар на бяло поле f5 | черен цар на бяло поле e8 · бяла пешка на черно поле e5 · бял цар на бяло поле f5 | черен цар на бяло поле e8 · бяла пешка на черно поле e5 · бял цар на бяло поле f5 | черен цар на бяло поле e8 · бяла пешка на черно поле e5 · бял цар на бяло поле f5 | черен цар на бяло поле e8 · бяла пешка на черно поле e5 · бял цар на бяло поле f5 | 8 |
| 7 | черен цар на бяло поле e8 · бяла пешка на черно поле e5 · бял цар на бяло поле f5 | черен цар на бяло поле e8 · бяла пешка на черно поле e5 · бял цар на бяло поле f5 | черен цар на бяло поле e8 · бяла пешка на черно поле e5 · бял цар на бяло поле f5 | черен цар на бяло поле e8 · бяла пешка на черно поле e5 · бял цар на бяло поле f5 | черен цар на бяло поле e8 · бяла пешка на черно поле e5 · бял цар на бяло поле f5 | черен цар на бяло поле e8 · бяла пешка на черно поле e5 · бял цар на бяло поле f5 | черен цар на бяло поле e8 · бяла пешка на черно поле e5 · бял цар на бяло поле f5 | черен цар на бяло поле e8 · бяла пешка на черно поле e5 · бял цар на бяло поле f5 | 7 |
| 6 | черен цар на бяло поле e8 · бяла пешка на черно поле e5 · бял цар на бяло поле f5 | черен цар на бяло поле e8 · бяла пешка на черно поле e5 · бял цар на бяло поле f5 | черен цар на бяло поле e8 · бяла пешка на черно поле e5 · бял цар на бяло поле f5 | черен цар на бяло поле e8 · бяла пешка на черно поле e5 · бял цар на бяло поле f5 | черен цар на бяло поле e8 · бяла пешка на черно поле e5 · бял цар на бяло поле f5 | черен цар на бяло поле e8 · бяла пешка на черно поле e5 · бял цар на бяло поле f5 | черен цар на бяло поле e8 · бяла пешка на черно поле e5 · бял цар на бяло поле f5 | черен цар на бяло поле e8 · бяла пешка на черно поле e5 · бял цар на бяло поле f5 | 6 |
| 5 | черен цар на бяло поле e8 · бяла пешка на черно поле e5 · бял цар на бяло поле f5 | черен цар на бяло поле e8 · бяла пешка на черно поле e5 · бял цар на бяло поле f5 | черен цар на бяло поле e8 · бяла пешка на черно поле e5 · бял цар на бяло поле f5 | черен цар на бяло поле e8 · бяла пешка на черно поле e5 · бял цар на бяло поле f5 | черен цар на бяло поле e8 · бяла пешка на черно поле e5 · бял цар на бяло поле f5 | черен цар на бяло поле e8 · бяла пешка на черно поле e5 · бял цар на бяло поле f5 | черен цар на бяло поле e8 · бяла пешка на черно поле e5 · бял цар на бяло поле f5 | черен цар на бяло поле e8 · бяла пешка на черно поле e5 · бял цар на бяло поле f5 | 5 |
| 4 | черен цар на бяло поле e8 · бяла пешка на черно поле e5 · бял цар на бяло поле f5 | черен цар на бяло поле e8 · бяла пешка на черно поле e5 · бял цар на бяло поле f5 | черен цар на бяло поле e8 · бяла пешка на черно поле e5 · бял цар на бяло поле f5 | черен цар на бяло поле e8 · бяла пешка на черно поле e5 · бял цар на бяло поле f5 | черен цар на бяло поле e8 · бяла пешка на черно поле e5 · бял цар на бяло поле f5 | черен цар на бяло поле e8 · бяла пешка на черно поле e5 · бял цар на бяло поле f5 | черен цар на бяло поле e8 · бяла пешка на черно поле e5 · бял цар на бяло поле f5 | черен цар на бяло поле e8 · бяла пешка на черно поле e5 · бял цар на бяло поле f5 | 4 |
| 3 | черен цар на бяло поле e8 · бяла пешка на черно поле e5 · бял цар на бяло поле f5 | черен цар на бяло поле e8 · бяла пешка на черно поле e5 · бял цар на бяло поле f5 | черен цар на бяло поле e8 · бяла пешка на черно поле e5 · бял цар на бяло поле f5 | черен цар на бяло поле e8 · бяла пешка на черно поле e5 · бял цар на бяло поле f5 | черен цар на бяло поле e8 · бяла пешка на черно поле e5 · бял цар на бяло поле f5 | черен цар на бяло поле e8 · бяла пешка на черно поле e5 · бял цар на бяло поле f5 | черен цар на бяло поле e8 · бяла пешка на черно поле e5 · бял цар на бяло поле f5 | черен цар на бяло поле e8 · бяла пешка на черно поле e5 · бял цар на бяло поле f5 | 3 |
| 2 | черен цар на бяло поле e8 · бяла пешка на черно поле e5 · бял цар на бяло поле f5 | черен цар на бяло поле e8 · бяла пешка на черно поле e5 · бял цар на бяло поле f5 | черен цар на бяло поле e8 · бяла пешка на черно поле e5 · бял цар на бяло поле f5 | черен цар на бяло поле e8 · бяла пешка на черно поле e5 · бял цар на бяло поле f5 | черен цар на бяло поле e8 · бяла пешка на черно поле e5 · бял цар на бяло поле f5 | черен цар на бяло поле e8 · бяла пешка на черно поле e5 · бял цар на бяло поле f5 | черен цар на бяло поле e8 · бяла пешка на черно поле e5 · бял цар на бяло поле f5 | черен цар на бяло поле e8 · бяла пешка на черно поле e5 · бял цар на бяло поле f5 | 2 |
| 1 | черен цар на бяло поле e8 · бяла пешка на черно поле e5 · бял цар на бяло поле f5 | черен цар на бяло поле e8 · бяла пешка на черно поле e5 · бял цар на бяло поле f5 | черен цар на бяло поле e8 · бяла пешка на черно поле e5 · бял цар на бяло поле f5 | черен цар на бяло поле e8 · бяла пешка на черно поле e5 · бял цар на бяло поле f5 | черен цар на бяло поле e8 · бяла пешка на черно поле e5 · бял цар на бяло поле f5 | черен цар на бяло поле e8 · бяла пешка на черно поле e5 · бял цар на бяло поле f5 | черен цар на бяло поле e8 · бяла пешка на черно поле e5 · бял цар на бяло поле f5 | черен цар на бяло поле e8 · бяла пешка на черно поле e5 · бял цар на бяло поле f5 | 1 |
|   | a                                                                                 | b                                                                                 | c                                                                                 | d                                                                                 | e                                                                                 | f                                                                                 | g                                                                                 | h                                                                                 |   |

|   | a                                                                                  | b                                                                                  | c                                                                                  | d                                                                                  | e                                                                                  | f                                                                                  | g                                                                                  | h                                                                                  |   |
| 8 | черен цар на бяло поле f3 · черна пешка на бяло поле e2 · бял цар на черно поле e1 | черен цар на бяло поле f3 · черна пешка на бяло поле e2 · бял цар на черно поле e1 | черен цар на бяло поле f3 · черна пешка на бяло поле e2 · бял цар на черно поле e1 | черен цар на бяло поле f3 · черна пешка на бяло поле e2 · бял цар на черно поле e1 | черен цар на бяло поле f3 · черна пешка на бяло поле e2 · бял цар на черно поле e1 | черен цар на бяло поле f3 · черна пешка на бяло поле e2 · бял цар на черно поле e1 | черен цар на бяло поле f3 · черна пешка на бяло поле e2 · бял цар на черно поле e1 | черен цар на бяло поле f3 · черна пешка на бяло поле e2 · бял цар на черно поле e1 | 8 |
| 7 | черен цар на бяло поле f3 · черна пешка на бяло поле e2 · бял цар на черно поле e1 | черен цар на бяло поле f3 · черна пешка на бяло поле e2 · бял цар на черно поле e1 | черен цар на бяло поле f3 · черна пешка на бяло поле e2 · бял цар на черно поле e1 | черен цар на бяло поле f3 · черна пешка на бяло поле e2 · бял цар на черно поле e1 | черен цар на бяло поле f3 · черна пешка на бяло поле e2 · бял цар на черно поле e1 | черен цар на бяло поле f3 · черна пешка на бяло поле e2 · бял цар на черно поле e1 | черен цар на бяло поле f3 · черна пешка на бяло поле e2 · бял цар на черно поле e1 | черен цар на бяло поле f3 · черна пешка на бяло поле e2 · бял цар на черно поле e1 | 7 |
| 6 | черен цар на бяло поле f3 · черна пешка на бяло поле e2 · бял цар на черно поле e1 | черен цар на бяло поле f3 · черна пешка на бяло поле e2 · бял цар на черно поле e1 | черен цар на бяло поле f3 · черна пешка на бяло поле e2 · бял цар на черно поле e1 | черен цар на бяло поле f3 · черна пешка на бяло поле e2 · бял цар на черно поле e1 | черен цар на бяло поле f3 · черна пешка на бяло поле e2 · бял цар на черно поле e1 | черен цар на бяло поле f3 · черна пешка на бяло поле e2 · бял цар на черно поле e1 | черен цар на бяло поле f3 · черна пешка на бяло поле e2 · бял цар на черно поле e1 | черен цар на бяло поле f3 · черна пешка на бяло поле e2 · бял цар на черно поле e1 | 6 |
| 5 | черен цар на бяло поле f3 · черна пешка на бяло поле e2 · бял цар на черно поле e1 | черен цар на бяло поле f3 · черна пешка на бяло поле e2 · бял цар на черно поле e1 | черен цар на бяло поле f3 · черна пешка на бяло поле e2 · бял цар на черно поле e1 | черен цар на бяло поле f3 · черна пешка на бяло поле e2 · бял цар на черно поле e1 | черен цар на бяло поле f3 · черна пешка на бяло поле e2 · бял цар на черно поле e1 | черен цар на бяло поле f3 · черна пешка на бяло поле e2 · бял цар на черно поле e1 | черен цар на бяло поле f3 · черна пешка на бяло поле e2 · бял цар на черно поле e1 | черен цар на бяло поле f3 · черна пешка на бяло поле e2 · бял цар на черно поле e1 | 5 |
| 4 | черен цар на бяло поле f3 · черна пешка на бяло поле e2 · бял цар на черно поле e1 | черен цар на бяло поле f3 · черна пешка на бяло поле e2 · бял цар на черно поле e1 | черен цар на бяло поле f3 · черна пешка на бяло поле e2 · бял цар на черно поле e1 | черен цар на бяло поле f3 · черна пешка на бяло поле e2 · бял цар на черно поле e1 | черен цар на бяло поле f3 · черна пешка на бяло поле e2 · бял цар на черно поле e1 | черен цар на бяло поле f3 · черна пешка на бяло поле e2 · бял цар на черно поле e1 | черен цар на бяло поле f3 · черна пешка на бяло поле e2 · бял цар на черно поле e1 | черен цар на бяло поле f3 · черна пешка на бяло поле e2 · бял цар на черно поле e1 | 4 |
| 3 | черен цар на бяло поле f3 · черна пешка на бяло поле e2 · бял цар на черно поле e1 | черен цар на бяло поле f3 · черна пешка на бяло поле e2 · бял цар на черно поле e1 | черен цар на бяло поле f3 · черна пешка на бяло поле e2 · бял цар на черно поле e1 | черен цар на бяло поле f3 · черна пешка на бяло поле e2 · бял цар на черно поле e1 | черен цар на бяло поле f3 · черна пешка на бяло поле e2 · бял цар на черно поле e1 | черен цар на бяло поле f3 · черна пешка на бяло поле e2 · бял цар на черно поле e1 | черен цар на бяло поле f3 · черна пешка на бяло поле e2 · бял цар на черно поле e1 | черен цар на бяло поле f3 · черна пешка на бяло поле e2 · бял цар на черно поле e1 | 3 |
| 2 | черен цар на бяло поле f3 · черна пешка на бяло поле e2 · бял цар на черно поле e1 | черен цар на бяло поле f3 · черна пешка на бяло поле e2 · бял цар на черно поле e1 | черен цар на бяло поле f3 · черна пешка на бяло поле e2 · бял цар на черно поле e1 | черен цар на бяло поле f3 · черна пешка на бяло поле e2 · бял цар на черно поле e1 | черен цар на бяло поле f3 · черна пешка на бяло поле e2 · бял цар на черно поле e1 | черен цар на бяло поле f3 · черна пешка на бяло поле e2 · бял цар на черно поле e1 | черен цар на бяло поле f3 · черна пешка на бяло поле e2 · бял цар на черно поле e1 | черен цар на бяло поле f3 · черна пешка на бяло поле e2 · бял цар на черно поле e1 | 2 |
| 1 | черен цар на бяло поле f3 · черна пешка на бяло поле e2 · бял цар на черно поле e1 | черен цар на бяло поле f3 · черна пешка на бяло поле e2 · бял цар на черно поле e1 | черен цар на бяло поле f3 · черна пешка на бяло поле e2 · бял цар на черно поле e1 | черен цар на бяло поле f3 · черна пешка на бяло поле e2 · бял цар на черно поле e1 | черен цар на бяло поле f3 · черна пешка на бяло поле e2 · бял цар на черно поле e1 | черен цар на бяло поле f3 · черна пешка на бяло поле e2 · бял цар на черно поле e1 | черен цар на бяло поле f3 · черна пешка на бяло поле e2 · бял цар на черно поле e1 | черен цар на бяло поле f3 · черна пешка на бяло поле e2 · бял цар на черно поле e1 | 1 |
|   | a                                                                                  | b                                                                                  | c                                                                                  | d                                                                                  | e                                                                                  | f                                                                                  | g                                                                                  | h                                                                                  |   |

В положението на диаграмата вляво, ако белите играят 1. e6?, черният цар заема опозицията: след 1 ... Це7 2. Це5 Це8 3. Цf6 Цf8 4. f7+ Цf8, белите са принудени да реми (При 5. Цg6 играта е пат, а всички други ходове дават на черните пешката g7).
За да спечелят, белите трябва да заемат опозицията: 1. Це6 Цf8 2. Цd7 Цf7 3. e6+ Цf8 4. e7+ Цf7 5. e8D+ и черните губят. 
Или друг вариант: 1. Цf6 Цd8 2. e6 Це8 3. e7 Цd8 4. Цf7 Цd6 5. e8D.
На диаграмата вдясно е показана подобна позиция с взаимен цугцванг и обратни цветове. Ако белите са на ход, те губят след 1. Цd2 Це2 2. Цd3 e1D. Ако черните са на ход, играят единственото 1 ... Це3 и играта е реми чрез пат.

Правило 1: Белите печелят само ако техният цар заеме 7-ми ред, като същевременно защитава своята пешка и по този начин подкрепя превръщането ѝ в дама. Черните се опитват да предотвратят това, особено с помощта на опозиционния мотив.
Правило 2: Ако пионката се премести на 7-ми ред и ако е покрита от своя цар на 6-ти ред, зависи от положението на черния цар: ако е до пешката на 7-ми ред, застава пред нея и играта е реми; ако е зад пешката или пред нея и трябва да отстъпи полето на 8-ми ред, белите печелят.

### Ключови полета
Важен термин в елементарните пешечни окончания са ключовите полета. Въвеждането на ключово поле от царя гарантира, че е постигната определена подцел. В зависимост от вида на позицията, това може да бъде например произвеждане или печалба на пешка.
|   | a | b | c | d | e | f | g | h |   |
| 8 | черен кръст на черно поле f8 · черен кръст на бяло поле g8 · черен кръст на черно поле h8 · черен кръст на черно поле a7 · черен кръст на бяло поле b7 · черен кръст на черно поле c7 · черен кръст на бяло поле f7 · бяла пешка на черно поле g7 · черен кръст на бяло поле h7 · черен кръст на бяло поле a6 · черен кръст на черно поле b6 · черен кръст на бяло поле c6 · бяла пешка на бяло поле b5 · черен кръст на черно поле e5 · черен кръст на бяло поле f5 · черен кръст на черно поле g5 · бяла пешка на бяло поле f3 | черен кръст на черно поле f8 · черен кръст на бяло поле g8 · черен кръст на черно поле h8 · черен кръст на черно поле a7 · черен кръст на бяло поле b7 · черен кръст на черно поле c7 · черен кръст на бяло поле f7 · бяла пешка на черно поле g7 · черен кръст на бяло поле h7 · черен кръст на бяло поле a6 · черен кръст на черно поле b6 · черен кръст на бяло поле c6 · бяла пешка на бяло поле b5 · черен кръст на черно поле e5 · черен кръст на бяло поле f5 · черен кръст на черно поле g5 · бяла пешка на бяло поле f3 | черен кръст на черно поле f8 · черен кръст на бяло поле g8 · черен кръст на черно поле h8 · черен кръст на черно поле a7 · черен кръст на бяло поле b7 · черен кръст на черно поле c7 · черен кръст на бяло поле f7 · бяла пешка на черно поле g7 · черен кръст на бяло поле h7 · черен кръст на бяло поле a6 · черен кръст на черно поле b6 · черен кръст на бяло поле c6 · бяла пешка на бяло поле b5 · черен кръст на черно поле e5 · черен кръст на бяло поле f5 · черен кръст на черно поле g5 · бяла пешка на бяло поле f3 | черен кръст на черно поле f8 · черен кръст на бяло поле g8 · черен кръст на черно поле h8 · черен кръст на черно поле a7 · черен кръст на бяло поле b7 · черен кръст на черно поле c7 · черен кръст на бяло поле f7 · бяла пешка на черно поле g7 · черен кръст на бяло поле h7 · черен кръст на бяло поле a6 · черен кръст на черно поле b6 · черен кръст на бяло поле c6 · бяла пешка на бяло поле b5 · черен кръст на черно поле e5 · черен кръст на бяло поле f5 · черен кръст на черно поле g5 · бяла пешка на бяло поле f3 | черен кръст на черно поле f8 · черен кръст на бяло поле g8 · черен кръст на черно поле h8 · черен кръст на черно поле a7 · черен кръст на бяло поле b7 · черен кръст на черно поле c7 · черен кръст на бяло поле f7 · бяла пешка на черно поле g7 · черен кръст на бяло поле h7 · черен кръст на бяло поле a6 · черен кръст на черно поле b6 · черен кръст на бяло поле c6 · бяла пешка на бяло поле b5 · черен кръст на черно поле e5 · черен кръст на бяло поле f5 · черен кръст на черно поле g5 · бяла пешка на бяло поле f3 | черен кръст на черно поле f8 · черен кръст на бяло поле g8 · черен кръст на черно поле h8 · черен кръст на черно поле a7 · черен кръст на бяло поле b7 · черен кръст на черно поле c7 · черен кръст на бяло поле f7 · бяла пешка на черно поле g7 · черен кръст на бяло поле h7 · черен кръст на бяло поле a6 · черен кръст на черно поле b6 · черен кръст на бяло поле c6 · бяла пешка на бяло поле b5 · черен кръст на черно поле e5 · черен кръст на бяло поле f5 · черен кръст на черно поле g5 · бяла пешка на бяло поле f3 | черен кръст на черно поле f8 · черен кръст на бяло поле g8 · черен кръст на черно поле h8 · черен кръст на черно поле a7 · черен кръст на бяло поле b7 · черен кръст на черно поле c7 · черен кръст на бяло поле f7 · бяла пешка на черно поле g7 · черен кръст на бяло поле h7 · черен кръст на бяло поле a6 · черен кръст на черно поле b6 · черен кръст на бяло поле c6 · бяла пешка на бяло поле b5 · черен кръст на черно поле e5 · черен кръст на бяло поле f5 · черен кръст на черно поле g5 · бяла пешка на бяло поле f3 | черен кръст на черно поле f8 · черен кръст на бяло поле g8 · черен кръст на черно поле h8 · черен кръст на черно поле a7 · черен кръст на бяло поле b7 · черен кръст на черно поле c7 · черен кръст на бяло поле f7 · бяла пешка на черно поле g7 · черен кръст на бяло поле h7 · черен кръст на бяло поле a6 · черен кръст на черно поле b6 · черен кръст на бяло поле c6 · бяла пешка на бяло поле b5 · черен кръст на черно поле e5 · черен кръст на бяло поле f5 · черен кръст на черно поле g5 · бяла пешка на бяло поле f3 | 8 |
| 7 | черен кръст на черно поле f8 · черен кръст на бяло поле g8 · черен кръст на черно поле h8 · черен кръст на черно поле a7 · черен кръст на бяло поле b7 · черен кръст на черно поле c7 · черен кръст на бяло поле f7 · бяла пешка на черно поле g7 · черен кръст на бяло поле h7 · черен кръст на бяло поле a6 · черен кръст на черно поле b6 · черен кръст на бяло поле c6 · бяла пешка на бяло поле b5 · черен кръст на черно поле e5 · черен кръст на бяло поле f5 · черен кръст на черно поле g5 · бяла пешка на бяло поле f3 | черен кръст на черно поле f8 · черен кръст на бяло поле g8 · черен кръст на черно поле h8 · черен кръст на черно поле a7 · черен кръст на бяло поле b7 · черен кръст на черно поле c7 · черен кръст на бяло поле f7 · бяла пешка на черно поле g7 · черен кръст на бяло поле h7 · черен кръст на бяло поле a6 · черен кръст на черно поле b6 · черен кръст на бяло поле c6 · бяла пешка на бяло поле b5 · черен кръст на черно поле e5 · черен кръст на бяло поле f5 · черен кръст на черно поле g5 · бяла пешка на бяло поле f3 | черен кръст на черно поле f8 · черен кръст на бяло поле g8 · черен кръст на черно поле h8 · черен кръст на черно поле a7 · черен кръст на бяло поле b7 · черен кръст на черно поле c7 · черен кръст на бяло поле f7 · бяла пешка на черно поле g7 · черен кръст на бяло поле h7 · черен кръст на бяло поле a6 · черен кръст на черно поле b6 · черен кръст на бяло поле c6 · бяла пешка на бяло поле b5 · черен кръст на черно поле e5 · черен кръст на бяло поле f5 · черен кръст на черно поле g5 · бяла пешка на бяло поле f3 | черен кръст на черно поле f8 · черен кръст на бяло поле g8 · черен кръст на черно поле h8 · черен кръст на черно поле a7 · черен кръст на бяло поле b7 · черен кръст на черно поле c7 · черен кръст на бяло поле f7 · бяла пешка на черно поле g7 · черен кръст на бяло поле h7 · черен кръст на бяло поле a6 · черен кръст на черно поле b6 · черен кръст на бяло поле c6 · бяла пешка на бяло поле b5 · черен кръст на черно поле e5 · черен кръст на бяло поле f5 · черен кръст на черно поле g5 · бяла пешка на бяло поле f3 | черен кръст на черно поле f8 · черен кръст на бяло поле g8 · черен кръст на черно поле h8 · черен кръст на черно поле a7 · черен кръст на бяло поле b7 · черен кръст на черно поле c7 · черен кръст на бяло поле f7 · бяла пешка на черно поле g7 · черен кръст на бяло поле h7 · черен кръст на бяло поле a6 · черен кръст на черно поле b6 · черен кръст на бяло поле c6 · бяла пешка на бяло поле b5 · черен кръст на черно поле e5 · черен кръст на бяло поле f5 · черен кръст на черно поле g5 · бяла пешка на бяло поле f3 | черен кръст на черно поле f8 · черен кръст на бяло поле g8 · черен кръст на черно поле h8 · черен кръст на черно поле a7 · черен кръст на бяло поле b7 · черен кръст на черно поле c7 · черен кръст на бяло поле f7 · бяла пешка на черно поле g7 · черен кръст на бяло поле h7 · черен кръст на бяло поле a6 · черен кръст на черно поле b6 · черен кръст на бяло поле c6 · бяла пешка на бяло поле b5 · черен кръст на черно поле e5 · черен кръст на бяло поле f5 · черен кръст на черно поле g5 · бяла пешка на бяло поле f3 | черен кръст на черно поле f8 · черен кръст на бяло поле g8 · черен кръст на черно поле h8 · черен кръст на черно поле a7 · черен кръст на бяло поле b7 · черен кръст на черно поле c7 · черен кръст на бяло поле f7 · бяла пешка на черно поле g7 · черен кръст на бяло поле h7 · черен кръст на бяло поле a6 · черен кръст на черно поле b6 · черен кръст на бяло поле c6 · бяла пешка на бяло поле b5 · черен кръст на черно поле e5 · черен кръст на бяло поле f5 · черен кръст на черно поле g5 · бяла пешка на бяло поле f3 | черен кръст на черно поле f8 · черен кръст на бяло поле g8 · черен кръст на черно поле h8 · черен кръст на черно поле a7 · черен кръст на бяло поле b7 · черен кръст на черно поле c7 · черен кръст на бяло поле f7 · бяла пешка на черно поле g7 · черен кръст на бяло поле h7 · черен кръст на бяло поле a6 · черен кръст на черно поле b6 · черен кръст на бяло поле c6 · бяла пешка на бяло поле b5 · черен кръст на черно поле e5 · черен кръст на бяло поле f5 · черен кръст на черно поле g5 · бяла пешка на бяло поле f3 | 7 |
| 6 | черен кръст на черно поле f8 · черен кръст на бяло поле g8 · черен кръст на черно поле h8 · черен кръст на черно поле a7 · черен кръст на бяло поле b7 · черен кръст на черно поле c7 · черен кръст на бяло поле f7 · бяла пешка на черно поле g7 · черен кръст на бяло поле h7 · черен кръст на бяло поле a6 · черен кръст на черно поле b6 · черен кръст на бяло поле c6 · бяла пешка на бяло поле b5 · черен кръст на черно поле e5 · черен кръст на бяло поле f5 · черен кръст на черно поле g5 · бяла пешка на бяло поле f3 | черен кръст на черно поле f8 · черен кръст на бяло поле g8 · черен кръст на черно поле h8 · черен кръст на черно поле a7 · черен кръст на бяло поле b7 · черен кръст на черно поле c7 · черен кръст на бяло поле f7 · бяла пешка на черно поле g7 · черен кръст на бяло поле h7 · черен кръст на бяло поле a6 · черен кръст на черно поле b6 · черен кръст на бяло поле c6 · бяла пешка на бяло поле b5 · черен кръст на черно поле e5 · черен кръст на бяло поле f5 · черен кръст на черно поле g5 · бяла пешка на бяло поле f3 | черен кръст на черно поле f8 · черен кръст на бяло поле g8 · черен кръст на черно поле h8 · черен кръст на черно поле a7 · черен кръст на бяло поле b7 · черен кръст на черно поле c7 · черен кръст на бяло поле f7 · бяла пешка на черно поле g7 · черен кръст на бяло поле h7 · черен кръст на бяло поле a6 · черен кръст на черно поле b6 · черен кръст на бяло поле c6 · бяла пешка на бяло поле b5 · черен кръст на черно поле e5 · черен кръст на бяло поле f5 · черен кръст на черно поле g5 · бяла пешка на бяло поле f3 | черен кръст на черно поле f8 · черен кръст на бяло поле g8 · черен кръст на черно поле h8 · черен кръст на черно поле a7 · черен кръст на бяло поле b7 · черен кръст на черно поле c7 · черен кръст на бяло поле f7 · бяла пешка на черно поле g7 · черен кръст на бяло поле h7 · черен кръст на бяло поле a6 · черен кръст на черно поле b6 · черен кръст на бяло поле c6 · бяла пешка на бяло поле b5 · черен кръст на черно поле e5 · черен кръст на бяло поле f5 · черен кръст на черно поле g5 · бяла пешка на бяло поле f3 | черен кръст на черно поле f8 · черен кръст на бяло поле g8 · черен кръст на черно поле h8 · черен кръст на черно поле a7 · черен кръст на бяло поле b7 · черен кръст на черно поле c7 · черен кръст на бяло поле f7 · бяла пешка на черно поле g7 · черен кръст на бяло поле h7 · черен кръст на бяло поле a6 · черен кръст на черно поле b6 · черен кръст на бяло поле c6 · бяла пешка на бяло поле b5 · черен кръст на черно поле e5 · черен кръст на бяло поле f5 · черен кръст на черно поле g5 · бяла пешка на бяло поле f3 | черен кръст на черно поле f8 · черен кръст на бяло поле g8 · черен кръст на черно поле h8 · черен кръст на черно поле a7 · черен кръст на бяло поле b7 · черен кръст на черно поле c7 · черен кръст на бяло поле f7 · бяла пешка на черно поле g7 · черен кръст на бяло поле h7 · черен кръст на бяло поле a6 · черен кръст на черно поле b6 · черен кръст на бяло поле c6 · бяла пешка на бяло поле b5 · черен кръст на черно поле e5 · черен кръст на бяло поле f5 · черен кръст на черно поле g5 · бяла пешка на бяло поле f3 | черен кръст на черно поле f8 · черен кръст на бяло поле g8 · черен кръст на черно поле h8 · черен кръст на черно поле a7 · черен кръст на бяло поле b7 · черен кръст на черно поле c7 · черен кръст на бяло поле f7 · бяла пешка на черно поле g7 · черен кръст на бяло поле h7 · черен кръст на бяло поле a6 · черен кръст на черно поле b6 · черен кръст на бяло поле c6 · бяла пешка на бяло поле b5 · черен кръст на черно поле e5 · черен кръст на бяло поле f5 · черен кръст на черно поле g5 · бяла пешка на бяло поле f3 | черен кръст на черно поле f8 · черен кръст на бяло поле g8 · черен кръст на черно поле h8 · черен кръст на черно поле a7 · черен кръст на бяло поле b7 · черен кръст на черно поле c7 · черен кръст на бяло поле f7 · бяла пешка на черно поле g7 · черен кръст на бяло поле h7 · черен кръст на бяло поле a6 · черен кръст на черно поле b6 · черен кръст на бяло поле c6 · бяла пешка на бяло поле b5 · черен кръст на черно поле e5 · черен кръст на бяло поле f5 · черен кръст на черно поле g5 · бяла пешка на бяло поле f3 | 6 |
| 5 | черен кръст на черно поле f8 · черен кръст на бяло поле g8 · черен кръст на черно поле h8 · черен кръст на черно поле a7 · черен кръст на бяло поле b7 · черен кръст на черно поле c7 · черен кръст на бяло поле f7 · бяла пешка на черно поле g7 · черен кръст на бяло поле h7 · черен кръст на бяло поле a6 · черен кръст на черно поле b6 · черен кръст на бяло поле c6 · бяла пешка на бяло поле b5 · черен кръст на черно поле e5 · черен кръст на бяло поле f5 · черен кръст на черно поле g5 · бяла пешка на бяло поле f3 | черен кръст на черно поле f8 · черен кръст на бяло поле g8 · черен кръст на черно поле h8 · черен кръст на черно поле a7 · черен кръст на бяло поле b7 · черен кръст на черно поле c7 · черен кръст на бяло поле f7 · бяла пешка на черно поле g7 · черен кръст на бяло поле h7 · черен кръст на бяло поле a6 · черен кръст на черно поле b6 · черен кръст на бяло поле c6 · бяла пешка на бяло поле b5 · черен кръст на черно поле e5 · черен кръст на бяло поле f5 · черен кръст на черно поле g5 · бяла пешка на бяло поле f3 | черен кръст на черно поле f8 · черен кръст на бяло поле g8 · черен кръст на черно поле h8 · черен кръст на черно поле a7 · черен кръст на бяло поле b7 · черен кръст на черно поле c7 · черен кръст на бяло поле f7 · бяла пешка на черно поле g7 · черен кръст на бяло поле h7 · черен кръст на бяло поле a6 · черен кръст на черно поле b6 · черен кръст на бяло поле c6 · бяла пешка на бяло поле b5 · черен кръст на черно поле e5 · черен кръст на бяло поле f5 · черен кръст на черно поле g5 · бяла пешка на бяло поле f3 | черен кръст на черно поле f8 · черен кръст на бяло поле g8 · черен кръст на черно поле h8 · черен кръст на черно поле a7 · черен кръст на бяло поле b7 · черен кръст на черно поле c7 · черен кръст на бяло поле f7 · бяла пешка на черно поле g7 · черен кръст на бяло поле h7 · черен кръст на бяло поле a6 · черен кръст на черно поле b6 · черен кръст на бяло поле c6 · бяла пешка на бяло поле b5 · черен кръст на черно поле e5 · черен кръст на бяло поле f5 · черен кръст на черно поле g5 · бяла пешка на бяло поле f3 | черен кръст на черно поле f8 · черен кръст на бяло поле g8 · черен кръст на черно поле h8 · черен кръст на черно поле a7 · черен кръст на бяло поле b7 · черен кръст на черно поле c7 · черен кръст на бяло поле f7 · бяла пешка на черно поле g7 · черен кръст на бяло поле h7 · черен кръст на бяло поле a6 · черен кръст на черно поле b6 · черен кръст на бяло поле c6 · бяла пешка на бяло поле b5 · черен кръст на черно поле e5 · черен кръст на бяло поле f5 · черен кръст на черно поле g5 · бяла пешка на бяло поле f3 | черен кръст на черно поле f8 · черен кръст на бяло поле g8 · черен кръст на черно поле h8 · черен кръст на черно поле a7 · черен кръст на бяло поле b7 · черен кръст на черно поле c7 · черен кръст на бяло поле f7 · бяла пешка на черно поле g7 · черен кръст на бяло поле h7 · черен кръст на бяло поле a6 · черен кръст на черно поле b6 · черен кръст на бяло поле c6 · бяла пешка на бяло поле b5 · черен кръст на черно поле e5 · черен кръст на бяло поле f5 · черен кръст на черно поле g5 · бяла пешка на бяло поле f3 | черен кръст на черно поле f8 · черен кръст на бяло поле g8 · черен кръст на черно поле h8 · черен кръст на черно поле a7 · черен кръст на бяло поле b7 · черен кръст на черно поле c7 · черен кръст на бяло поле f7 · бяла пешка на черно поле g7 · черен кръст на бяло поле h7 · черен кръст на бяло поле a6 · черен кръст на черно поле b6 · черен кръст на бяло поле c6 · бяла пешка на бяло поле b5 · черен кръст на черно поле e5 · черен кръст на бяло поле f5 · черен кръст на черно поле g5 · бяла пешка на бяло поле f3 | черен кръст на черно поле f8 · черен кръст на бяло поле g8 · черен кръст на черно поле h8 · черен кръст на черно поле a7 · черен кръст на бяло поле b7 · черен кръст на черно поле c7 · черен кръст на бяло поле f7 · бяла пешка на черно поле g7 · черен кръст на бяло поле h7 · черен кръст на бяло поле a6 · черен кръст на черно поле b6 · черен кръст на бяло поле c6 · бяла пешка на бяло поле b5 · черен кръст на черно поле e5 · черен кръст на бяло поле f5 · черен кръст на черно поле g5 · бяла пешка на бяло поле f3 | 5 |
| 4 | черен кръст на черно поле f8 · черен кръст на бяло поле g8 · черен кръст на черно поле h8 · черен кръст на черно поле a7 · черен кръст на бяло поле b7 · черен кръст на черно поле c7 · черен кръст на бяло поле f7 · бяла пешка на черно поле g7 · черен кръст на бяло поле h7 · черен кръст на бяло поле a6 · черен кръст на черно поле b6 · черен кръст на бяло поле c6 · бяла пешка на бяло поле b5 · черен кръст на черно поле e5 · черен кръст на бяло поле f5 · черен кръст на черно поле g5 · бяла пешка на бяло поле f3 | черен кръст на черно поле f8 · черен кръст на бяло поле g8 · черен кръст на черно поле h8 · черен кръст на черно поле a7 · черен кръст на бяло поле b7 · черен кръст на черно поле c7 · черен кръст на бяло поле f7 · бяла пешка на черно поле g7 · черен кръст на бяло поле h7 · черен кръст на бяло поле a6 · черен кръст на черно поле b6 · черен кръст на бяло поле c6 · бяла пешка на бяло поле b5 · черен кръст на черно поле e5 · черен кръст на бяло поле f5 · черен кръст на черно поле g5 · бяла пешка на бяло поле f3 | черен кръст на черно поле f8 · черен кръст на бяло поле g8 · черен кръст на черно поле h8 · черен кръст на черно поле a7 · черен кръст на бяло поле b7 · черен кръст на черно поле c7 · черен кръст на бяло поле f7 · бяла пешка на черно поле g7 · черен кръст на бяло поле h7 · черен кръст на бяло поле a6 · черен кръст на черно поле b6 · черен кръст на бяло поле c6 · бяла пешка на бяло поле b5 · черен кръст на черно поле e5 · черен кръст на бяло поле f5 · черен кръст на черно поле g5 · бяла пешка на бяло поле f3 | черен кръст на черно поле f8 · черен кръст на бяло поле g8 · черен кръст на черно поле h8 · черен кръст на черно поле a7 · черен кръст на бяло поле b7 · черен кръст на черно поле c7 · черен кръст на бяло поле f7 · бяла пешка на черно поле g7 · черен кръст на бяло поле h7 · черен кръст на бяло поле a6 · черен кръст на черно поле b6 · черен кръст на бяло поле c6 · бяла пешка на бяло поле b5 · черен кръст на черно поле e5 · черен кръст на бяло поле f5 · черен кръст на черно поле g5 · бяла пешка на бяло поле f3 | черен кръст на черно поле f8 · черен кръст на бяло поле g8 · черен кръст на черно поле h8 · черен кръст на черно поле a7 · черен кръст на бяло поле b7 · черен кръст на черно поле c7 · черен кръст на бяло поле f7 · бяла пешка на черно поле g7 · черен кръст на бяло поле h7 · черен кръст на бяло поле a6 · черен кръст на черно поле b6 · черен кръст на бяло поле c6 · бяла пешка на бяло поле b5 · черен кръст на черно поле e5 · черен кръст на бяло поле f5 · черен кръст на черно поле g5 · бяла пешка на бяло поле f3 | черен кръст на черно поле f8 · черен кръст на бяло поле g8 · черен кръст на черно поле h8 · черен кръст на черно поле a7 · черен кръст на бяло поле b7 · черен кръст на черно поле c7 · черен кръст на бяло поле f7 · бяла пешка на черно поле g7 · черен кръст на бяло поле h7 · черен кръст на бяло поле a6 · черен кръст на черно поле b6 · черен кръст на бяло поле c6 · бяла пешка на бяло поле b5 · черен кръст на черно поле e5 · черен кръст на бяло поле f5 · черен кръст на черно поле g5 · бяла пешка на бяло поле f3 | черен кръст на черно поле f8 · черен кръст на бяло поле g8 · черен кръст на черно поле h8 · черен кръст на черно поле a7 · черен кръст на бяло поле b7 · черен кръст на черно поле c7 · черен кръст на бяло поле f7 · бяла пешка на черно поле g7 · черен кръст на бяло поле h7 · черен кръст на бяло поле a6 · черен кръст на черно поле b6 · черен кръст на бяло поле c6 · бяла пешка на бяло поле b5 · черен кръст на черно поле e5 · черен кръст на бяло поле f5 · черен кръст на черно поле g5 · бяла пешка на бяло поле f3 | черен кръст на черно поле f8 · черен кръст на бяло поле g8 · черен кръст на черно поле h8 · черен кръст на черно поле a7 · черен кръст на бяло поле b7 · черен кръст на черно поле c7 · черен кръст на бяло поле f7 · бяла пешка на черно поле g7 · черен кръст на бяло поле h7 · черен кръст на бяло поле a6 · черен кръст на черно поле b6 · черен кръст на бяло поле c6 · бяла пешка на бяло поле b5 · черен кръст на черно поле e5 · черен кръст на бяло поле f5 · черен кръст на черно поле g5 · бяла пешка на бяло поле f3 | 4 |
| 3 | черен кръст на черно поле f8 · черен кръст на бяло поле g8 · черен кръст на черно поле h8 · черен кръст на черно поле a7 · черен кръст на бяло поле b7 · черен кръст на черно поле c7 · черен кръст на бяло поле f7 · бяла пешка на черно поле g7 · черен кръст на бяло поле h7 · черен кръст на бяло поле a6 · черен кръст на черно поле b6 · черен кръст на бяло поле c6 · бяла пешка на бяло поле b5 · черен кръст на черно поле e5 · черен кръст на бяло поле f5 · черен кръст на черно поле g5 · бяла пешка на бяло поле f3 | черен кръст на черно поле f8 · черен кръст на бяло поле g8 · черен кръст на черно поле h8 · черен кръст на черно поле a7 · черен кръст на бяло поле b7 · черен кръст на черно поле c7 · черен кръст на бяло поле f7 · бяла пешка на черно поле g7 · черен кръст на бяло поле h7 · черен кръст на бяло поле a6 · черен кръст на черно поле b6 · черен кръст на бяло поле c6 · бяла пешка на бяло поле b5 · черен кръст на черно поле e5 · черен кръст на бяло поле f5 · черен кръст на черно поле g5 · бяла пешка на бяло поле f3 | черен кръст на черно поле f8 · черен кръст на бяло поле g8 · черен кръст на черно поле h8 · черен кръст на черно поле a7 · черен кръст на бяло поле b7 · черен кръст на черно поле c7 · черен кръст на бяло поле f7 · бяла пешка на черно поле g7 · черен кръст на бяло поле h7 · черен кръст на бяло поле a6 · черен кръст на черно поле b6 · черен кръст на бяло поле c6 · бяла пешка на бяло поле b5 · черен кръст на черно поле e5 · черен кръст на бяло поле f5 · черен кръст на черно поле g5 · бяла пешка на бяло поле f3 | черен кръст на черно поле f8 · черен кръст на бяло поле g8 · черен кръст на черно поле h8 · черен кръст на черно поле a7 · черен кръст на бяло поле b7 · черен кръст на черно поле c7 · черен кръст на бяло поле f7 · бяла пешка на черно поле g7 · черен кръст на бяло поле h7 · черен кръст на бяло поле a6 · черен кръст на черно поле b6 · черен кръст на бяло поле c6 · бяла пешка на бяло поле b5 · черен кръст на черно поле e5 · черен кръст на бяло поле f5 · черен кръст на черно поле g5 · бяла пешка на бяло поле f3 | черен кръст на черно поле f8 · черен кръст на бяло поле g8 · черен кръст на черно поле h8 · черен кръст на черно поле a7 · черен кръст на бяло поле b7 · черен кръст на черно поле c7 · черен кръст на бяло поле f7 · бяла пешка на черно поле g7 · черен кръст на бяло поле h7 · черен кръст на бяло поле a6 · черен кръст на черно поле b6 · черен кръст на бяло поле c6 · бяла пешка на бяло поле b5 · черен кръст на черно поле e5 · черен кръст на бяло поле f5 · черен кръст на черно поле g5 · бяла пешка на бяло поле f3 | черен кръст на черно поле f8 · черен кръст на бяло поле g8 · черен кръст на черно поле h8 · черен кръст на черно поле a7 · черен кръст на бяло поле b7 · черен кръст на черно поле c7 · черен кръст на бяло поле f7 · бяла пешка на черно поле g7 · черен кръст на бяло поле h7 · черен кръст на бяло поле a6 · черен кръст на черно поле b6 · черен кръст на бяло поле c6 · бяла пешка на бяло поле b5 · черен кръст на черно поле e5 · черен кръст на бяло поле f5 · черен кръст на черно поле g5 · бяла пешка на бяло поле f3 | черен кръст на черно поле f8 · черен кръст на бяло поле g8 · черен кръст на черно поле h8 · черен кръст на черно поле a7 · черен кръст на бяло поле b7 · черен кръст на черно поле c7 · черен кръст на бяло поле f7 · бяла пешка на черно поле g7 · черен кръст на бяло поле h7 · черен кръст на бяло поле a6 · черен кръст на черно поле b6 · черен кръст на бяло поле c6 · бяла пешка на бяло поле b5 · черен кръст на черно поле e5 · черен кръст на бяло поле f5 · черен кръст на черно поле g5 · бяла пешка на бяло поле f3 | черен кръст на черно поле f8 · черен кръст на бяло поле g8 · черен кръст на черно поле h8 · черен кръст на черно поле a7 · черен кръст на бяло поле b7 · черен кръст на черно поле c7 · черен кръст на бяло поле f7 · бяла пешка на черно поле g7 · черен кръст на бяло поле h7 · черен кръст на бяло поле a6 · черен кръст на черно поле b6 · черен кръст на бяло поле c6 · бяла пешка на бяло поле b5 · черен кръст на черно поле e5 · черен кръст на бяло поле f5 · черен кръст на черно поле g5 · бяла пешка на бяло поле f3 | 3 |
| 2 | черен кръст на черно поле f8 · черен кръст на бяло поле g8 · черен кръст на черно поле h8 · черен кръст на черно поле a7 · черен кръст на бяло поле b7 · черен кръст на черно поле c7 · черен кръст на бяло поле f7 · бяла пешка на черно поле g7 · черен кръст на бяло поле h7 · черен кръст на бяло поле a6 · черен кръст на черно поле b6 · черен кръст на бяло поле c6 · бяла пешка на бяло поле b5 · черен кръст на черно поле e5 · черен кръст на бяло поле f5 · черен кръст на черно поле g5 · бяла пешка на бяло поле f3 | черен кръст на черно поле f8 · черен кръст на бяло поле g8 · черен кръст на черно поле h8 · черен кръст на черно поле a7 · черен кръст на бяло поле b7 · черен кръст на черно поле c7 · черен кръст на бяло поле f7 · бяла пешка на черно поле g7 · черен кръст на бяло поле h7 · черен кръст на бяло поле a6 · черен кръст на черно поле b6 · черен кръст на бяло поле c6 · бяла пешка на бяло поле b5 · черен кръст на черно поле e5 · черен кръст на бяло поле f5 · черен кръст на черно поле g5 · бяла пешка на бяло поле f3 | черен кръст на черно поле f8 · черен кръст на бяло поле g8 · черен кръст на черно поле h8 · черен кръст на черно поле a7 · черен кръст на бяло поле b7 · черен кръст на черно поле c7 · черен кръст на бяло поле f7 · бяла пешка на черно поле g7 · черен кръст на бяло поле h7 · черен кръст на бяло поле a6 · черен кръст на черно поле b6 · черен кръст на бяло поле c6 · бяла пешка на бяло поле b5 · черен кръст на черно поле e5 · черен кръст на бяло поле f5 · черен кръст на черно поле g5 · бяла пешка на бяло поле f3 | черен кръст на черно поле f8 · черен кръст на бяло поле g8 · черен кръст на черно поле h8 · черен кръст на черно поле a7 · черен кръст на бяло поле b7 · черен кръст на черно поле c7 · черен кръст на бяло поле f7 · бяла пешка на черно поле g7 · черен кръст на бяло поле h7 · черен кръст на бяло поле a6 · черен кръст на черно поле b6 · черен кръст на бяло поле c6 · бяла пешка на бяло поле b5 · черен кръст на черно поле e5 · черен кръст на бяло поле f5 · черен кръст на черно поле g5 · бяла пешка на бяло поле f3 | черен кръст на черно поле f8 · черен кръст на бяло поле g8 · черен кръст на черно поле h8 · черен кръст на черно поле a7 · черен кръст на бяло поле b7 · черен кръст на черно поле c7 · черен кръст на бяло поле f7 · бяла пешка на черно поле g7 · черен кръст на бяло поле h7 · черен кръст на бяло поле a6 · черен кръст на черно поле b6 · черен кръст на бяло поле c6 · бяла пешка на бяло поле b5 · черен кръст на черно поле e5 · черен кръст на бяло поле f5 · черен кръст на черно поле g5 · бяла пешка на бяло поле f3 | черен кръст на черно поле f8 · черен кръст на бяло поле g8 · черен кръст на черно поле h8 · черен кръст на черно поле a7 · черен кръст на бяло поле b7 · черен кръст на черно поле c7 · черен кръст на бяло поле f7 · бяла пешка на черно поле g7 · черен кръст на бяло поле h7 · черен кръст на бяло поле a6 · черен кръст на черно поле b6 · черен кръст на бяло поле c6 · бяла пешка на бяло поле b5 · черен кръст на черно поле e5 · черен кръст на бяло поле f5 · черен кръст на черно поле g5 · бяла пешка на бяло поле f3 | черен кръст на черно поле f8 · черен кръст на бяло поле g8 · черен кръст на черно поле h8 · черен кръст на черно поле a7 · черен кръст на бяло поле b7 · черен кръст на черно поле c7 · черен кръст на бяло поле f7 · бяла пешка на черно поле g7 · черен кръст на бяло поле h7 · черен кръст на бяло поле a6 · черен кръст на черно поле b6 · черен кръст на бяло поле c6 · бяла пешка на бяло поле b5 · черен кръст на черно поле e5 · черен кръст на бяло поле f5 · черен кръст на черно поле g5 · бяла пешка на бяло поле f3 | черен кръст на черно поле f8 · черен кръст на бяло поле g8 · черен кръст на черно поле h8 · черен кръст на черно поле a7 · черен кръст на бяло поле b7 · черен кръст на черно поле c7 · черен кръст на бяло поле f7 · бяла пешка на черно поле g7 · черен кръст на бяло поле h7 · черен кръст на бяло поле a6 · черен кръст на черно поле b6 · черен кръст на бяло поле c6 · бяла пешка на бяло поле b5 · черен кръст на черно поле e5 · черен кръст на бяло поле f5 · черен кръст на черно поле g5 · бяла пешка на бяло поле f3 | 2 |
| 1 | черен кръст на черно поле f8 · черен кръст на бяло поле g8 · черен кръст на черно поле h8 · черен кръст на черно поле a7 · черен кръст на бяло поле b7 · черен кръст на черно поле c7 · черен кръст на бяло поле f7 · бяла пешка на черно поле g7 · черен кръст на бяло поле h7 · черен кръст на бяло поле a6 · черен кръст на черно поле b6 · черен кръст на бяло поле c6 · бяла пешка на бяло поле b5 · черен кръст на черно поле e5 · черен кръст на бяло поле f5 · черен кръст на черно поле g5 · бяла пешка на бяло поле f3 | черен кръст на черно поле f8 · черен кръст на бяло поле g8 · черен кръст на черно поле h8 · черен кръст на черно поле a7 · черен кръст на бяло поле b7 · черен кръст на черно поле c7 · черен кръст на бяло поле f7 · бяла пешка на черно поле g7 · черен кръст на бяло поле h7 · черен кръст на бяло поле a6 · черен кръст на черно поле b6 · черен кръст на бяло поле c6 · бяла пешка на бяло поле b5 · черен кръст на черно поле e5 · черен кръст на бяло поле f5 · черен кръст на черно поле g5 · бяла пешка на бяло поле f3 | черен кръст на черно поле f8 · черен кръст на бяло поле g8 · черен кръст на черно поле h8 · черен кръст на черно поле a7 · черен кръст на бяло поле b7 · черен кръст на черно поле c7 · черен кръст на бяло поле f7 · бяла пешка на черно поле g7 · черен кръст на бяло поле h7 · черен кръст на бяло поле a6 · черен кръст на черно поле b6 · черен кръст на бяло поле c6 · бяла пешка на бяло поле b5 · черен кръст на черно поле e5 · черен кръст на бяло поле f5 · черен кръст на черно поле g5 · бяла пешка на бяло поле f3 | черен кръст на черно поле f8 · черен кръст на бяло поле g8 · черен кръст на черно поле h8 · черен кръст на черно поле a7 · черен кръст на бяло поле b7 · черен кръст на черно поле c7 · черен кръст на бяло поле f7 · бяла пешка на черно поле g7 · черен кръст на бяло поле h7 · черен кръст на бяло поле a6 · черен кръст на черно поле b6 · черен кръст на бяло поле c6 · бяла пешка на бяло поле b5 · черен кръст на черно поле e5 · черен кръст на бяло поле f5 · черен кръст на черно поле g5 · бяла пешка на бяло поле f3 | черен кръст на черно поле f8 · черен кръст на бяло поле g8 · черен кръст на черно поле h8 · черен кръст на черно поле a7 · черен кръст на бяло поле b7 · черен кръст на черно поле c7 · черен кръст на бяло поле f7 · бяла пешка на черно поле g7 · черен кръст на бяло поле h7 · черен кръст на бяло поле a6 · черен кръст на черно поле b6 · черен кръст на бяло поле c6 · бяла пешка на бяло поле b5 · черен кръст на черно поле e5 · черен кръст на бяло поле f5 · черен кръст на черно поле g5 · бяла пешка на бяло поле f3 | черен кръст на черно поле f8 · черен кръст на бяло поле g8 · черен кръст на черно поле h8 · черен кръст на черно поле a7 · черен кръст на бяло поле b7 · черен кръст на черно поле c7 · черен кръст на бяло поле f7 · бяла пешка на черно поле g7 · черен кръст на бяло поле h7 · черен кръст на бяло поле a6 · черен кръст на черно поле b6 · черен кръст на бяло поле c6 · бяла пешка на бяло поле b5 · черен кръст на черно поле e5 · черен кръст на бяло поле f5 · черен кръст на черно поле g5 · бяла пешка на бяло поле f3 | черен кръст на черно поле f8 · черен кръст на бяло поле g8 · черен кръст на черно поле h8 · черен кръст на черно поле a7 · черен кръст на бяло поле b7 · черен кръст на черно поле c7 · черен кръст на бяло поле f7 · бяла пешка на черно поле g7 · черен кръст на бяло поле h7 · черен кръст на бяло поле a6 · черен кръст на черно поле b6 · черен кръст на бяло поле c6 · бяла пешка на бяло поле b5 · черен кръст на черно поле e5 · черен кръст на бяло поле f5 · черен кръст на черно поле g5 · бяла пешка на бяло поле f3 | черен кръст на черно поле f8 · черен кръст на бяло поле g8 · черен кръст на черно поле h8 · черен кръст на черно поле a7 · черен кръст на бяло поле b7 · черен кръст на черно поле c7 · черен кръст на бяло поле f7 · бяла пешка на черно поле g7 · черен кръст на бяло поле h7 · черен кръст на бяло поле a6 · черен кръст на черно поле b6 · черен кръст на бяло поле c6 · бяла пешка на бяло поле b5 · черен кръст на черно поле e5 · черен кръст на бяло поле f5 · черен кръст на черно поле g5 · бяла пешка на бяло поле f3 | 1 |
|   | a | b | c | d | e | f | g | h |   |

В ендшпила „цар и пешка“ срещу „цар“ се прилага следното правило: Ако царят на пешката е влязъл в ключово поле, преобразуването на пешката вече не може да бъде предотвратено при правилна игра и победата е спечелена.
На диаграмата вляво с кръстче са означени ключовите полета на три пешки в различно положение. Ако вътрешна пионка все още не е преминала централната линия между 4-ти и 5-ти ред, има три ключови полета. Те са два реда пред пешката на нейната и двете съседни вертикални линии (пешката f3 на диаграмата). След като пионката пресече средата на дъската и е на 5-та и 6-та линия, има шест ключови полета. Те лежат един и два реда пред пешката на нейната и двете съседни вертикални линии (пешката b5 на диаграмата). Ако пионката е на 7-ма линия, ключовите полета са пет (пешката g7 на диаграмата). Някои елементарни изчисления в позицията на диаграмата показват, че ако белият цар се постави на един от полетата, означени с кръстче, тогава той може да осигури произвеждането на съответната пешка и да спечели играта. Тези квадрати са ключови полета.
|   | a | b | c | d | e | f | g | h |   |
| 8 | черен кръг на черно поле b8 · черен кръст на бяло поле c8 · черен кръг на черно поле d8 · черен кръг на бяло поле g8 · черен кръг на бяло поле b7 · черен кръст на черно поле c7 · черен кръг на бяло поле d7 · черен кръг на черно поле g7 · бяла пешка на бяло поле c6 · бяла пешка на черно поле h6 | черен кръг на черно поле b8 · черен кръст на бяло поле c8 · черен кръг на черно поле d8 · черен кръг на бяло поле g8 · черен кръг на бяло поле b7 · черен кръст на черно поле c7 · черен кръг на бяло поле d7 · черен кръг на черно поле g7 · бяла пешка на бяло поле c6 · бяла пешка на черно поле h6 | черен кръг на черно поле b8 · черен кръст на бяло поле c8 · черен кръг на черно поле d8 · черен кръг на бяло поле g8 · черен кръг на бяло поле b7 · черен кръст на черно поле c7 · черен кръг на бяло поле d7 · черен кръг на черно поле g7 · бяла пешка на бяло поле c6 · бяла пешка на черно поле h6 | черен кръг на черно поле b8 · черен кръст на бяло поле c8 · черен кръг на черно поле d8 · черен кръг на бяло поле g8 · черен кръг на бяло поле b7 · черен кръст на черно поле c7 · черен кръг на бяло поле d7 · черен кръг на черно поле g7 · бяла пешка на бяло поле c6 · бяла пешка на черно поле h6 | черен кръг на черно поле b8 · черен кръст на бяло поле c8 · черен кръг на черно поле d8 · черен кръг на бяло поле g8 · черен кръг на бяло поле b7 · черен кръст на черно поле c7 · черен кръг на бяло поле d7 · черен кръг на черно поле g7 · бяла пешка на бяло поле c6 · бяла пешка на черно поле h6 | черен кръг на черно поле b8 · черен кръст на бяло поле c8 · черен кръг на черно поле d8 · черен кръг на бяло поле g8 · черен кръг на бяло поле b7 · черен кръст на черно поле c7 · черен кръг на бяло поле d7 · черен кръг на черно поле g7 · бяла пешка на бяло поле c6 · бяла пешка на черно поле h6 | черен кръг на черно поле b8 · черен кръст на бяло поле c8 · черен кръг на черно поле d8 · черен кръг на бяло поле g8 · черен кръг на бяло поле b7 · черен кръст на черно поле c7 · черен кръг на бяло поле d7 · черен кръг на черно поле g7 · бяла пешка на бяло поле c6 · бяла пешка на черно поле h6 | черен кръг на черно поле b8 · черен кръст на бяло поле c8 · черен кръг на черно поле d8 · черен кръг на бяло поле g8 · черен кръг на бяло поле b7 · черен кръст на черно поле c7 · черен кръг на бяло поле d7 · черен кръг на черно поле g7 · бяла пешка на бяло поле c6 · бяла пешка на черно поле h6 | 8 |
| 7 | черен кръг на черно поле b8 · черен кръст на бяло поле c8 · черен кръг на черно поле d8 · черен кръг на бяло поле g8 · черен кръг на бяло поле b7 · черен кръст на черно поле c7 · черен кръг на бяло поле d7 · черен кръг на черно поле g7 · бяла пешка на бяло поле c6 · бяла пешка на черно поле h6 | черен кръг на черно поле b8 · черен кръст на бяло поле c8 · черен кръг на черно поле d8 · черен кръг на бяло поле g8 · черен кръг на бяло поле b7 · черен кръст на черно поле c7 · черен кръг на бяло поле d7 · черен кръг на черно поле g7 · бяла пешка на бяло поле c6 · бяла пешка на черно поле h6 | черен кръг на черно поле b8 · черен кръст на бяло поле c8 · черен кръг на черно поле d8 · черен кръг на бяло поле g8 · черен кръг на бяло поле b7 · черен кръст на черно поле c7 · черен кръг на бяло поле d7 · черен кръг на черно поле g7 · бяла пешка на бяло поле c6 · бяла пешка на черно поле h6 | черен кръг на черно поле b8 · черен кръст на бяло поле c8 · черен кръг на черно поле d8 · черен кръг на бяло поле g8 · черен кръг на бяло поле b7 · черен кръст на черно поле c7 · черен кръг на бяло поле d7 · черен кръг на черно поле g7 · бяла пешка на бяло поле c6 · бяла пешка на черно поле h6 | черен кръг на черно поле b8 · черен кръст на бяло поле c8 · черен кръг на черно поле d8 · черен кръг на бяло поле g8 · черен кръг на бяло поле b7 · черен кръст на черно поле c7 · черен кръг на бяло поле d7 · черен кръг на черно поле g7 · бяла пешка на бяло поле c6 · бяла пешка на черно поле h6 | черен кръг на черно поле b8 · черен кръст на бяло поле c8 · черен кръг на черно поле d8 · черен кръг на бяло поле g8 · черен кръг на бяло поле b7 · черен кръст на черно поле c7 · черен кръг на бяло поле d7 · черен кръг на черно поле g7 · бяла пешка на бяло поле c6 · бяла пешка на черно поле h6 | черен кръг на черно поле b8 · черен кръст на бяло поле c8 · черен кръг на черно поле d8 · черен кръг на бяло поле g8 · черен кръг на бяло поле b7 · черен кръст на черно поле c7 · черен кръг на бяло поле d7 · черен кръг на черно поле g7 · бяла пешка на бяло поле c6 · бяла пешка на черно поле h6 | черен кръг на черно поле b8 · черен кръст на бяло поле c8 · черен кръг на черно поле d8 · черен кръг на бяло поле g8 · черен кръг на бяло поле b7 · черен кръст на черно поле c7 · черен кръг на бяло поле d7 · черен кръг на черно поле g7 · бяла пешка на бяло поле c6 · бяла пешка на черно поле h6 | 7 |
| 6 | черен кръг на черно поле b8 · черен кръст на бяло поле c8 · черен кръг на черно поле d8 · черен кръг на бяло поле g8 · черен кръг на бяло поле b7 · черен кръст на черно поле c7 · черен кръг на бяло поле d7 · черен кръг на черно поле g7 · бяла пешка на бяло поле c6 · бяла пешка на черно поле h6 | черен кръг на черно поле b8 · черен кръст на бяло поле c8 · черен кръг на черно поле d8 · черен кръг на бяло поле g8 · черен кръг на бяло поле b7 · черен кръст на черно поле c7 · черен кръг на бяло поле d7 · черен кръг на черно поле g7 · бяла пешка на бяло поле c6 · бяла пешка на черно поле h6 | черен кръг на черно поле b8 · черен кръст на бяло поле c8 · черен кръг на черно поле d8 · черен кръг на бяло поле g8 · черен кръг на бяло поле b7 · черен кръст на черно поле c7 · черен кръг на бяло поле d7 · черен кръг на черно поле g7 · бяла пешка на бяло поле c6 · бяла пешка на черно поле h6 | черен кръг на черно поле b8 · черен кръст на бяло поле c8 · черен кръг на черно поле d8 · черен кръг на бяло поле g8 · черен кръг на бяло поле b7 · черен кръст на черно поле c7 · черен кръг на бяло поле d7 · черен кръг на черно поле g7 · бяла пешка на бяло поле c6 · бяла пешка на черно поле h6 | черен кръг на черно поле b8 · черен кръст на бяло поле c8 · черен кръг на черно поле d8 · черен кръг на бяло поле g8 · черен кръг на бяло поле b7 · черен кръст на черно поле c7 · черен кръг на бяло поле d7 · черен кръг на черно поле g7 · бяла пешка на бяло поле c6 · бяла пешка на черно поле h6 | черен кръг на черно поле b8 · черен кръст на бяло поле c8 · черен кръг на черно поле d8 · черен кръг на бяло поле g8 · черен кръг на бяло поле b7 · черен кръст на черно поле c7 · черен кръг на бяло поле d7 · черен кръг на черно поле g7 · бяла пешка на бяло поле c6 · бяла пешка на черно поле h6 | черен кръг на черно поле b8 · черен кръст на бяло поле c8 · черен кръг на черно поле d8 · черен кръг на бяло поле g8 · черен кръг на бяло поле b7 · черен кръст на черно поле c7 · черен кръг на бяло поле d7 · черен кръг на черно поле g7 · бяла пешка на бяло поле c6 · бяла пешка на черно поле h6 | черен кръг на черно поле b8 · черен кръст на бяло поле c8 · черен кръг на черно поле d8 · черен кръг на бяло поле g8 · черен кръг на бяло поле b7 · черен кръст на черно поле c7 · черен кръг на бяло поле d7 · черен кръг на черно поле g7 · бяла пешка на бяло поле c6 · бяла пешка на черно поле h6 | 6 |
| 5 | черен кръг на черно поле b8 · черен кръст на бяло поле c8 · черен кръг на черно поле d8 · черен кръг на бяло поле g8 · черен кръг на бяло поле b7 · черен кръст на черно поле c7 · черен кръг на бяло поле d7 · черен кръг на черно поле g7 · бяла пешка на бяло поле c6 · бяла пешка на черно поле h6 | черен кръг на черно поле b8 · черен кръст на бяло поле c8 · черен кръг на черно поле d8 · черен кръг на бяло поле g8 · черен кръг на бяло поле b7 · черен кръст на черно поле c7 · черен кръг на бяло поле d7 · черен кръг на черно поле g7 · бяла пешка на бяло поле c6 · бяла пешка на черно поле h6 | черен кръг на черно поле b8 · черен кръст на бяло поле c8 · черен кръг на черно поле d8 · черен кръг на бяло поле g8 · черен кръг на бяло поле b7 · черен кръст на черно поле c7 · черен кръг на бяло поле d7 · черен кръг на черно поле g7 · бяла пешка на бяло поле c6 · бяла пешка на черно поле h6 | черен кръг на черно поле b8 · черен кръст на бяло поле c8 · черен кръг на черно поле d8 · черен кръг на бяло поле g8 · черен кръг на бяло поле b7 · черен кръст на черно поле c7 · черен кръг на бяло поле d7 · черен кръг на черно поле g7 · бяла пешка на бяло поле c6 · бяла пешка на черно поле h6 | черен кръг на черно поле b8 · черен кръст на бяло поле c8 · черен кръг на черно поле d8 · черен кръг на бяло поле g8 · черен кръг на бяло поле b7 · черен кръст на черно поле c7 · черен кръг на бяло поле d7 · черен кръг на черно поле g7 · бяла пешка на бяло поле c6 · бяла пешка на черно поле h6 | черен кръг на черно поле b8 · черен кръст на бяло поле c8 · черен кръг на черно поле d8 · черен кръг на бяло поле g8 · черен кръг на бяло поле b7 · черен кръст на черно поле c7 · черен кръг на бяло поле d7 · черен кръг на черно поле g7 · бяла пешка на бяло поле c6 · бяла пешка на черно поле h6 | черен кръг на черно поле b8 · черен кръст на бяло поле c8 · черен кръг на черно поле d8 · черен кръг на бяло поле g8 · черен кръг на бяло поле b7 · черен кръст на черно поле c7 · черен кръг на бяло поле d7 · черен кръг на черно поле g7 · бяла пешка на бяло поле c6 · бяла пешка на черно поле h6 | черен кръг на черно поле b8 · черен кръст на бяло поле c8 · черен кръг на черно поле d8 · черен кръг на бяло поле g8 · черен кръг на бяло поле b7 · черен кръст на черно поле c7 · черен кръг на бяло поле d7 · черен кръг на черно поле g7 · бяла пешка на бяло поле c6 · бяла пешка на черно поле h6 | 5 |
| 4 | черен кръг на черно поле b8 · черен кръст на бяло поле c8 · черен кръг на черно поле d8 · черен кръг на бяло поле g8 · черен кръг на бяло поле b7 · черен кръст на черно поле c7 · черен кръг на бяло поле d7 · черен кръг на черно поле g7 · бяла пешка на бяло поле c6 · бяла пешка на черно поле h6 | черен кръг на черно поле b8 · черен кръст на бяло поле c8 · черен кръг на черно поле d8 · черен кръг на бяло поле g8 · черен кръг на бяло поле b7 · черен кръст на черно поле c7 · черен кръг на бяло поле d7 · черен кръг на черно поле g7 · бяла пешка на бяло поле c6 · бяла пешка на черно поле h6 | черен кръг на черно поле b8 · черен кръст на бяло поле c8 · черен кръг на черно поле d8 · черен кръг на бяло поле g8 · черен кръг на бяло поле b7 · черен кръст на черно поле c7 · черен кръг на бяло поле d7 · черен кръг на черно поле g7 · бяла пешка на бяло поле c6 · бяла пешка на черно поле h6 | черен кръг на черно поле b8 · черен кръст на бяло поле c8 · черен кръг на черно поле d8 · черен кръг на бяло поле g8 · черен кръг на бяло поле b7 · черен кръст на черно поле c7 · черен кръг на бяло поле d7 · черен кръг на черно поле g7 · бяла пешка на бяло поле c6 · бяла пешка на черно поле h6 | черен кръг на черно поле b8 · черен кръст на бяло поле c8 · черен кръг на черно поле d8 · черен кръг на бяло поле g8 · черен кръг на бяло поле b7 · черен кръст на черно поле c7 · черен кръг на бяло поле d7 · черен кръг на черно поле g7 · бяла пешка на бяло поле c6 · бяла пешка на черно поле h6 | черен кръг на черно поле b8 · черен кръст на бяло поле c8 · черен кръг на черно поле d8 · черен кръг на бяло поле g8 · черен кръг на бяло поле b7 · черен кръст на черно поле c7 · черен кръг на бяло поле d7 · черен кръг на черно поле g7 · бяла пешка на бяло поле c6 · бяла пешка на черно поле h6 | черен кръг на черно поле b8 · черен кръст на бяло поле c8 · черен кръг на черно поле d8 · черен кръг на бяло поле g8 · черен кръг на бяло поле b7 · черен кръст на черно поле c7 · черен кръг на бяло поле d7 · черен кръг на черно поле g7 · бяла пешка на бяло поле c6 · бяла пешка на черно поле h6 | черен кръг на черно поле b8 · черен кръст на бяло поле c8 · черен кръг на черно поле d8 · черен кръг на бяло поле g8 · черен кръг на бяло поле b7 · черен кръст на черно поле c7 · черен кръг на бяло поле d7 · черен кръг на черно поле g7 · бяла пешка на бяло поле c6 · бяла пешка на черно поле h6 | 4 |
| 3 | черен кръг на черно поле b8 · черен кръст на бяло поле c8 · черен кръг на черно поле d8 · черен кръг на бяло поле g8 · черен кръг на бяло поле b7 · черен кръст на черно поле c7 · черен кръг на бяло поле d7 · черен кръг на черно поле g7 · бяла пешка на бяло поле c6 · бяла пешка на черно поле h6 | черен кръг на черно поле b8 · черен кръст на бяло поле c8 · черен кръг на черно поле d8 · черен кръг на бяло поле g8 · черен кръг на бяло поле b7 · черен кръст на черно поле c7 · черен кръг на бяло поле d7 · черен кръг на черно поле g7 · бяла пешка на бяло поле c6 · бяла пешка на черно поле h6 | черен кръг на черно поле b8 · черен кръст на бяло поле c8 · черен кръг на черно поле d8 · черен кръг на бяло поле g8 · черен кръг на бяло поле b7 · черен кръст на черно поле c7 · черен кръг на бяло поле d7 · черен кръг на черно поле g7 · бяла пешка на бяло поле c6 · бяла пешка на черно поле h6 | черен кръг на черно поле b8 · черен кръст на бяло поле c8 · черен кръг на черно поле d8 · черен кръг на бяло поле g8 · черен кръг на бяло поле b7 · черен кръст на черно поле c7 · черен кръг на бяло поле d7 · черен кръг на черно поле g7 · бяла пешка на бяло поле c6 · бяла пешка на черно поле h6 | черен кръг на черно поле b8 · черен кръст на бяло поле c8 · черен кръг на черно поле d8 · черен кръг на бяло поле g8 · черен кръг на бяло поле b7 · черен кръст на черно поле c7 · черен кръг на бяло поле d7 · черен кръг на черно поле g7 · бяла пешка на бяло поле c6 · бяла пешка на черно поле h6 | черен кръг на черно поле b8 · черен кръст на бяло поле c8 · черен кръг на черно поле d8 · черен кръг на бяло поле g8 · черен кръг на бяло поле b7 · черен кръст на черно поле c7 · черен кръг на бяло поле d7 · черен кръг на черно поле g7 · бяла пешка на бяло поле c6 · бяла пешка на черно поле h6 | черен кръг на черно поле b8 · черен кръст на бяло поле c8 · черен кръг на черно поле d8 · черен кръг на бяло поле g8 · черен кръг на бяло поле b7 · черен кръст на черно поле c7 · черен кръг на бяло поле d7 · черен кръг на черно поле g7 · бяла пешка на бяло поле c6 · бяла пешка на черно поле h6 | черен кръг на черно поле b8 · черен кръст на бяло поле c8 · черен кръг на черно поле d8 · черен кръг на бяло поле g8 · черен кръг на бяло поле b7 · черен кръст на черно поле c7 · черен кръг на бяло поле d7 · черен кръг на черно поле g7 · бяла пешка на бяло поле c6 · бяла пешка на черно поле h6 | 3 |
| 2 | черен кръг на черно поле b8 · черен кръст на бяло поле c8 · черен кръг на черно поле d8 · черен кръг на бяло поле g8 · черен кръг на бяло поле b7 · черен кръст на черно поле c7 · черен кръг на бяло поле d7 · черен кръг на черно поле g7 · бяла пешка на бяло поле c6 · бяла пешка на черно поле h6 | черен кръг на черно поле b8 · черен кръст на бяло поле c8 · черен кръг на черно поле d8 · черен кръг на бяло поле g8 · черен кръг на бяло поле b7 · черен кръст на черно поле c7 · черен кръг на бяло поле d7 · черен кръг на черно поле g7 · бяла пешка на бяло поле c6 · бяла пешка на черно поле h6 | черен кръг на черно поле b8 · черен кръст на бяло поле c8 · черен кръг на черно поле d8 · черен кръг на бяло поле g8 · черен кръг на бяло поле b7 · черен кръст на черно поле c7 · черен кръг на бяло поле d7 · черен кръг на черно поле g7 · бяла пешка на бяло поле c6 · бяла пешка на черно поле h6 | черен кръг на черно поле b8 · черен кръст на бяло поле c8 · черен кръг на черно поле d8 · черен кръг на бяло поле g8 · черен кръг на бяло поле b7 · черен кръст на черно поле c7 · черен кръг на бяло поле d7 · черен кръг на черно поле g7 · бяла пешка на бяло поле c6 · бяла пешка на черно поле h6 | черен кръг на черно поле b8 · черен кръст на бяло поле c8 · черен кръг на черно поле d8 · черен кръг на бяло поле g8 · черен кръг на бяло поле b7 · черен кръст на черно поле c7 · черен кръг на бяло поле d7 · черен кръг на черно поле g7 · бяла пешка на бяло поле c6 · бяла пешка на черно поле h6 | черен кръг на черно поле b8 · черен кръст на бяло поле c8 · черен кръг на черно поле d8 · черен кръг на бяло поле g8 · черен кръг на бяло поле b7 · черен кръст на черно поле c7 · черен кръг на бяло поле d7 · черен кръг на черно поле g7 · бяла пешка на бяло поле c6 · бяла пешка на черно поле h6 | черен кръг на черно поле b8 · черен кръст на бяло поле c8 · черен кръг на черно поле d8 · черен кръг на бяло поле g8 · черен кръг на бяло поле b7 · черен кръст на черно поле c7 · черен кръг на бяло поле d7 · черен кръг на черно поле g7 · бяла пешка на бяло поле c6 · бяла пешка на черно поле h6 | черен кръг на черно поле b8 · черен кръст на бяло поле c8 · черен кръг на черно поле d8 · черен кръг на бяло поле g8 · черен кръг на бяло поле b7 · черен кръст на черно поле c7 · черен кръг на бяло поле d7 · черен кръг на черно поле g7 · бяла пешка на бяло поле c6 · бяла пешка на черно поле h6 | 2 |
| 1 | черен кръг на черно поле b8 · черен кръст на бяло поле c8 · черен кръг на черно поле d8 · черен кръг на бяло поле g8 · черен кръг на бяло поле b7 · черен кръст на черно поле c7 · черен кръг на бяло поле d7 · черен кръг на черно поле g7 · бяла пешка на бяло поле c6 · бяла пешка на черно поле h6 | черен кръг на черно поле b8 · черен кръст на бяло поле c8 · черен кръг на черно поле d8 · черен кръг на бяло поле g8 · черен кръг на бяло поле b7 · черен кръст на черно поле c7 · черен кръг на бяло поле d7 · черен кръг на черно поле g7 · бяла пешка на бяло поле c6 · бяла пешка на черно поле h6 | черен кръг на черно поле b8 · черен кръст на бяло поле c8 · черен кръг на черно поле d8 · черен кръг на бяло поле g8 · черен кръг на бяло поле b7 · черен кръст на черно поле c7 · черен кръг на бяло поле d7 · черен кръг на черно поле g7 · бяла пешка на бяло поле c6 · бяла пешка на черно поле h6 | черен кръг на черно поле b8 · черен кръст на бяло поле c8 · черен кръг на черно поле d8 · черен кръг на бяло поле g8 · черен кръг на бяло поле b7 · черен кръст на черно поле c7 · черен кръг на бяло поле d7 · черен кръг на черно поле g7 · бяла пешка на бяло поле c6 · бяла пешка на черно поле h6 | черен кръг на черно поле b8 · черен кръст на бяло поле c8 · черен кръг на черно поле d8 · черен кръг на бяло поле g8 · черен кръг на бяло поле b7 · черен кръст на черно поле c7 · черен кръг на бяло поле d7 · черен кръг на черно поле g7 · бяла пешка на бяло поле c6 · бяла пешка на черно поле h6 | черен кръг на черно поле b8 · черен кръст на бяло поле c8 · черен кръг на черно поле d8 · черен кръг на бяло поле g8 · черен кръг на бяло поле b7 · черен кръст на черно поле c7 · черен кръг на бяло поле d7 · черен кръг на черно поле g7 · бяла пешка на бяло поле c6 · бяла пешка на черно поле h6 | черен кръг на черно поле b8 · черен кръст на бяло поле c8 · черен кръг на черно поле d8 · черен кръг на бяло поле g8 · черен кръг на бяло поле b7 · черен кръст на черно поле c7 · черен кръг на бяло поле d7 · черен кръг на черно поле g7 · бяла пешка на бяло поле c6 · бяла пешка на черно поле h6 | черен кръг на черно поле b8 · черен кръст на бяло поле c8 · черен кръг на черно поле d8 · черен кръг на бяло поле g8 · черен кръг на бяло поле b7 · черен кръст на черно поле c7 · черен кръг на бяло поле d7 · черен кръг на черно поле g7 · бяла пешка на бяло поле c6 · бяла пешка на черно поле h6 | 1 |
|   | a | b | c | d | e | f | g | h |   |

В борбата на царете за ключовите полета методите на заобикаляне (укриване) и изтласкване играят важна роля.
Винаги има поне две важни ключови полета за пешката на 6-та линия в ендшпила „цар и пешка“ срещу „цар“. Те са до полето за произвеждане на пионката на съседната вертикална линия, независимо от точното положение на пешката на дъската. На диаграмата вдясно са отбелязани с кръгче. Заемането на едно от тези важни ключови полета от царя с пешка предотвратява както равенството от подхода на царя на по-слабата страна към полето за преобразуване, така и затварянето на пешката от царя на по-силната страна. За крайната пешка полетата пред нея не са ключови, защото заемането им от собствения цар може да попречи на движението на пешката и не гарантира произвеждането ѝ. Ако белият цар е на h7 и h8, черният може да е в опозиция на f7 и f8, с което блокира придвижването на пешката и играта е реми.

## Цар и пешка срещу цар и пешка
Този финал обикновено е пат, въпреки че има няколко позиции, в които един от двата цвята може да форсира победата. Няма общо правило, което да се прилага за всички окончания от този тип: в позиции със свободни пионки квадратите на пешките играят решаваща роля (както в елементарните пешечни окончания), последвани от активната или пасивната позиция на всеки цар; в позиции, където пионките са на същите или съседни колони, притежанието на опозицията е важно.
Ако пешките са на отдалечени колони и ако и двата царя са далеч от пионката на противника, възможно е и двете пешки да се произведат в дами. Така, този край се превръща в цар и дама срещу цар и дама, което почти винаги е реми.
За да предотврати произвеждането на противниковата пешка, царят трябва да бъде на площта на нейния квадрат, въпреки че това не е строго необходимо. Етюдът на Рети на диаграмата вляво е рядко изключение, при което белите могат да постигнат реми въпреки очевидната малоценност на позицията.
|   | a | b | c | d | e | f | g | h |   |
| 8 | бял цар на черно поле h8 · черен цар на бяло поле a6 · бяла пешка на бяло поле c6 · черна пешка на бяло поле h5 | бял цар на черно поле h8 · черен цар на бяло поле a6 · бяла пешка на бяло поле c6 · черна пешка на бяло поле h5 | бял цар на черно поле h8 · черен цар на бяло поле a6 · бяла пешка на бяло поле c6 · черна пешка на бяло поле h5 | бял цар на черно поле h8 · черен цар на бяло поле a6 · бяла пешка на бяло поле c6 · черна пешка на бяло поле h5 | бял цар на черно поле h8 · черен цар на бяло поле a6 · бяла пешка на бяло поле c6 · черна пешка на бяло поле h5 | бял цар на черно поле h8 · черен цар на бяло поле a6 · бяла пешка на бяло поле c6 · черна пешка на бяло поле h5 | бял цар на черно поле h8 · черен цар на бяло поле a6 · бяла пешка на бяло поле c6 · черна пешка на бяло поле h5 | бял цар на черно поле h8 · черен цар на бяло поле a6 · бяла пешка на бяло поле c6 · черна пешка на бяло поле h5 | 8 |
| 7 | бял цар на черно поле h8 · черен цар на бяло поле a6 · бяла пешка на бяло поле c6 · черна пешка на бяло поле h5 | бял цар на черно поле h8 · черен цар на бяло поле a6 · бяла пешка на бяло поле c6 · черна пешка на бяло поле h5 | бял цар на черно поле h8 · черен цар на бяло поле a6 · бяла пешка на бяло поле c6 · черна пешка на бяло поле h5 | бял цар на черно поле h8 · черен цар на бяло поле a6 · бяла пешка на бяло поле c6 · черна пешка на бяло поле h5 | бял цар на черно поле h8 · черен цар на бяло поле a6 · бяла пешка на бяло поле c6 · черна пешка на бяло поле h5 | бял цар на черно поле h8 · черен цар на бяло поле a6 · бяла пешка на бяло поле c6 · черна пешка на бяло поле h5 | бял цар на черно поле h8 · черен цар на бяло поле a6 · бяла пешка на бяло поле c6 · черна пешка на бяло поле h5 | бял цар на черно поле h8 · черен цар на бяло поле a6 · бяла пешка на бяло поле c6 · черна пешка на бяло поле h5 | 7 |
| 6 | бял цар на черно поле h8 · черен цар на бяло поле a6 · бяла пешка на бяло поле c6 · черна пешка на бяло поле h5 | бял цар на черно поле h8 · черен цар на бяло поле a6 · бяла пешка на бяло поле c6 · черна пешка на бяло поле h5 | бял цар на черно поле h8 · черен цар на бяло поле a6 · бяла пешка на бяло поле c6 · черна пешка на бяло поле h5 | бял цар на черно поле h8 · черен цар на бяло поле a6 · бяла пешка на бяло поле c6 · черна пешка на бяло поле h5 | бял цар на черно поле h8 · черен цар на бяло поле a6 · бяла пешка на бяло поле c6 · черна пешка на бяло поле h5 | бял цар на черно поле h8 · черен цар на бяло поле a6 · бяла пешка на бяло поле c6 · черна пешка на бяло поле h5 | бял цар на черно поле h8 · черен цар на бяло поле a6 · бяла пешка на бяло поле c6 · черна пешка на бяло поле h5 | бял цар на черно поле h8 · черен цар на бяло поле a6 · бяла пешка на бяло поле c6 · черна пешка на бяло поле h5 | 6 |
| 5 | бял цар на черно поле h8 · черен цар на бяло поле a6 · бяла пешка на бяло поле c6 · черна пешка на бяло поле h5 | бял цар на черно поле h8 · черен цар на бяло поле a6 · бяла пешка на бяло поле c6 · черна пешка на бяло поле h5 | бял цар на черно поле h8 · черен цар на бяло поле a6 · бяла пешка на бяло поле c6 · черна пешка на бяло поле h5 | бял цар на черно поле h8 · черен цар на бяло поле a6 · бяла пешка на бяло поле c6 · черна пешка на бяло поле h5 | бял цар на черно поле h8 · черен цар на бяло поле a6 · бяла пешка на бяло поле c6 · черна пешка на бяло поле h5 | бял цар на черно поле h8 · черен цар на бяло поле a6 · бяла пешка на бяло поле c6 · черна пешка на бяло поле h5 | бял цар на черно поле h8 · черен цар на бяло поле a6 · бяла пешка на бяло поле c6 · черна пешка на бяло поле h5 | бял цар на черно поле h8 · черен цар на бяло поле a6 · бяла пешка на бяло поле c6 · черна пешка на бяло поле h5 | 5 |
| 4 | бял цар на черно поле h8 · черен цар на бяло поле a6 · бяла пешка на бяло поле c6 · черна пешка на бяло поле h5 | бял цар на черно поле h8 · черен цар на бяло поле a6 · бяла пешка на бяло поле c6 · черна пешка на бяло поле h5 | бял цар на черно поле h8 · черен цар на бяло поле a6 · бяла пешка на бяло поле c6 · черна пешка на бяло поле h5 | бял цар на черно поле h8 · черен цар на бяло поле a6 · бяла пешка на бяло поле c6 · черна пешка на бяло поле h5 | бял цар на черно поле h8 · черен цар на бяло поле a6 · бяла пешка на бяло поле c6 · черна пешка на бяло поле h5 | бял цар на черно поле h8 · черен цар на бяло поле a6 · бяла пешка на бяло поле c6 · черна пешка на бяло поле h5 | бял цар на черно поле h8 · черен цар на бяло поле a6 · бяла пешка на бяло поле c6 · черна пешка на бяло поле h5 | бял цар на черно поле h8 · черен цар на бяло поле a6 · бяла пешка на бяло поле c6 · черна пешка на бяло поле h5 | 4 |
| 3 | бял цар на черно поле h8 · черен цар на бяло поле a6 · бяла пешка на бяло поле c6 · черна пешка на бяло поле h5 | бял цар на черно поле h8 · черен цар на бяло поле a6 · бяла пешка на бяло поле c6 · черна пешка на бяло поле h5 | бял цар на черно поле h8 · черен цар на бяло поле a6 · бяла пешка на бяло поле c6 · черна пешка на бяло поле h5 | бял цар на черно поле h8 · черен цар на бяло поле a6 · бяла пешка на бяло поле c6 · черна пешка на бяло поле h5 | бял цар на черно поле h8 · черен цар на бяло поле a6 · бяла пешка на бяло поле c6 · черна пешка на бяло поле h5 | бял цар на черно поле h8 · черен цар на бяло поле a6 · бяла пешка на бяло поле c6 · черна пешка на бяло поле h5 | бял цар на черно поле h8 · черен цар на бяло поле a6 · бяла пешка на бяло поле c6 · черна пешка на бяло поле h5 | бял цар на черно поле h8 · черен цар на бяло поле a6 · бяла пешка на бяло поле c6 · черна пешка на бяло поле h5 | 3 |
| 2 | бял цар на черно поле h8 · черен цар на бяло поле a6 · бяла пешка на бяло поле c6 · черна пешка на бяло поле h5 | бял цар на черно поле h8 · черен цар на бяло поле a6 · бяла пешка на бяло поле c6 · черна пешка на бяло поле h5 | бял цар на черно поле h8 · черен цар на бяло поле a6 · бяла пешка на бяло поле c6 · черна пешка на бяло поле h5 | бял цар на черно поле h8 · черен цар на бяло поле a6 · бяла пешка на бяло поле c6 · черна пешка на бяло поле h5 | бял цар на черно поле h8 · черен цар на бяло поле a6 · бяла пешка на бяло поле c6 · черна пешка на бяло поле h5 | бял цар на черно поле h8 · черен цар на бяло поле a6 · бяла пешка на бяло поле c6 · черна пешка на бяло поле h5 | бял цар на черно поле h8 · черен цар на бяло поле a6 · бяла пешка на бяло поле c6 · черна пешка на бяло поле h5 | бял цар на черно поле h8 · черен цар на бяло поле a6 · бяла пешка на бяло поле c6 · черна пешка на бяло поле h5 | 2 |
| 1 | бял цар на черно поле h8 · черен цар на бяло поле a6 · бяла пешка на бяло поле c6 · черна пешка на бяло поле h5 | бял цар на черно поле h8 · черен цар на бяло поле a6 · бяла пешка на бяло поле c6 · черна пешка на бяло поле h5 | бял цар на черно поле h8 · черен цар на бяло поле a6 · бяла пешка на бяло поле c6 · черна пешка на бяло поле h5 | бял цар на черно поле h8 · черен цар на бяло поле a6 · бяла пешка на бяло поле c6 · черна пешка на бяло поле h5 | бял цар на черно поле h8 · черен цар на бяло поле a6 · бяла пешка на бяло поле c6 · черна пешка на бяло поле h5 | бял цар на черно поле h8 · черен цар на бяло поле a6 · бяла пешка на бяло поле c6 · черна пешка на бяло поле h5 | бял цар на черно поле h8 · черен цар на бяло поле a6 · бяла пешка на бяло поле c6 · черна пешка на бяло поле h5 | бял цар на черно поле h8 · черен цар на бяло поле a6 · бяла пешка на бяло поле c6 · черна пешка на бяло поле h5 | 1 |
|   | a | b | c | d | e | f | g | h |   |

|   | a | b | c | d | e | f | g | h |   |
| 8 | черен цар на черно поле c5 · черна пешка на черно поле e5 · бяла пешка на бяло поле e4 · бял цар на черно поле c3 | черен цар на черно поле c5 · черна пешка на черно поле e5 · бяла пешка на бяло поле e4 · бял цар на черно поле c3 | черен цар на черно поле c5 · черна пешка на черно поле e5 · бяла пешка на бяло поле e4 · бял цар на черно поле c3 | черен цар на черно поле c5 · черна пешка на черно поле e5 · бяла пешка на бяло поле e4 · бял цар на черно поле c3 | черен цар на черно поле c5 · черна пешка на черно поле e5 · бяла пешка на бяло поле e4 · бял цар на черно поле c3 | черен цар на черно поле c5 · черна пешка на черно поле e5 · бяла пешка на бяло поле e4 · бял цар на черно поле c3 | черен цар на черно поле c5 · черна пешка на черно поле e5 · бяла пешка на бяло поле e4 · бял цар на черно поле c3 | черен цар на черно поле c5 · черна пешка на черно поле e5 · бяла пешка на бяло поле e4 · бял цар на черно поле c3 | 8 |
| 7 | черен цар на черно поле c5 · черна пешка на черно поле e5 · бяла пешка на бяло поле e4 · бял цар на черно поле c3 | черен цар на черно поле c5 · черна пешка на черно поле e5 · бяла пешка на бяло поле e4 · бял цар на черно поле c3 | черен цар на черно поле c5 · черна пешка на черно поле e5 · бяла пешка на бяло поле e4 · бял цар на черно поле c3 | черен цар на черно поле c5 · черна пешка на черно поле e5 · бяла пешка на бяло поле e4 · бял цар на черно поле c3 | черен цар на черно поле c5 · черна пешка на черно поле e5 · бяла пешка на бяло поле e4 · бял цар на черно поле c3 | черен цар на черно поле c5 · черна пешка на черно поле e5 · бяла пешка на бяло поле e4 · бял цар на черно поле c3 | черен цар на черно поле c5 · черна пешка на черно поле e5 · бяла пешка на бяло поле e4 · бял цар на черно поле c3 | черен цар на черно поле c5 · черна пешка на черно поле e5 · бяла пешка на бяло поле e4 · бял цар на черно поле c3 | 7 |
| 6 | черен цар на черно поле c5 · черна пешка на черно поле e5 · бяла пешка на бяло поле e4 · бял цар на черно поле c3 | черен цар на черно поле c5 · черна пешка на черно поле e5 · бяла пешка на бяло поле e4 · бял цар на черно поле c3 | черен цар на черно поле c5 · черна пешка на черно поле e5 · бяла пешка на бяло поле e4 · бял цар на черно поле c3 | черен цар на черно поле c5 · черна пешка на черно поле e5 · бяла пешка на бяло поле e4 · бял цар на черно поле c3 | черен цар на черно поле c5 · черна пешка на черно поле e5 · бяла пешка на бяло поле e4 · бял цар на черно поле c3 | черен цар на черно поле c5 · черна пешка на черно поле e5 · бяла пешка на бяло поле e4 · бял цар на черно поле c3 | черен цар на черно поле c5 · черна пешка на черно поле e5 · бяла пешка на бяло поле e4 · бял цар на черно поле c3 | черен цар на черно поле c5 · черна пешка на черно поле e5 · бяла пешка на бяло поле e4 · бял цар на черно поле c3 | 6 |
| 5 | черен цар на черно поле c5 · черна пешка на черно поле e5 · бяла пешка на бяло поле e4 · бял цар на черно поле c3 | черен цар на черно поле c5 · черна пешка на черно поле e5 · бяла пешка на бяло поле e4 · бял цар на черно поле c3 | черен цар на черно поле c5 · черна пешка на черно поле e5 · бяла пешка на бяло поле e4 · бял цар на черно поле c3 | черен цар на черно поле c5 · черна пешка на черно поле e5 · бяла пешка на бяло поле e4 · бял цар на черно поле c3 | черен цар на черно поле c5 · черна пешка на черно поле e5 · бяла пешка на бяло поле e4 · бял цар на черно поле c3 | черен цар на черно поле c5 · черна пешка на черно поле e5 · бяла пешка на бяло поле e4 · бял цар на черно поле c3 | черен цар на черно поле c5 · черна пешка на черно поле e5 · бяла пешка на бяло поле e4 · бял цар на черно поле c3 | черен цар на черно поле c5 · черна пешка на черно поле e5 · бяла пешка на бяло поле e4 · бял цар на черно поле c3 | 5 |
| 4 | черен цар на черно поле c5 · черна пешка на черно поле e5 · бяла пешка на бяло поле e4 · бял цар на черно поле c3 | черен цар на черно поле c5 · черна пешка на черно поле e5 · бяла пешка на бяло поле e4 · бял цар на черно поле c3 | черен цар на черно поле c5 · черна пешка на черно поле e5 · бяла пешка на бяло поле e4 · бял цар на черно поле c3 | черен цар на черно поле c5 · черна пешка на черно поле e5 · бяла пешка на бяло поле e4 · бял цар на черно поле c3 | черен цар на черно поле c5 · черна пешка на черно поле e5 · бяла пешка на бяло поле e4 · бял цар на черно поле c3 | черен цар на черно поле c5 · черна пешка на черно поле e5 · бяла пешка на бяло поле e4 · бял цар на черно поле c3 | черен цар на черно поле c5 · черна пешка на черно поле e5 · бяла пешка на бяло поле e4 · бял цар на черно поле c3 | черен цар на черно поле c5 · черна пешка на черно поле e5 · бяла пешка на бяло поле e4 · бял цар на черно поле c3 | 4 |
| 3 | черен цар на черно поле c5 · черна пешка на черно поле e5 · бяла пешка на бяло поле e4 · бял цар на черно поле c3 | черен цар на черно поле c5 · черна пешка на черно поле e5 · бяла пешка на бяло поле e4 · бял цар на черно поле c3 | черен цар на черно поле c5 · черна пешка на черно поле e5 · бяла пешка на бяло поле e4 · бял цар на черно поле c3 | черен цар на черно поле c5 · черна пешка на черно поле e5 · бяла пешка на бяло поле e4 · бял цар на черно поле c3 | черен цар на черно поле c5 · черна пешка на черно поле e5 · бяла пешка на бяло поле e4 · бял цар на черно поле c3 | черен цар на черно поле c5 · черна пешка на черно поле e5 · бяла пешка на бяло поле e4 · бял цар на черно поле c3 | черен цар на черно поле c5 · черна пешка на черно поле e5 · бяла пешка на бяло поле e4 · бял цар на черно поле c3 | черен цар на черно поле c5 · черна пешка на черно поле e5 · бяла пешка на бяло поле e4 · бял цар на черно поле c3 | 3 |
| 2 | черен цар на черно поле c5 · черна пешка на черно поле e5 · бяла пешка на бяло поле e4 · бял цар на черно поле c3 | черен цар на черно поле c5 · черна пешка на черно поле e5 · бяла пешка на бяло поле e4 · бял цар на черно поле c3 | черен цар на черно поле c5 · черна пешка на черно поле e5 · бяла пешка на бяло поле e4 · бял цар на черно поле c3 | черен цар на черно поле c5 · черна пешка на черно поле e5 · бяла пешка на бяло поле e4 · бял цар на черно поле c3 | черен цар на черно поле c5 · черна пешка на черно поле e5 · бяла пешка на бяло поле e4 · бял цар на черно поле c3 | черен цар на черно поле c5 · черна пешка на черно поле e5 · бяла пешка на бяло поле e4 · бял цар на черно поле c3 | черен цар на черно поле c5 · черна пешка на черно поле e5 · бяла пешка на бяло поле e4 · бял цар на черно поле c3 | черен цар на черно поле c5 · черна пешка на черно поле e5 · бяла пешка на бяло поле e4 · бял цар на черно поле c3 | 2 |
| 1 | черен цар на черно поле c5 · черна пешка на черно поле e5 · бяла пешка на бяло поле e4 · бял цар на черно поле c3 | черен цар на черно поле c5 · черна пешка на черно поле e5 · бяла пешка на бяло поле e4 · бял цар на черно поле c3 | черен цар на черно поле c5 · черна пешка на черно поле e5 · бяла пешка на бяло поле e4 · бял цар на черно поле c3 | черен цар на черно поле c5 · черна пешка на черно поле e5 · бяла пешка на бяло поле e4 · бял цар на черно поле c3 | черен цар на черно поле c5 · черна пешка на черно поле e5 · бяла пешка на бяло поле e4 · бял цар на черно поле c3 | черен цар на черно поле c5 · черна пешка на черно поле e5 · бяла пешка на бяло поле e4 · бял цар на черно поле c3 | черен цар на черно поле c5 · черна пешка на черно поле e5 · бяла пешка на бяло поле e4 · бял цар на черно поле c3 | черен цар на черно поле c5 · черна пешка на черно поле e5 · бяла пешка на бяло поле e4 · бял цар на черно поле c3 | 1 |
|   | a | b | c | d | e | f | g | h |   |

1. Цg7! h4 2. Цf6 Цb6 (след 2…h3 3. Це7 h2 4. c7 Цb7 5. Цd7 пешките стават царици едновременно) 3. Це5! Сега след 3…Ц:c6 4. Цf4 белият цар попада в квадрата на пешката и я задържа, а ако 3…h3, то след 4. Цd6 отново пешките едновременно се превръщат в дами. И в двата случая играта завършва наравно (реми).
В много случаи един от двата цвята може също да постигне равенство въпреки загубата на пионката си: това се случва, защото защитникът може да маневрира по такъв начин, че да предотврати достъпа до квадратите с абсолютна ефективност за противния цар. В позицията на диаграмата вдясно, черният цар успява да улови пешката на противника след 1. Цd3 Цb4 2. Це3 Цс3 3. Цf3 Цd3 4. Цf2 Ц:e4, но белият цар заема опозицията с 5. Це2, предотвратявайки произвеждането на пешката. Черните не могат дори да прибегнат до чакащи ходове: всъщност 4 ... Цg4 позволява на белите да подкрепят пионката с 5. Цf3.
Трябва да се отбележи обаче, че ако се премести позицията с един ред към 1-ва линия, тя наистина се печели от черните: в този случай всъщност улавянето на пешката се извършва на квадрат с абсолютна ефективност, така че черните нямат трудности при произвеждането ѝ.

## Пешечни окончания с блокирана двойка пешки

### Ключови полета
Ако двойката пешки е блокирана, влизането на царя в ключово поле гарантира, че блокиращата пешка печели, ако пешката продължи правилно. Това правило все още се прилага често и когато на дъската има други пионки. Победата на пешката може да бъде решаваща за играта. Борбата за ключово поле също често се води в опозиция в този ендшпил.
|   | a | b | c | d | e | f | g | h |   |
| 8 | черен кръст на бяло поле a6 · черен кръст на черно поле b6 · черен кръст на бяло поле c6 · черна пешка на черно поле d6 · черен кръст на бяло поле e6 · черен кръст на черно поле f6 · черен кръст на бяло поле g6 · черен кръг на черно поле a5 · черен кръг на бяло поле b5 · черен кръг на черно поле c5 · бяла пешка на бяло поле d5 · черен кръг на черно поле e5 · черен кръг на бяло поле f5 · черен кръг на черно поле g5 | черен кръст на бяло поле a6 · черен кръст на черно поле b6 · черен кръст на бяло поле c6 · черна пешка на черно поле d6 · черен кръст на бяло поле e6 · черен кръст на черно поле f6 · черен кръст на бяло поле g6 · черен кръг на черно поле a5 · черен кръг на бяло поле b5 · черен кръг на черно поле c5 · бяла пешка на бяло поле d5 · черен кръг на черно поле e5 · черен кръг на бяло поле f5 · черен кръг на черно поле g5 | черен кръст на бяло поле a6 · черен кръст на черно поле b6 · черен кръст на бяло поле c6 · черна пешка на черно поле d6 · черен кръст на бяло поле e6 · черен кръст на черно поле f6 · черен кръст на бяло поле g6 · черен кръг на черно поле a5 · черен кръг на бяло поле b5 · черен кръг на черно поле c5 · бяла пешка на бяло поле d5 · черен кръг на черно поле e5 · черен кръг на бяло поле f5 · черен кръг на черно поле g5 | черен кръст на бяло поле a6 · черен кръст на черно поле b6 · черен кръст на бяло поле c6 · черна пешка на черно поле d6 · черен кръст на бяло поле e6 · черен кръст на черно поле f6 · черен кръст на бяло поле g6 · черен кръг на черно поле a5 · черен кръг на бяло поле b5 · черен кръг на черно поле c5 · бяла пешка на бяло поле d5 · черен кръг на черно поле e5 · черен кръг на бяло поле f5 · черен кръг на черно поле g5 | черен кръст на бяло поле a6 · черен кръст на черно поле b6 · черен кръст на бяло поле c6 · черна пешка на черно поле d6 · черен кръст на бяло поле e6 · черен кръст на черно поле f6 · черен кръст на бяло поле g6 · черен кръг на черно поле a5 · черен кръг на бяло поле b5 · черен кръг на черно поле c5 · бяла пешка на бяло поле d5 · черен кръг на черно поле e5 · черен кръг на бяло поле f5 · черен кръг на черно поле g5 | черен кръст на бяло поле a6 · черен кръст на черно поле b6 · черен кръст на бяло поле c6 · черна пешка на черно поле d6 · черен кръст на бяло поле e6 · черен кръст на черно поле f6 · черен кръст на бяло поле g6 · черен кръг на черно поле a5 · черен кръг на бяло поле b5 · черен кръг на черно поле c5 · бяла пешка на бяло поле d5 · черен кръг на черно поле e5 · черен кръг на бяло поле f5 · черен кръг на черно поле g5 | черен кръст на бяло поле a6 · черен кръст на черно поле b6 · черен кръст на бяло поле c6 · черна пешка на черно поле d6 · черен кръст на бяло поле e6 · черен кръст на черно поле f6 · черен кръст на бяло поле g6 · черен кръг на черно поле a5 · черен кръг на бяло поле b5 · черен кръг на черно поле c5 · бяла пешка на бяло поле d5 · черен кръг на черно поле e5 · черен кръг на бяло поле f5 · черен кръг на черно поле g5 | черен кръст на бяло поле a6 · черен кръст на черно поле b6 · черен кръст на бяло поле c6 · черна пешка на черно поле d6 · черен кръст на бяло поле e6 · черен кръст на черно поле f6 · черен кръст на бяло поле g6 · черен кръг на черно поле a5 · черен кръг на бяло поле b5 · черен кръг на черно поле c5 · бяла пешка на бяло поле d5 · черен кръг на черно поле e5 · черен кръг на бяло поле f5 · черен кръг на черно поле g5 | 8 |
| 7 | черен кръст на бяло поле a6 · черен кръст на черно поле b6 · черен кръст на бяло поле c6 · черна пешка на черно поле d6 · черен кръст на бяло поле e6 · черен кръст на черно поле f6 · черен кръст на бяло поле g6 · черен кръг на черно поле a5 · черен кръг на бяло поле b5 · черен кръг на черно поле c5 · бяла пешка на бяло поле d5 · черен кръг на черно поле e5 · черен кръг на бяло поле f5 · черен кръг на черно поле g5 | черен кръст на бяло поле a6 · черен кръст на черно поле b6 · черен кръст на бяло поле c6 · черна пешка на черно поле d6 · черен кръст на бяло поле e6 · черен кръст на черно поле f6 · черен кръст на бяло поле g6 · черен кръг на черно поле a5 · черен кръг на бяло поле b5 · черен кръг на черно поле c5 · бяла пешка на бяло поле d5 · черен кръг на черно поле e5 · черен кръг на бяло поле f5 · черен кръг на черно поле g5 | черен кръст на бяло поле a6 · черен кръст на черно поле b6 · черен кръст на бяло поле c6 · черна пешка на черно поле d6 · черен кръст на бяло поле e6 · черен кръст на черно поле f6 · черен кръст на бяло поле g6 · черен кръг на черно поле a5 · черен кръг на бяло поле b5 · черен кръг на черно поле c5 · бяла пешка на бяло поле d5 · черен кръг на черно поле e5 · черен кръг на бяло поле f5 · черен кръг на черно поле g5 | черен кръст на бяло поле a6 · черен кръст на черно поле b6 · черен кръст на бяло поле c6 · черна пешка на черно поле d6 · черен кръст на бяло поле e6 · черен кръст на черно поле f6 · черен кръст на бяло поле g6 · черен кръг на черно поле a5 · черен кръг на бяло поле b5 · черен кръг на черно поле c5 · бяла пешка на бяло поле d5 · черен кръг на черно поле e5 · черен кръг на бяло поле f5 · черен кръг на черно поле g5 | черен кръст на бяло поле a6 · черен кръст на черно поле b6 · черен кръст на бяло поле c6 · черна пешка на черно поле d6 · черен кръст на бяло поле e6 · черен кръст на черно поле f6 · черен кръст на бяло поле g6 · черен кръг на черно поле a5 · черен кръг на бяло поле b5 · черен кръг на черно поле c5 · бяла пешка на бяло поле d5 · черен кръг на черно поле e5 · черен кръг на бяло поле f5 · черен кръг на черно поле g5 | черен кръст на бяло поле a6 · черен кръст на черно поле b6 · черен кръст на бяло поле c6 · черна пешка на черно поле d6 · черен кръст на бяло поле e6 · черен кръст на черно поле f6 · черен кръст на бяло поле g6 · черен кръг на черно поле a5 · черен кръг на бяло поле b5 · черен кръг на черно поле c5 · бяла пешка на бяло поле d5 · черен кръг на черно поле e5 · черен кръг на бяло поле f5 · черен кръг на черно поле g5 | черен кръст на бяло поле a6 · черен кръст на черно поле b6 · черен кръст на бяло поле c6 · черна пешка на черно поле d6 · черен кръст на бяло поле e6 · черен кръст на черно поле f6 · черен кръст на бяло поле g6 · черен кръг на черно поле a5 · черен кръг на бяло поле b5 · черен кръг на черно поле c5 · бяла пешка на бяло поле d5 · черен кръг на черно поле e5 · черен кръг на бяло поле f5 · черен кръг на черно поле g5 | черен кръст на бяло поле a6 · черен кръст на черно поле b6 · черен кръст на бяло поле c6 · черна пешка на черно поле d6 · черен кръст на бяло поле e6 · черен кръст на черно поле f6 · черен кръст на бяло поле g6 · черен кръг на черно поле a5 · черен кръг на бяло поле b5 · черен кръг на черно поле c5 · бяла пешка на бяло поле d5 · черен кръг на черно поле e5 · черен кръг на бяло поле f5 · черен кръг на черно поле g5 | 7 |
| 6 | черен кръст на бяло поле a6 · черен кръст на черно поле b6 · черен кръст на бяло поле c6 · черна пешка на черно поле d6 · черен кръст на бяло поле e6 · черен кръст на черно поле f6 · черен кръст на бяло поле g6 · черен кръг на черно поле a5 · черен кръг на бяло поле b5 · черен кръг на черно поле c5 · бяла пешка на бяло поле d5 · черен кръг на черно поле e5 · черен кръг на бяло поле f5 · черен кръг на черно поле g5 | черен кръст на бяло поле a6 · черен кръст на черно поле b6 · черен кръст на бяло поле c6 · черна пешка на черно поле d6 · черен кръст на бяло поле e6 · черен кръст на черно поле f6 · черен кръст на бяло поле g6 · черен кръг на черно поле a5 · черен кръг на бяло поле b5 · черен кръг на черно поле c5 · бяла пешка на бяло поле d5 · черен кръг на черно поле e5 · черен кръг на бяло поле f5 · черен кръг на черно поле g5 | черен кръст на бяло поле a6 · черен кръст на черно поле b6 · черен кръст на бяло поле c6 · черна пешка на черно поле d6 · черен кръст на бяло поле e6 · черен кръст на черно поле f6 · черен кръст на бяло поле g6 · черен кръг на черно поле a5 · черен кръг на бяло поле b5 · черен кръг на черно поле c5 · бяла пешка на бяло поле d5 · черен кръг на черно поле e5 · черен кръг на бяло поле f5 · черен кръг на черно поле g5 | черен кръст на бяло поле a6 · черен кръст на черно поле b6 · черен кръст на бяло поле c6 · черна пешка на черно поле d6 · черен кръст на бяло поле e6 · черен кръст на черно поле f6 · черен кръст на бяло поле g6 · черен кръг на черно поле a5 · черен кръг на бяло поле b5 · черен кръг на черно поле c5 · бяла пешка на бяло поле d5 · черен кръг на черно поле e5 · черен кръг на бяло поле f5 · черен кръг на черно поле g5 | черен кръст на бяло поле a6 · черен кръст на черно поле b6 · черен кръст на бяло поле c6 · черна пешка на черно поле d6 · черен кръст на бяло поле e6 · черен кръст на черно поле f6 · черен кръст на бяло поле g6 · черен кръг на черно поле a5 · черен кръг на бяло поле b5 · черен кръг на черно поле c5 · бяла пешка на бяло поле d5 · черен кръг на черно поле e5 · черен кръг на бяло поле f5 · черен кръг на черно поле g5 | черен кръст на бяло поле a6 · черен кръст на черно поле b6 · черен кръст на бяло поле c6 · черна пешка на черно поле d6 · черен кръст на бяло поле e6 · черен кръст на черно поле f6 · черен кръст на бяло поле g6 · черен кръг на черно поле a5 · черен кръг на бяло поле b5 · черен кръг на черно поле c5 · бяла пешка на бяло поле d5 · черен кръг на черно поле e5 · черен кръг на бяло поле f5 · черен кръг на черно поле g5 | черен кръст на бяло поле a6 · черен кръст на черно поле b6 · черен кръст на бяло поле c6 · черна пешка на черно поле d6 · черен кръст на бяло поле e6 · черен кръст на черно поле f6 · черен кръст на бяло поле g6 · черен кръг на черно поле a5 · черен кръг на бяло поле b5 · черен кръг на черно поле c5 · бяла пешка на бяло поле d5 · черен кръг на черно поле e5 · черен кръг на бяло поле f5 · черен кръг на черно поле g5 | черен кръст на бяло поле a6 · черен кръст на черно поле b6 · черен кръст на бяло поле c6 · черна пешка на черно поле d6 · черен кръст на бяло поле e6 · черен кръст на черно поле f6 · черен кръст на бяло поле g6 · черен кръг на черно поле a5 · черен кръг на бяло поле b5 · черен кръг на черно поле c5 · бяла пешка на бяло поле d5 · черен кръг на черно поле e5 · черен кръг на бяло поле f5 · черен кръг на черно поле g5 | 6 |
| 5 | черен кръст на бяло поле a6 · черен кръст на черно поле b6 · черен кръст на бяло поле c6 · черна пешка на черно поле d6 · черен кръст на бяло поле e6 · черен кръст на черно поле f6 · черен кръст на бяло поле g6 · черен кръг на черно поле a5 · черен кръг на бяло поле b5 · черен кръг на черно поле c5 · бяла пешка на бяло поле d5 · черен кръг на черно поле e5 · черен кръг на бяло поле f5 · черен кръг на черно поле g5 | черен кръст на бяло поле a6 · черен кръст на черно поле b6 · черен кръст на бяло поле c6 · черна пешка на черно поле d6 · черен кръст на бяло поле e6 · черен кръст на черно поле f6 · черен кръст на бяло поле g6 · черен кръг на черно поле a5 · черен кръг на бяло поле b5 · черен кръг на черно поле c5 · бяла пешка на бяло поле d5 · черен кръг на черно поле e5 · черен кръг на бяло поле f5 · черен кръг на черно поле g5 | черен кръст на бяло поле a6 · черен кръст на черно поле b6 · черен кръст на бяло поле c6 · черна пешка на черно поле d6 · черен кръст на бяло поле e6 · черен кръст на черно поле f6 · черен кръст на бяло поле g6 · черен кръг на черно поле a5 · черен кръг на бяло поле b5 · черен кръг на черно поле c5 · бяла пешка на бяло поле d5 · черен кръг на черно поле e5 · черен кръг на бяло поле f5 · черен кръг на черно поле g5 | черен кръст на бяло поле a6 · черен кръст на черно поле b6 · черен кръст на бяло поле c6 · черна пешка на черно поле d6 · черен кръст на бяло поле e6 · черен кръст на черно поле f6 · черен кръст на бяло поле g6 · черен кръг на черно поле a5 · черен кръг на бяло поле b5 · черен кръг на черно поле c5 · бяла пешка на бяло поле d5 · черен кръг на черно поле e5 · черен кръг на бяло поле f5 · черен кръг на черно поле g5 | черен кръст на бяло поле a6 · черен кръст на черно поле b6 · черен кръст на бяло поле c6 · черна пешка на черно поле d6 · черен кръст на бяло поле e6 · черен кръст на черно поле f6 · черен кръст на бяло поле g6 · черен кръг на черно поле a5 · черен кръг на бяло поле b5 · черен кръг на черно поле c5 · бяла пешка на бяло поле d5 · черен кръг на черно поле e5 · черен кръг на бяло поле f5 · черен кръг на черно поле g5 | черен кръст на бяло поле a6 · черен кръст на черно поле b6 · черен кръст на бяло поле c6 · черна пешка на черно поле d6 · черен кръст на бяло поле e6 · черен кръст на черно поле f6 · черен кръст на бяло поле g6 · черен кръг на черно поле a5 · черен кръг на бяло поле b5 · черен кръг на черно поле c5 · бяла пешка на бяло поле d5 · черен кръг на черно поле e5 · черен кръг на бяло поле f5 · черен кръг на черно поле g5 | черен кръст на бяло поле a6 · черен кръст на черно поле b6 · черен кръст на бяло поле c6 · черна пешка на черно поле d6 · черен кръст на бяло поле e6 · черен кръст на черно поле f6 · черен кръст на бяло поле g6 · черен кръг на черно поле a5 · черен кръг на бяло поле b5 · черен кръг на черно поле c5 · бяла пешка на бяло поле d5 · черен кръг на черно поле e5 · черен кръг на бяло поле f5 · черен кръг на черно поле g5 | черен кръст на бяло поле a6 · черен кръст на черно поле b6 · черен кръст на бяло поле c6 · черна пешка на черно поле d6 · черен кръст на бяло поле e6 · черен кръст на черно поле f6 · черен кръст на бяло поле g6 · черен кръг на черно поле a5 · черен кръг на бяло поле b5 · черен кръг на черно поле c5 · бяла пешка на бяло поле d5 · черен кръг на черно поле e5 · черен кръг на бяло поле f5 · черен кръг на черно поле g5 | 5 |
| 4 | черен кръст на бяло поле a6 · черен кръст на черно поле b6 · черен кръст на бяло поле c6 · черна пешка на черно поле d6 · черен кръст на бяло поле e6 · черен кръст на черно поле f6 · черен кръст на бяло поле g6 · черен кръг на черно поле a5 · черен кръг на бяло поле b5 · черен кръг на черно поле c5 · бяла пешка на бяло поле d5 · черен кръг на черно поле e5 · черен кръг на бяло поле f5 · черен кръг на черно поле g5 | черен кръст на бяло поле a6 · черен кръст на черно поле b6 · черен кръст на бяло поле c6 · черна пешка на черно поле d6 · черен кръст на бяло поле e6 · черен кръст на черно поле f6 · черен кръст на бяло поле g6 · черен кръг на черно поле a5 · черен кръг на бяло поле b5 · черен кръг на черно поле c5 · бяла пешка на бяло поле d5 · черен кръг на черно поле e5 · черен кръг на бяло поле f5 · черен кръг на черно поле g5 | черен кръст на бяло поле a6 · черен кръст на черно поле b6 · черен кръст на бяло поле c6 · черна пешка на черно поле d6 · черен кръст на бяло поле e6 · черен кръст на черно поле f6 · черен кръст на бяло поле g6 · черен кръг на черно поле a5 · черен кръг на бяло поле b5 · черен кръг на черно поле c5 · бяла пешка на бяло поле d5 · черен кръг на черно поле e5 · черен кръг на бяло поле f5 · черен кръг на черно поле g5 | черен кръст на бяло поле a6 · черен кръст на черно поле b6 · черен кръст на бяло поле c6 · черна пешка на черно поле d6 · черен кръст на бяло поле e6 · черен кръст на черно поле f6 · черен кръст на бяло поле g6 · черен кръг на черно поле a5 · черен кръг на бяло поле b5 · черен кръг на черно поле c5 · бяла пешка на бяло поле d5 · черен кръг на черно поле e5 · черен кръг на бяло поле f5 · черен кръг на черно поле g5 | черен кръст на бяло поле a6 · черен кръст на черно поле b6 · черен кръст на бяло поле c6 · черна пешка на черно поле d6 · черен кръст на бяло поле e6 · черен кръст на черно поле f6 · черен кръст на бяло поле g6 · черен кръг на черно поле a5 · черен кръг на бяло поле b5 · черен кръг на черно поле c5 · бяла пешка на бяло поле d5 · черен кръг на черно поле e5 · черен кръг на бяло поле f5 · черен кръг на черно поле g5 | черен кръст на бяло поле a6 · черен кръст на черно поле b6 · черен кръст на бяло поле c6 · черна пешка на черно поле d6 · черен кръст на бяло поле e6 · черен кръст на черно поле f6 · черен кръст на бяло поле g6 · черен кръг на черно поле a5 · черен кръг на бяло поле b5 · черен кръг на черно поле c5 · бяла пешка на бяло поле d5 · черен кръг на черно поле e5 · черен кръг на бяло поле f5 · черен кръг на черно поле g5 | черен кръст на бяло поле a6 · черен кръст на черно поле b6 · черен кръст на бяло поле c6 · черна пешка на черно поле d6 · черен кръст на бяло поле e6 · черен кръст на черно поле f6 · черен кръст на бяло поле g6 · черен кръг на черно поле a5 · черен кръг на бяло поле b5 · черен кръг на черно поле c5 · бяла пешка на бяло поле d5 · черен кръг на черно поле e5 · черен кръг на бяло поле f5 · черен кръг на черно поле g5 | черен кръст на бяло поле a6 · черен кръст на черно поле b6 · черен кръст на бяло поле c6 · черна пешка на черно поле d6 · черен кръст на бяло поле e6 · черен кръст на черно поле f6 · черен кръст на бяло поле g6 · черен кръг на черно поле a5 · черен кръг на бяло поле b5 · черен кръг на черно поле c5 · бяла пешка на бяло поле d5 · черен кръг на черно поле e5 · черен кръг на бяло поле f5 · черен кръг на черно поле g5 | 4 |
| 3 | черен кръст на бяло поле a6 · черен кръст на черно поле b6 · черен кръст на бяло поле c6 · черна пешка на черно поле d6 · черен кръст на бяло поле e6 · черен кръст на черно поле f6 · черен кръст на бяло поле g6 · черен кръг на черно поле a5 · черен кръг на бяло поле b5 · черен кръг на черно поле c5 · бяла пешка на бяло поле d5 · черен кръг на черно поле e5 · черен кръг на бяло поле f5 · черен кръг на черно поле g5 | черен кръст на бяло поле a6 · черен кръст на черно поле b6 · черен кръст на бяло поле c6 · черна пешка на черно поле d6 · черен кръст на бяло поле e6 · черен кръст на черно поле f6 · черен кръст на бяло поле g6 · черен кръг на черно поле a5 · черен кръг на бяло поле b5 · черен кръг на черно поле c5 · бяла пешка на бяло поле d5 · черен кръг на черно поле e5 · черен кръг на бяло поле f5 · черен кръг на черно поле g5 | черен кръст на бяло поле a6 · черен кръст на черно поле b6 · черен кръст на бяло поле c6 · черна пешка на черно поле d6 · черен кръст на бяло поле e6 · черен кръст на черно поле f6 · черен кръст на бяло поле g6 · черен кръг на черно поле a5 · черен кръг на бяло поле b5 · черен кръг на черно поле c5 · бяла пешка на бяло поле d5 · черен кръг на черно поле e5 · черен кръг на бяло поле f5 · черен кръг на черно поле g5 | черен кръст на бяло поле a6 · черен кръст на черно поле b6 · черен кръст на бяло поле c6 · черна пешка на черно поле d6 · черен кръст на бяло поле e6 · черен кръст на черно поле f6 · черен кръст на бяло поле g6 · черен кръг на черно поле a5 · черен кръг на бяло поле b5 · черен кръг на черно поле c5 · бяла пешка на бяло поле d5 · черен кръг на черно поле e5 · черен кръг на бяло поле f5 · черен кръг на черно поле g5 | черен кръст на бяло поле a6 · черен кръст на черно поле b6 · черен кръст на бяло поле c6 · черна пешка на черно поле d6 · черен кръст на бяло поле e6 · черен кръст на черно поле f6 · черен кръст на бяло поле g6 · черен кръг на черно поле a5 · черен кръг на бяло поле b5 · черен кръг на черно поле c5 · бяла пешка на бяло поле d5 · черен кръг на черно поле e5 · черен кръг на бяло поле f5 · черен кръг на черно поле g5 | черен кръст на бяло поле a6 · черен кръст на черно поле b6 · черен кръст на бяло поле c6 · черна пешка на черно поле d6 · черен кръст на бяло поле e6 · черен кръст на черно поле f6 · черен кръст на бяло поле g6 · черен кръг на черно поле a5 · черен кръг на бяло поле b5 · черен кръг на черно поле c5 · бяла пешка на бяло поле d5 · черен кръг на черно поле e5 · черен кръг на бяло поле f5 · черен кръг на черно поле g5 | черен кръст на бяло поле a6 · черен кръст на черно поле b6 · черен кръст на бяло поле c6 · черна пешка на черно поле d6 · черен кръст на бяло поле e6 · черен кръст на черно поле f6 · черен кръст на бяло поле g6 · черен кръг на черно поле a5 · черен кръг на бяло поле b5 · черен кръг на черно поле c5 · бяла пешка на бяло поле d5 · черен кръг на черно поле e5 · черен кръг на бяло поле f5 · черен кръг на черно поле g5 | черен кръст на бяло поле a6 · черен кръст на черно поле b6 · черен кръст на бяло поле c6 · черна пешка на черно поле d6 · черен кръст на бяло поле e6 · черен кръст на черно поле f6 · черен кръст на бяло поле g6 · черен кръг на черно поле a5 · черен кръг на бяло поле b5 · черен кръг на черно поле c5 · бяла пешка на бяло поле d5 · черен кръг на черно поле e5 · черен кръг на бяло поле f5 · черен кръг на черно поле g5 | 3 |
| 2 | черен кръст на бяло поле a6 · черен кръст на черно поле b6 · черен кръст на бяло поле c6 · черна пешка на черно поле d6 · черен кръст на бяло поле e6 · черен кръст на черно поле f6 · черен кръст на бяло поле g6 · черен кръг на черно поле a5 · черен кръг на бяло поле b5 · черен кръг на черно поле c5 · бяла пешка на бяло поле d5 · черен кръг на черно поле e5 · черен кръг на бяло поле f5 · черен кръг на черно поле g5 | черен кръст на бяло поле a6 · черен кръст на черно поле b6 · черен кръст на бяло поле c6 · черна пешка на черно поле d6 · черен кръст на бяло поле e6 · черен кръст на черно поле f6 · черен кръст на бяло поле g6 · черен кръг на черно поле a5 · черен кръг на бяло поле b5 · черен кръг на черно поле c5 · бяла пешка на бяло поле d5 · черен кръг на черно поле e5 · черен кръг на бяло поле f5 · черен кръг на черно поле g5 | черен кръст на бяло поле a6 · черен кръст на черно поле b6 · черен кръст на бяло поле c6 · черна пешка на черно поле d6 · черен кръст на бяло поле e6 · черен кръст на черно поле f6 · черен кръст на бяло поле g6 · черен кръг на черно поле a5 · черен кръг на бяло поле b5 · черен кръг на черно поле c5 · бяла пешка на бяло поле d5 · черен кръг на черно поле e5 · черен кръг на бяло поле f5 · черен кръг на черно поле g5 | черен кръст на бяло поле a6 · черен кръст на черно поле b6 · черен кръст на бяло поле c6 · черна пешка на черно поле d6 · черен кръст на бяло поле e6 · черен кръст на черно поле f6 · черен кръст на бяло поле g6 · черен кръг на черно поле a5 · черен кръг на бяло поле b5 · черен кръг на черно поле c5 · бяла пешка на бяло поле d5 · черен кръг на черно поле e5 · черен кръг на бяло поле f5 · черен кръг на черно поле g5 | черен кръст на бяло поле a6 · черен кръст на черно поле b6 · черен кръст на бяло поле c6 · черна пешка на черно поле d6 · черен кръст на бяло поле e6 · черен кръст на черно поле f6 · черен кръст на бяло поле g6 · черен кръг на черно поле a5 · черен кръг на бяло поле b5 · черен кръг на черно поле c5 · бяла пешка на бяло поле d5 · черен кръг на черно поле e5 · черен кръг на бяло поле f5 · черен кръг на черно поле g5 | черен кръст на бяло поле a6 · черен кръст на черно поле b6 · черен кръст на бяло поле c6 · черна пешка на черно поле d6 · черен кръст на бяло поле e6 · черен кръст на черно поле f6 · черен кръст на бяло поле g6 · черен кръг на черно поле a5 · черен кръг на бяло поле b5 · черен кръг на черно поле c5 · бяла пешка на бяло поле d5 · черен кръг на черно поле e5 · черен кръг на бяло поле f5 · черен кръг на черно поле g5 | черен кръст на бяло поле a6 · черен кръст на черно поле b6 · черен кръст на бяло поле c6 · черна пешка на черно поле d6 · черен кръст на бяло поле e6 · черен кръст на черно поле f6 · черен кръст на бяло поле g6 · черен кръг на черно поле a5 · черен кръг на бяло поле b5 · черен кръг на черно поле c5 · бяла пешка на бяло поле d5 · черен кръг на черно поле e5 · черен кръг на бяло поле f5 · черен кръг на черно поле g5 | черен кръст на бяло поле a6 · черен кръст на черно поле b6 · черен кръст на бяло поле c6 · черна пешка на черно поле d6 · черен кръст на бяло поле e6 · черен кръст на черно поле f6 · черен кръст на бяло поле g6 · черен кръг на черно поле a5 · черен кръг на бяло поле b5 · черен кръг на черно поле c5 · бяла пешка на бяло поле d5 · черен кръг на черно поле e5 · черен кръг на бяло поле f5 · черен кръг на черно поле g5 | 2 |
| 1 | черен кръст на бяло поле a6 · черен кръст на черно поле b6 · черен кръст на бяло поле c6 · черна пешка на черно поле d6 · черен кръст на бяло поле e6 · черен кръст на черно поле f6 · черен кръст на бяло поле g6 · черен кръг на черно поле a5 · черен кръг на бяло поле b5 · черен кръг на черно поле c5 · бяла пешка на бяло поле d5 · черен кръг на черно поле e5 · черен кръг на бяло поле f5 · черен кръг на черно поле g5 | черен кръст на бяло поле a6 · черен кръст на черно поле b6 · черен кръст на бяло поле c6 · черна пешка на черно поле d6 · черен кръст на бяло поле e6 · черен кръст на черно поле f6 · черен кръст на бяло поле g6 · черен кръг на черно поле a5 · черен кръг на бяло поле b5 · черен кръг на черно поле c5 · бяла пешка на бяло поле d5 · черен кръг на черно поле e5 · черен кръг на бяло поле f5 · черен кръг на черно поле g5 | черен кръст на бяло поле a6 · черен кръст на черно поле b6 · черен кръст на бяло поле c6 · черна пешка на черно поле d6 · черен кръст на бяло поле e6 · черен кръст на черно поле f6 · черен кръст на бяло поле g6 · черен кръг на черно поле a5 · черен кръг на бяло поле b5 · черен кръг на черно поле c5 · бяла пешка на бяло поле d5 · черен кръг на черно поле e5 · черен кръг на бяло поле f5 · черен кръг на черно поле g5 | черен кръст на бяло поле a6 · черен кръст на черно поле b6 · черен кръст на бяло поле c6 · черна пешка на черно поле d6 · черен кръст на бяло поле e6 · черен кръст на черно поле f6 · черен кръст на бяло поле g6 · черен кръг на черно поле a5 · черен кръг на бяло поле b5 · черен кръг на черно поле c5 · бяла пешка на бяло поле d5 · черен кръг на черно поле e5 · черен кръг на бяло поле f5 · черен кръг на черно поле g5 | черен кръст на бяло поле a6 · черен кръст на черно поле b6 · черен кръст на бяло поле c6 · черна пешка на черно поле d6 · черен кръст на бяло поле e6 · черен кръст на черно поле f6 · черен кръст на бяло поле g6 · черен кръг на черно поле a5 · черен кръг на бяло поле b5 · черен кръг на черно поле c5 · бяла пешка на бяло поле d5 · черен кръг на черно поле e5 · черен кръг на бяло поле f5 · черен кръг на черно поле g5 | черен кръст на бяло поле a6 · черен кръст на черно поле b6 · черен кръст на бяло поле c6 · черна пешка на черно поле d6 · черен кръст на бяло поле e6 · черен кръст на черно поле f6 · черен кръст на бяло поле g6 · черен кръг на черно поле a5 · черен кръг на бяло поле b5 · черен кръг на черно поле c5 · бяла пешка на бяло поле d5 · черен кръг на черно поле e5 · черен кръг на бяло поле f5 · черен кръг на черно поле g5 | черен кръст на бяло поле a6 · черен кръст на черно поле b6 · черен кръст на бяло поле c6 · черна пешка на черно поле d6 · черен кръст на бяло поле e6 · черен кръст на черно поле f6 · черен кръст на бяло поле g6 · черен кръг на черно поле a5 · черен кръг на бяло поле b5 · черен кръг на черно поле c5 · бяла пешка на бяло поле d5 · черен кръг на черно поле e5 · черен кръг на бяло поле f5 · черен кръг на черно поле g5 | черен кръст на бяло поле a6 · черен кръст на черно поле b6 · черен кръст на бяло поле c6 · черна пешка на черно поле d6 · черен кръст на бяло поле e6 · черен кръст на черно поле f6 · черен кръст на бяло поле g6 · черен кръг на черно поле a5 · черен кръг на бяло поле b5 · черен кръг на черно поле c5 · бяла пешка на бяло поле d5 · черен кръг на черно поле e5 · черен кръг на бяло поле f5 · черен кръг на черно поле g5 | 1 |
|   | a | b | c | d | e | f | g | h |   |

На диаграмата ключовите полета на бялата пешка са маркирани с кръст, а ключовите полета на черната пешка с черна точка. Има шест ключови квадратчета за блокирани пешки на двете централни линии. Те лежат един ред пред пешката и граничат с блокадата. Ако блокираната двойка пешка не са централни (на линиите d и е), може да има по-малко от шест квадратчета.
В примера за белите въвеждането на царя им на ключово поле означава спечелване на пешка и по този начин спечелване на играта, тъй като царят е веднага на ключово поле за собствената пешка, след като залови противниковата пешка.
За черните влизането в ключово поле също означава печалба на пешка, но играта завършва с равен резултат, ако защитаващият цар успее да заеме близката опозиция пред пешката непосредствено след залавянето на неговата пионка и по този начин защитава и трите ключови полета в елементарното пешечно окончание. Това е възможно много често.

## Пешечни окончания с няколко пешки

### Образуване на проходна пешка
Проходна пешка е пионка, която не може да бъде атакувана или блокирана от други пешки в цялата си колона. Проходните пионки обикновено се използват за оценка на финалните позиции при равен материал, в частност еднакъв брой пешки, защото те са единствените, които могат да се превърнат в дама или друга фигура.
|   | a | b | c | d | e | f | g | h |   |
| 8 | черна пешка на бяло поле d7 · черна пешка на бяло поле c6 · черна пешка на бяло поле g6 · бяла пешка на бяло поле c4 · бяла пешка на черно поле g3 · бяла пешка на бяло поле h3 | черна пешка на бяло поле d7 · черна пешка на бяло поле c6 · черна пешка на бяло поле g6 · бяла пешка на бяло поле c4 · бяла пешка на черно поле g3 · бяла пешка на бяло поле h3 | черна пешка на бяло поле d7 · черна пешка на бяло поле c6 · черна пешка на бяло поле g6 · бяла пешка на бяло поле c4 · бяла пешка на черно поле g3 · бяла пешка на бяло поле h3 | черна пешка на бяло поле d7 · черна пешка на бяло поле c6 · черна пешка на бяло поле g6 · бяла пешка на бяло поле c4 · бяла пешка на черно поле g3 · бяла пешка на бяло поле h3 | черна пешка на бяло поле d7 · черна пешка на бяло поле c6 · черна пешка на бяло поле g6 · бяла пешка на бяло поле c4 · бяла пешка на черно поле g3 · бяла пешка на бяло поле h3 | черна пешка на бяло поле d7 · черна пешка на бяло поле c6 · черна пешка на бяло поле g6 · бяла пешка на бяло поле c4 · бяла пешка на черно поле g3 · бяла пешка на бяло поле h3 | черна пешка на бяло поле d7 · черна пешка на бяло поле c6 · черна пешка на бяло поле g6 · бяла пешка на бяло поле c4 · бяла пешка на черно поле g3 · бяла пешка на бяло поле h3 | черна пешка на бяло поле d7 · черна пешка на бяло поле c6 · черна пешка на бяло поле g6 · бяла пешка на бяло поле c4 · бяла пешка на черно поле g3 · бяла пешка на бяло поле h3 | 8 |
| 7 | черна пешка на бяло поле d7 · черна пешка на бяло поле c6 · черна пешка на бяло поле g6 · бяла пешка на бяло поле c4 · бяла пешка на черно поле g3 · бяла пешка на бяло поле h3 | черна пешка на бяло поле d7 · черна пешка на бяло поле c6 · черна пешка на бяло поле g6 · бяла пешка на бяло поле c4 · бяла пешка на черно поле g3 · бяла пешка на бяло поле h3 | черна пешка на бяло поле d7 · черна пешка на бяло поле c6 · черна пешка на бяло поле g6 · бяла пешка на бяло поле c4 · бяла пешка на черно поле g3 · бяла пешка на бяло поле h3 | черна пешка на бяло поле d7 · черна пешка на бяло поле c6 · черна пешка на бяло поле g6 · бяла пешка на бяло поле c4 · бяла пешка на черно поле g3 · бяла пешка на бяло поле h3 | черна пешка на бяло поле d7 · черна пешка на бяло поле c6 · черна пешка на бяло поле g6 · бяла пешка на бяло поле c4 · бяла пешка на черно поле g3 · бяла пешка на бяло поле h3 | черна пешка на бяло поле d7 · черна пешка на бяло поле c6 · черна пешка на бяло поле g6 · бяла пешка на бяло поле c4 · бяла пешка на черно поле g3 · бяла пешка на бяло поле h3 | черна пешка на бяло поле d7 · черна пешка на бяло поле c6 · черна пешка на бяло поле g6 · бяла пешка на бяло поле c4 · бяла пешка на черно поле g3 · бяла пешка на бяло поле h3 | черна пешка на бяло поле d7 · черна пешка на бяло поле c6 · черна пешка на бяло поле g6 · бяла пешка на бяло поле c4 · бяла пешка на черно поле g3 · бяла пешка на бяло поле h3 | 7 |
| 6 | черна пешка на бяло поле d7 · черна пешка на бяло поле c6 · черна пешка на бяло поле g6 · бяла пешка на бяло поле c4 · бяла пешка на черно поле g3 · бяла пешка на бяло поле h3 | черна пешка на бяло поле d7 · черна пешка на бяло поле c6 · черна пешка на бяло поле g6 · бяла пешка на бяло поле c4 · бяла пешка на черно поле g3 · бяла пешка на бяло поле h3 | черна пешка на бяло поле d7 · черна пешка на бяло поле c6 · черна пешка на бяло поле g6 · бяла пешка на бяло поле c4 · бяла пешка на черно поле g3 · бяла пешка на бяло поле h3 | черна пешка на бяло поле d7 · черна пешка на бяло поле c6 · черна пешка на бяло поле g6 · бяла пешка на бяло поле c4 · бяла пешка на черно поле g3 · бяла пешка на бяло поле h3 | черна пешка на бяло поле d7 · черна пешка на бяло поле c6 · черна пешка на бяло поле g6 · бяла пешка на бяло поле c4 · бяла пешка на черно поле g3 · бяла пешка на бяло поле h3 | черна пешка на бяло поле d7 · черна пешка на бяло поле c6 · черна пешка на бяло поле g6 · бяла пешка на бяло поле c4 · бяла пешка на черно поле g3 · бяла пешка на бяло поле h3 | черна пешка на бяло поле d7 · черна пешка на бяло поле c6 · черна пешка на бяло поле g6 · бяла пешка на бяло поле c4 · бяла пешка на черно поле g3 · бяла пешка на бяло поле h3 | черна пешка на бяло поле d7 · черна пешка на бяло поле c6 · черна пешка на бяло поле g6 · бяла пешка на бяло поле c4 · бяла пешка на черно поле g3 · бяла пешка на бяло поле h3 | 6 |
| 5 | черна пешка на бяло поле d7 · черна пешка на бяло поле c6 · черна пешка на бяло поле g6 · бяла пешка на бяло поле c4 · бяла пешка на черно поле g3 · бяла пешка на бяло поле h3 | черна пешка на бяло поле d7 · черна пешка на бяло поле c6 · черна пешка на бяло поле g6 · бяла пешка на бяло поле c4 · бяла пешка на черно поле g3 · бяла пешка на бяло поле h3 | черна пешка на бяло поле d7 · черна пешка на бяло поле c6 · черна пешка на бяло поле g6 · бяла пешка на бяло поле c4 · бяла пешка на черно поле g3 · бяла пешка на бяло поле h3 | черна пешка на бяло поле d7 · черна пешка на бяло поле c6 · черна пешка на бяло поле g6 · бяла пешка на бяло поле c4 · бяла пешка на черно поле g3 · бяла пешка на бяло поле h3 | черна пешка на бяло поле d7 · черна пешка на бяло поле c6 · черна пешка на бяло поле g6 · бяла пешка на бяло поле c4 · бяла пешка на черно поле g3 · бяла пешка на бяло поле h3 | черна пешка на бяло поле d7 · черна пешка на бяло поле c6 · черна пешка на бяло поле g6 · бяла пешка на бяло поле c4 · бяла пешка на черно поле g3 · бяла пешка на бяло поле h3 | черна пешка на бяло поле d7 · черна пешка на бяло поле c6 · черна пешка на бяло поле g6 · бяла пешка на бяло поле c4 · бяла пешка на черно поле g3 · бяла пешка на бяло поле h3 | черна пешка на бяло поле d7 · черна пешка на бяло поле c6 · черна пешка на бяло поле g6 · бяла пешка на бяло поле c4 · бяла пешка на черно поле g3 · бяла пешка на бяло поле h3 | 5 |
| 4 | черна пешка на бяло поле d7 · черна пешка на бяло поле c6 · черна пешка на бяло поле g6 · бяла пешка на бяло поле c4 · бяла пешка на черно поле g3 · бяла пешка на бяло поле h3 | черна пешка на бяло поле d7 · черна пешка на бяло поле c6 · черна пешка на бяло поле g6 · бяла пешка на бяло поле c4 · бяла пешка на черно поле g3 · бяла пешка на бяло поле h3 | черна пешка на бяло поле d7 · черна пешка на бяло поле c6 · черна пешка на бяло поле g6 · бяла пешка на бяло поле c4 · бяла пешка на черно поле g3 · бяла пешка на бяло поле h3 | черна пешка на бяло поле d7 · черна пешка на бяло поле c6 · черна пешка на бяло поле g6 · бяла пешка на бяло поле c4 · бяла пешка на черно поле g3 · бяла пешка на бяло поле h3 | черна пешка на бяло поле d7 · черна пешка на бяло поле c6 · черна пешка на бяло поле g6 · бяла пешка на бяло поле c4 · бяла пешка на черно поле g3 · бяла пешка на бяло поле h3 | черна пешка на бяло поле d7 · черна пешка на бяло поле c6 · черна пешка на бяло поле g6 · бяла пешка на бяло поле c4 · бяла пешка на черно поле g3 · бяла пешка на бяло поле h3 | черна пешка на бяло поле d7 · черна пешка на бяло поле c6 · черна пешка на бяло поле g6 · бяла пешка на бяло поле c4 · бяла пешка на черно поле g3 · бяла пешка на бяло поле h3 | черна пешка на бяло поле d7 · черна пешка на бяло поле c6 · черна пешка на бяло поле g6 · бяла пешка на бяло поле c4 · бяла пешка на черно поле g3 · бяла пешка на бяло поле h3 | 4 |
| 3 | черна пешка на бяло поле d7 · черна пешка на бяло поле c6 · черна пешка на бяло поле g6 · бяла пешка на бяло поле c4 · бяла пешка на черно поле g3 · бяла пешка на бяло поле h3 | черна пешка на бяло поле d7 · черна пешка на бяло поле c6 · черна пешка на бяло поле g6 · бяла пешка на бяло поле c4 · бяла пешка на черно поле g3 · бяла пешка на бяло поле h3 | черна пешка на бяло поле d7 · черна пешка на бяло поле c6 · черна пешка на бяло поле g6 · бяла пешка на бяло поле c4 · бяла пешка на черно поле g3 · бяла пешка на бяло поле h3 | черна пешка на бяло поле d7 · черна пешка на бяло поле c6 · черна пешка на бяло поле g6 · бяла пешка на бяло поле c4 · бяла пешка на черно поле g3 · бяла пешка на бяло поле h3 | черна пешка на бяло поле d7 · черна пешка на бяло поле c6 · черна пешка на бяло поле g6 · бяла пешка на бяло поле c4 · бяла пешка на черно поле g3 · бяла пешка на бяло поле h3 | черна пешка на бяло поле d7 · черна пешка на бяло поле c6 · черна пешка на бяло поле g6 · бяла пешка на бяло поле c4 · бяла пешка на черно поле g3 · бяла пешка на бяло поле h3 | черна пешка на бяло поле d7 · черна пешка на бяло поле c6 · черна пешка на бяло поле g6 · бяла пешка на бяло поле c4 · бяла пешка на черно поле g3 · бяла пешка на бяло поле h3 | черна пешка на бяло поле d7 · черна пешка на бяло поле c6 · черна пешка на бяло поле g6 · бяла пешка на бяло поле c4 · бяла пешка на черно поле g3 · бяла пешка на бяло поле h3 | 3 |
| 2 | черна пешка на бяло поле d7 · черна пешка на бяло поле c6 · черна пешка на бяло поле g6 · бяла пешка на бяло поле c4 · бяла пешка на черно поле g3 · бяла пешка на бяло поле h3 | черна пешка на бяло поле d7 · черна пешка на бяло поле c6 · черна пешка на бяло поле g6 · бяла пешка на бяло поле c4 · бяла пешка на черно поле g3 · бяла пешка на бяло поле h3 | черна пешка на бяло поле d7 · черна пешка на бяло поле c6 · черна пешка на бяло поле g6 · бяла пешка на бяло поле c4 · бяла пешка на черно поле g3 · бяла пешка на бяло поле h3 | черна пешка на бяло поле d7 · черна пешка на бяло поле c6 · черна пешка на бяло поле g6 · бяла пешка на бяло поле c4 · бяла пешка на черно поле g3 · бяла пешка на бяло поле h3 | черна пешка на бяло поле d7 · черна пешка на бяло поле c6 · черна пешка на бяло поле g6 · бяла пешка на бяло поле c4 · бяла пешка на черно поле g3 · бяла пешка на бяло поле h3 | черна пешка на бяло поле d7 · черна пешка на бяло поле c6 · черна пешка на бяло поле g6 · бяла пешка на бяло поле c4 · бяла пешка на черно поле g3 · бяла пешка на бяло поле h3 | черна пешка на бяло поле d7 · черна пешка на бяло поле c6 · черна пешка на бяло поле g6 · бяла пешка на бяло поле c4 · бяла пешка на черно поле g3 · бяла пешка на бяло поле h3 | черна пешка на бяло поле d7 · черна пешка на бяло поле c6 · черна пешка на бяло поле g6 · бяла пешка на бяло поле c4 · бяла пешка на черно поле g3 · бяла пешка на бяло поле h3 | 2 |
| 1 | черна пешка на бяло поле d7 · черна пешка на бяло поле c6 · черна пешка на бяло поле g6 · бяла пешка на бяло поле c4 · бяла пешка на черно поле g3 · бяла пешка на бяло поле h3 | черна пешка на бяло поле d7 · черна пешка на бяло поле c6 · черна пешка на бяло поле g6 · бяла пешка на бяло поле c4 · бяла пешка на черно поле g3 · бяла пешка на бяло поле h3 | черна пешка на бяло поле d7 · черна пешка на бяло поле c6 · черна пешка на бяло поле g6 · бяла пешка на бяло поле c4 · бяла пешка на черно поле g3 · бяла пешка на бяло поле h3 | черна пешка на бяло поле d7 · черна пешка на бяло поле c6 · черна пешка на бяло поле g6 · бяла пешка на бяло поле c4 · бяла пешка на черно поле g3 · бяла пешка на бяло поле h3 | черна пешка на бяло поле d7 · черна пешка на бяло поле c6 · черна пешка на бяло поле g6 · бяла пешка на бяло поле c4 · бяла пешка на черно поле g3 · бяла пешка на бяло поле h3 | черна пешка на бяло поле d7 · черна пешка на бяло поле c6 · черна пешка на бяло поле g6 · бяла пешка на бяло поле c4 · бяла пешка на черно поле g3 · бяла пешка на бяло поле h3 | черна пешка на бяло поле d7 · черна пешка на бяло поле c6 · черна пешка на бяло поле g6 · бяла пешка на бяло поле c4 · бяла пешка на черно поле g3 · бяла пешка на бяло поле h3 | черна пешка на бяло поле d7 · черна пешка на бяло поле c6 · черна пешка на бяло поле g6 · бяла пешка на бяло поле c4 · бяла пешка на черно поле g3 · бяла пешка на бяло поле h3 | 1 |
|   | a | b | c | d | e | f | g | h |   |

На диаграмата вдясно фигурите могат да бъдат разделени на кандидати, пазачи и помощници. От гледна точка на белите, пионката на h3 е кандидат. Кандидатът все още не е проходна пешка, тъй като линията пред него е свободна от черни пешки, но на линията отляво или отдясно има поне един пазач. Пазач на белия кандидат на h3 е черната пешка на g6. Тя охранява линиите h и f пред себе си. Макар че правилото за финалната игра е кандидатът изпреварва (премества се първо кандидата, а след това помощника), това не означава, че белите трябва просто да пуснат пешката h да марширува до h8. Тъй като черен пазач чака g6, образуването на проходна пешка е възможно само с подкрепата на пешката на g3, която е помощникът в този пример.
От гледна точка на белите: кандидат е пешката h3; помощник – g3; собствени пазачи са пешките c4, g3 и h3; чужди пазачи – c6, d7 и g6.
От гледна точка на черните: кандидат е пешката d7; помощник: c6; собствени пазачи са пешките c6, d7, g6; чужди пазачи – c4, g3 и h3.
За да се помогне на кандидата да постигне пробив, обикновено се изискват поне толкова помощници в близост до кандидата, колкото чужди пазачи има там. Белите могат да започнат пробив за движение с ходовете h3 – h4, g3 – g4, h4 – h5. Черните също може да подготвят пробив с d7 – d5. Тъй като пробивът на черните е по-бърз от този на белите, белите не трябва да започват с 1. h3 – h4, а вместо това да използват c4 – c5, за да се възползват от факта, че черният кандидат на d7 все още е зад своя помощник c6. По този начин черната пешка на d7 е назад.

### Пробив на пешка
|   | a | b | c | d | e | f | g | h |   |
| 8 | черна пешка на черно поле a7 · черна пешка на бяло поле b7 · черна пешка на черно поле c7 · бяла пешка на черно поле a5 · бяла пешка на бяло поле b5 · бяла пешка на черно поле c5 · черен цар на бяло поле g4 · бял цар на бяло поле g2 | черна пешка на черно поле a7 · черна пешка на бяло поле b7 · черна пешка на черно поле c7 · бяла пешка на черно поле a5 · бяла пешка на бяло поле b5 · бяла пешка на черно поле c5 · черен цар на бяло поле g4 · бял цар на бяло поле g2 | черна пешка на черно поле a7 · черна пешка на бяло поле b7 · черна пешка на черно поле c7 · бяла пешка на черно поле a5 · бяла пешка на бяло поле b5 · бяла пешка на черно поле c5 · черен цар на бяло поле g4 · бял цар на бяло поле g2 | черна пешка на черно поле a7 · черна пешка на бяло поле b7 · черна пешка на черно поле c7 · бяла пешка на черно поле a5 · бяла пешка на бяло поле b5 · бяла пешка на черно поле c5 · черен цар на бяло поле g4 · бял цар на бяло поле g2 | черна пешка на черно поле a7 · черна пешка на бяло поле b7 · черна пешка на черно поле c7 · бяла пешка на черно поле a5 · бяла пешка на бяло поле b5 · бяла пешка на черно поле c5 · черен цар на бяло поле g4 · бял цар на бяло поле g2 | черна пешка на черно поле a7 · черна пешка на бяло поле b7 · черна пешка на черно поле c7 · бяла пешка на черно поле a5 · бяла пешка на бяло поле b5 · бяла пешка на черно поле c5 · черен цар на бяло поле g4 · бял цар на бяло поле g2 | черна пешка на черно поле a7 · черна пешка на бяло поле b7 · черна пешка на черно поле c7 · бяла пешка на черно поле a5 · бяла пешка на бяло поле b5 · бяла пешка на черно поле c5 · черен цар на бяло поле g4 · бял цар на бяло поле g2 | черна пешка на черно поле a7 · черна пешка на бяло поле b7 · черна пешка на черно поле c7 · бяла пешка на черно поле a5 · бяла пешка на бяло поле b5 · бяла пешка на черно поле c5 · черен цар на бяло поле g4 · бял цар на бяло поле g2 | 8 |
| 7 | черна пешка на черно поле a7 · черна пешка на бяло поле b7 · черна пешка на черно поле c7 · бяла пешка на черно поле a5 · бяла пешка на бяло поле b5 · бяла пешка на черно поле c5 · черен цар на бяло поле g4 · бял цар на бяло поле g2 | черна пешка на черно поле a7 · черна пешка на бяло поле b7 · черна пешка на черно поле c7 · бяла пешка на черно поле a5 · бяла пешка на бяло поле b5 · бяла пешка на черно поле c5 · черен цар на бяло поле g4 · бял цар на бяло поле g2 | черна пешка на черно поле a7 · черна пешка на бяло поле b7 · черна пешка на черно поле c7 · бяла пешка на черно поле a5 · бяла пешка на бяло поле b5 · бяла пешка на черно поле c5 · черен цар на бяло поле g4 · бял цар на бяло поле g2 | черна пешка на черно поле a7 · черна пешка на бяло поле b7 · черна пешка на черно поле c7 · бяла пешка на черно поле a5 · бяла пешка на бяло поле b5 · бяла пешка на черно поле c5 · черен цар на бяло поле g4 · бял цар на бяло поле g2 | черна пешка на черно поле a7 · черна пешка на бяло поле b7 · черна пешка на черно поле c7 · бяла пешка на черно поле a5 · бяла пешка на бяло поле b5 · бяла пешка на черно поле c5 · черен цар на бяло поле g4 · бял цар на бяло поле g2 | черна пешка на черно поле a7 · черна пешка на бяло поле b7 · черна пешка на черно поле c7 · бяла пешка на черно поле a5 · бяла пешка на бяло поле b5 · бяла пешка на черно поле c5 · черен цар на бяло поле g4 · бял цар на бяло поле g2 | черна пешка на черно поле a7 · черна пешка на бяло поле b7 · черна пешка на черно поле c7 · бяла пешка на черно поле a5 · бяла пешка на бяло поле b5 · бяла пешка на черно поле c5 · черен цар на бяло поле g4 · бял цар на бяло поле g2 | черна пешка на черно поле a7 · черна пешка на бяло поле b7 · черна пешка на черно поле c7 · бяла пешка на черно поле a5 · бяла пешка на бяло поле b5 · бяла пешка на черно поле c5 · черен цар на бяло поле g4 · бял цар на бяло поле g2 | 7 |
| 6 | черна пешка на черно поле a7 · черна пешка на бяло поле b7 · черна пешка на черно поле c7 · бяла пешка на черно поле a5 · бяла пешка на бяло поле b5 · бяла пешка на черно поле c5 · черен цар на бяло поле g4 · бял цар на бяло поле g2 | черна пешка на черно поле a7 · черна пешка на бяло поле b7 · черна пешка на черно поле c7 · бяла пешка на черно поле a5 · бяла пешка на бяло поле b5 · бяла пешка на черно поле c5 · черен цар на бяло поле g4 · бял цар на бяло поле g2 | черна пешка на черно поле a7 · черна пешка на бяло поле b7 · черна пешка на черно поле c7 · бяла пешка на черно поле a5 · бяла пешка на бяло поле b5 · бяла пешка на черно поле c5 · черен цар на бяло поле g4 · бял цар на бяло поле g2 | черна пешка на черно поле a7 · черна пешка на бяло поле b7 · черна пешка на черно поле c7 · бяла пешка на черно поле a5 · бяла пешка на бяло поле b5 · бяла пешка на черно поле c5 · черен цар на бяло поле g4 · бял цар на бяло поле g2 | черна пешка на черно поле a7 · черна пешка на бяло поле b7 · черна пешка на черно поле c7 · бяла пешка на черно поле a5 · бяла пешка на бяло поле b5 · бяла пешка на черно поле c5 · черен цар на бяло поле g4 · бял цар на бяло поле g2 | черна пешка на черно поле a7 · черна пешка на бяло поле b7 · черна пешка на черно поле c7 · бяла пешка на черно поле a5 · бяла пешка на бяло поле b5 · бяла пешка на черно поле c5 · черен цар на бяло поле g4 · бял цар на бяло поле g2 | черна пешка на черно поле a7 · черна пешка на бяло поле b7 · черна пешка на черно поле c7 · бяла пешка на черно поле a5 · бяла пешка на бяло поле b5 · бяла пешка на черно поле c5 · черен цар на бяло поле g4 · бял цар на бяло поле g2 | черна пешка на черно поле a7 · черна пешка на бяло поле b7 · черна пешка на черно поле c7 · бяла пешка на черно поле a5 · бяла пешка на бяло поле b5 · бяла пешка на черно поле c5 · черен цар на бяло поле g4 · бял цар на бяло поле g2 | 6 |
| 5 | черна пешка на черно поле a7 · черна пешка на бяло поле b7 · черна пешка на черно поле c7 · бяла пешка на черно поле a5 · бяла пешка на бяло поле b5 · бяла пешка на черно поле c5 · черен цар на бяло поле g4 · бял цар на бяло поле g2 | черна пешка на черно поле a7 · черна пешка на бяло поле b7 · черна пешка на черно поле c7 · бяла пешка на черно поле a5 · бяла пешка на бяло поле b5 · бяла пешка на черно поле c5 · черен цар на бяло поле g4 · бял цар на бяло поле g2 | черна пешка на черно поле a7 · черна пешка на бяло поле b7 · черна пешка на черно поле c7 · бяла пешка на черно поле a5 · бяла пешка на бяло поле b5 · бяла пешка на черно поле c5 · черен цар на бяло поле g4 · бял цар на бяло поле g2 | черна пешка на черно поле a7 · черна пешка на бяло поле b7 · черна пешка на черно поле c7 · бяла пешка на черно поле a5 · бяла пешка на бяло поле b5 · бяла пешка на черно поле c5 · черен цар на бяло поле g4 · бял цар на бяло поле g2 | черна пешка на черно поле a7 · черна пешка на бяло поле b7 · черна пешка на черно поле c7 · бяла пешка на черно поле a5 · бяла пешка на бяло поле b5 · бяла пешка на черно поле c5 · черен цар на бяло поле g4 · бял цар на бяло поле g2 | черна пешка на черно поле a7 · черна пешка на бяло поле b7 · черна пешка на черно поле c7 · бяла пешка на черно поле a5 · бяла пешка на бяло поле b5 · бяла пешка на черно поле c5 · черен цар на бяло поле g4 · бял цар на бяло поле g2 | черна пешка на черно поле a7 · черна пешка на бяло поле b7 · черна пешка на черно поле c7 · бяла пешка на черно поле a5 · бяла пешка на бяло поле b5 · бяла пешка на черно поле c5 · черен цар на бяло поле g4 · бял цар на бяло поле g2 | черна пешка на черно поле a7 · черна пешка на бяло поле b7 · черна пешка на черно поле c7 · бяла пешка на черно поле a5 · бяла пешка на бяло поле b5 · бяла пешка на черно поле c5 · черен цар на бяло поле g4 · бял цар на бяло поле g2 | 5 |
| 4 | черна пешка на черно поле a7 · черна пешка на бяло поле b7 · черна пешка на черно поле c7 · бяла пешка на черно поле a5 · бяла пешка на бяло поле b5 · бяла пешка на черно поле c5 · черен цар на бяло поле g4 · бял цар на бяло поле g2 | черна пешка на черно поле a7 · черна пешка на бяло поле b7 · черна пешка на черно поле c7 · бяла пешка на черно поле a5 · бяла пешка на бяло поле b5 · бяла пешка на черно поле c5 · черен цар на бяло поле g4 · бял цар на бяло поле g2 | черна пешка на черно поле a7 · черна пешка на бяло поле b7 · черна пешка на черно поле c7 · бяла пешка на черно поле a5 · бяла пешка на бяло поле b5 · бяла пешка на черно поле c5 · черен цар на бяло поле g4 · бял цар на бяло поле g2 | черна пешка на черно поле a7 · черна пешка на бяло поле b7 · черна пешка на черно поле c7 · бяла пешка на черно поле a5 · бяла пешка на бяло поле b5 · бяла пешка на черно поле c5 · черен цар на бяло поле g4 · бял цар на бяло поле g2 | черна пешка на черно поле a7 · черна пешка на бяло поле b7 · черна пешка на черно поле c7 · бяла пешка на черно поле a5 · бяла пешка на бяло поле b5 · бяла пешка на черно поле c5 · черен цар на бяло поле g4 · бял цар на бяло поле g2 | черна пешка на черно поле a7 · черна пешка на бяло поле b7 · черна пешка на черно поле c7 · бяла пешка на черно поле a5 · бяла пешка на бяло поле b5 · бяла пешка на черно поле c5 · черен цар на бяло поле g4 · бял цар на бяло поле g2 | черна пешка на черно поле a7 · черна пешка на бяло поле b7 · черна пешка на черно поле c7 · бяла пешка на черно поле a5 · бяла пешка на бяло поле b5 · бяла пешка на черно поле c5 · черен цар на бяло поле g4 · бял цар на бяло поле g2 | черна пешка на черно поле a7 · черна пешка на бяло поле b7 · черна пешка на черно поле c7 · бяла пешка на черно поле a5 · бяла пешка на бяло поле b5 · бяла пешка на черно поле c5 · черен цар на бяло поле g4 · бял цар на бяло поле g2 | 4 |
| 3 | черна пешка на черно поле a7 · черна пешка на бяло поле b7 · черна пешка на черно поле c7 · бяла пешка на черно поле a5 · бяла пешка на бяло поле b5 · бяла пешка на черно поле c5 · черен цар на бяло поле g4 · бял цар на бяло поле g2 | черна пешка на черно поле a7 · черна пешка на бяло поле b7 · черна пешка на черно поле c7 · бяла пешка на черно поле a5 · бяла пешка на бяло поле b5 · бяла пешка на черно поле c5 · черен цар на бяло поле g4 · бял цар на бяло поле g2 | черна пешка на черно поле a7 · черна пешка на бяло поле b7 · черна пешка на черно поле c7 · бяла пешка на черно поле a5 · бяла пешка на бяло поле b5 · бяла пешка на черно поле c5 · черен цар на бяло поле g4 · бял цар на бяло поле g2 | черна пешка на черно поле a7 · черна пешка на бяло поле b7 · черна пешка на черно поле c7 · бяла пешка на черно поле a5 · бяла пешка на бяло поле b5 · бяла пешка на черно поле c5 · черен цар на бяло поле g4 · бял цар на бяло поле g2 | черна пешка на черно поле a7 · черна пешка на бяло поле b7 · черна пешка на черно поле c7 · бяла пешка на черно поле a5 · бяла пешка на бяло поле b5 · бяла пешка на черно поле c5 · черен цар на бяло поле g4 · бял цар на бяло поле g2 | черна пешка на черно поле a7 · черна пешка на бяло поле b7 · черна пешка на черно поле c7 · бяла пешка на черно поле a5 · бяла пешка на бяло поле b5 · бяла пешка на черно поле c5 · черен цар на бяло поле g4 · бял цар на бяло поле g2 | черна пешка на черно поле a7 · черна пешка на бяло поле b7 · черна пешка на черно поле c7 · бяла пешка на черно поле a5 · бяла пешка на бяло поле b5 · бяла пешка на черно поле c5 · черен цар на бяло поле g4 · бял цар на бяло поле g2 | черна пешка на черно поле a7 · черна пешка на бяло поле b7 · черна пешка на черно поле c7 · бяла пешка на черно поле a5 · бяла пешка на бяло поле b5 · бяла пешка на черно поле c5 · черен цар на бяло поле g4 · бял цар на бяло поле g2 | 3 |
| 2 | черна пешка на черно поле a7 · черна пешка на бяло поле b7 · черна пешка на черно поле c7 · бяла пешка на черно поле a5 · бяла пешка на бяло поле b5 · бяла пешка на черно поле c5 · черен цар на бяло поле g4 · бял цар на бяло поле g2 | черна пешка на черно поле a7 · черна пешка на бяло поле b7 · черна пешка на черно поле c7 · бяла пешка на черно поле a5 · бяла пешка на бяло поле b5 · бяла пешка на черно поле c5 · черен цар на бяло поле g4 · бял цар на бяло поле g2 | черна пешка на черно поле a7 · черна пешка на бяло поле b7 · черна пешка на черно поле c7 · бяла пешка на черно поле a5 · бяла пешка на бяло поле b5 · бяла пешка на черно поле c5 · черен цар на бяло поле g4 · бял цар на бяло поле g2 | черна пешка на черно поле a7 · черна пешка на бяло поле b7 · черна пешка на черно поле c7 · бяла пешка на черно поле a5 · бяла пешка на бяло поле b5 · бяла пешка на черно поле c5 · черен цар на бяло поле g4 · бял цар на бяло поле g2 | черна пешка на черно поле a7 · черна пешка на бяло поле b7 · черна пешка на черно поле c7 · бяла пешка на черно поле a5 · бяла пешка на бяло поле b5 · бяла пешка на черно поле c5 · черен цар на бяло поле g4 · бял цар на бяло поле g2 | черна пешка на черно поле a7 · черна пешка на бяло поле b7 · черна пешка на черно поле c7 · бяла пешка на черно поле a5 · бяла пешка на бяло поле b5 · бяла пешка на черно поле c5 · черен цар на бяло поле g4 · бял цар на бяло поле g2 | черна пешка на черно поле a7 · черна пешка на бяло поле b7 · черна пешка на черно поле c7 · бяла пешка на черно поле a5 · бяла пешка на бяло поле b5 · бяла пешка на черно поле c5 · черен цар на бяло поле g4 · бял цар на бяло поле g2 | черна пешка на черно поле a7 · черна пешка на бяло поле b7 · черна пешка на черно поле c7 · бяла пешка на черно поле a5 · бяла пешка на бяло поле b5 · бяла пешка на черно поле c5 · черен цар на бяло поле g4 · бял цар на бяло поле g2 | 2 |
| 1 | черна пешка на черно поле a7 · черна пешка на бяло поле b7 · черна пешка на черно поле c7 · бяла пешка на черно поле a5 · бяла пешка на бяло поле b5 · бяла пешка на черно поле c5 · черен цар на бяло поле g4 · бял цар на бяло поле g2 | черна пешка на черно поле a7 · черна пешка на бяло поле b7 · черна пешка на черно поле c7 · бяла пешка на черно поле a5 · бяла пешка на бяло поле b5 · бяла пешка на черно поле c5 · черен цар на бяло поле g4 · бял цар на бяло поле g2 | черна пешка на черно поле a7 · черна пешка на бяло поле b7 · черна пешка на черно поле c7 · бяла пешка на черно поле a5 · бяла пешка на бяло поле b5 · бяла пешка на черно поле c5 · черен цар на бяло поле g4 · бял цар на бяло поле g2 | черна пешка на черно поле a7 · черна пешка на бяло поле b7 · черна пешка на черно поле c7 · бяла пешка на черно поле a5 · бяла пешка на бяло поле b5 · бяла пешка на черно поле c5 · черен цар на бяло поле g4 · бял цар на бяло поле g2 | черна пешка на черно поле a7 · черна пешка на бяло поле b7 · черна пешка на черно поле c7 · бяла пешка на черно поле a5 · бяла пешка на бяло поле b5 · бяла пешка на черно поле c5 · черен цар на бяло поле g4 · бял цар на бяло поле g2 | черна пешка на черно поле a7 · черна пешка на бяло поле b7 · черна пешка на черно поле c7 · бяла пешка на черно поле a5 · бяла пешка на бяло поле b5 · бяла пешка на черно поле c5 · черен цар на бяло поле g4 · бял цар на бяло поле g2 | черна пешка на черно поле a7 · черна пешка на бяло поле b7 · черна пешка на черно поле c7 · бяла пешка на черно поле a5 · бяла пешка на бяло поле b5 · бяла пешка на черно поле c5 · черен цар на бяло поле g4 · бял цар на бяло поле g2 | черна пешка на черно поле a7 · черна пешка на бяло поле b7 · черна пешка на черно поле c7 · бяла пешка на черно поле a5 · бяла пешка на бяло поле b5 · бяла пешка на черно поле c5 · черен цар на бяло поле g4 · бял цар на бяло поле g2 | 1 |
|   | a | b | c | d | e | f | g | h |   |

Пробив на пешка е принудителното формиране на проходна пешка, използвайки жертви на пешки.
Този мотив е показан от Карло Коцио още през 1766 г.  Целта на пробива на пешка е формирането на далеч напреднала проходна пешка.
В класическия пример на диаграмата белите печелят с ходовете:
1. b6! c:b6
2. a6! b:a6
3. c6 и след това c6–c7–c8D.

Белите също печелят при
1. … a:b6
2. c6! b:c6
3. a6 и след това a6–a7–a8D.

„Пълен трактат за края на играта“

|   | a | b | c | d | e | f | g | h |   |
| 8 | черна пешка на бяло поле a6 · черна пешка на черно поле f6 · черна пешка на бяло поле b5 · черен цар на черно поле e5 · черна пешка на черно поле g5 · черна пешка на бяло поле h5 · бяла пешка на черно поле b4 · бяла пешка на бяло поле e4 · бяла пешка на черно поле h4 · бяла пешка на черно поле a3 · бял цар на черно поле e3 · бяла пешка на черно поле g3 | черна пешка на бяло поле a6 · черна пешка на черно поле f6 · черна пешка на бяло поле b5 · черен цар на черно поле e5 · черна пешка на черно поле g5 · черна пешка на бяло поле h5 · бяла пешка на черно поле b4 · бяла пешка на бяло поле e4 · бяла пешка на черно поле h4 · бяла пешка на черно поле a3 · бял цар на черно поле e3 · бяла пешка на черно поле g3 | черна пешка на бяло поле a6 · черна пешка на черно поле f6 · черна пешка на бяло поле b5 · черен цар на черно поле e5 · черна пешка на черно поле g5 · черна пешка на бяло поле h5 · бяла пешка на черно поле b4 · бяла пешка на бяло поле e4 · бяла пешка на черно поле h4 · бяла пешка на черно поле a3 · бял цар на черно поле e3 · бяла пешка на черно поле g3 | черна пешка на бяло поле a6 · черна пешка на черно поле f6 · черна пешка на бяло поле b5 · черен цар на черно поле e5 · черна пешка на черно поле g5 · черна пешка на бяло поле h5 · бяла пешка на черно поле b4 · бяла пешка на бяло поле e4 · бяла пешка на черно поле h4 · бяла пешка на черно поле a3 · бял цар на черно поле e3 · бяла пешка на черно поле g3 | черна пешка на бяло поле a6 · черна пешка на черно поле f6 · черна пешка на бяло поле b5 · черен цар на черно поле e5 · черна пешка на черно поле g5 · черна пешка на бяло поле h5 · бяла пешка на черно поле b4 · бяла пешка на бяло поле e4 · бяла пешка на черно поле h4 · бяла пешка на черно поле a3 · бял цар на черно поле e3 · бяла пешка на черно поле g3 | черна пешка на бяло поле a6 · черна пешка на черно поле f6 · черна пешка на бяло поле b5 · черен цар на черно поле e5 · черна пешка на черно поле g5 · черна пешка на бяло поле h5 · бяла пешка на черно поле b4 · бяла пешка на бяло поле e4 · бяла пешка на черно поле h4 · бяла пешка на черно поле a3 · бял цар на черно поле e3 · бяла пешка на черно поле g3 | черна пешка на бяло поле a6 · черна пешка на черно поле f6 · черна пешка на бяло поле b5 · черен цар на черно поле e5 · черна пешка на черно поле g5 · черна пешка на бяло поле h5 · бяла пешка на черно поле b4 · бяла пешка на бяло поле e4 · бяла пешка на черно поле h4 · бяла пешка на черно поле a3 · бял цар на черно поле e3 · бяла пешка на черно поле g3 | черна пешка на бяло поле a6 · черна пешка на черно поле f6 · черна пешка на бяло поле b5 · черен цар на черно поле e5 · черна пешка на черно поле g5 · черна пешка на бяло поле h5 · бяла пешка на черно поле b4 · бяла пешка на бяло поле e4 · бяла пешка на черно поле h4 · бяла пешка на черно поле a3 · бял цар на черно поле e3 · бяла пешка на черно поле g3 | 8 |
| 7 | черна пешка на бяло поле a6 · черна пешка на черно поле f6 · черна пешка на бяло поле b5 · черен цар на черно поле e5 · черна пешка на черно поле g5 · черна пешка на бяло поле h5 · бяла пешка на черно поле b4 · бяла пешка на бяло поле e4 · бяла пешка на черно поле h4 · бяла пешка на черно поле a3 · бял цар на черно поле e3 · бяла пешка на черно поле g3 | черна пешка на бяло поле a6 · черна пешка на черно поле f6 · черна пешка на бяло поле b5 · черен цар на черно поле e5 · черна пешка на черно поле g5 · черна пешка на бяло поле h5 · бяла пешка на черно поле b4 · бяла пешка на бяло поле e4 · бяла пешка на черно поле h4 · бяла пешка на черно поле a3 · бял цар на черно поле e3 · бяла пешка на черно поле g3 | черна пешка на бяло поле a6 · черна пешка на черно поле f6 · черна пешка на бяло поле b5 · черен цар на черно поле e5 · черна пешка на черно поле g5 · черна пешка на бяло поле h5 · бяла пешка на черно поле b4 · бяла пешка на бяло поле e4 · бяла пешка на черно поле h4 · бяла пешка на черно поле a3 · бял цар на черно поле e3 · бяла пешка на черно поле g3 | черна пешка на бяло поле a6 · черна пешка на черно поле f6 · черна пешка на бяло поле b5 · черен цар на черно поле e5 · черна пешка на черно поле g5 · черна пешка на бяло поле h5 · бяла пешка на черно поле b4 · бяла пешка на бяло поле e4 · бяла пешка на черно поле h4 · бяла пешка на черно поле a3 · бял цар на черно поле e3 · бяла пешка на черно поле g3 | черна пешка на бяло поле a6 · черна пешка на черно поле f6 · черна пешка на бяло поле b5 · черен цар на черно поле e5 · черна пешка на черно поле g5 · черна пешка на бяло поле h5 · бяла пешка на черно поле b4 · бяла пешка на бяло поле e4 · бяла пешка на черно поле h4 · бяла пешка на черно поле a3 · бял цар на черно поле e3 · бяла пешка на черно поле g3 | черна пешка на бяло поле a6 · черна пешка на черно поле f6 · черна пешка на бяло поле b5 · черен цар на черно поле e5 · черна пешка на черно поле g5 · черна пешка на бяло поле h5 · бяла пешка на черно поле b4 · бяла пешка на бяло поле e4 · бяла пешка на черно поле h4 · бяла пешка на черно поле a3 · бял цар на черно поле e3 · бяла пешка на черно поле g3 | черна пешка на бяло поле a6 · черна пешка на черно поле f6 · черна пешка на бяло поле b5 · черен цар на черно поле e5 · черна пешка на черно поле g5 · черна пешка на бяло поле h5 · бяла пешка на черно поле b4 · бяла пешка на бяло поле e4 · бяла пешка на черно поле h4 · бяла пешка на черно поле a3 · бял цар на черно поле e3 · бяла пешка на черно поле g3 | черна пешка на бяло поле a6 · черна пешка на черно поле f6 · черна пешка на бяло поле b5 · черен цар на черно поле e5 · черна пешка на черно поле g5 · черна пешка на бяло поле h5 · бяла пешка на черно поле b4 · бяла пешка на бяло поле e4 · бяла пешка на черно поле h4 · бяла пешка на черно поле a3 · бял цар на черно поле e3 · бяла пешка на черно поле g3 | 7 |
| 6 | черна пешка на бяло поле a6 · черна пешка на черно поле f6 · черна пешка на бяло поле b5 · черен цар на черно поле e5 · черна пешка на черно поле g5 · черна пешка на бяло поле h5 · бяла пешка на черно поле b4 · бяла пешка на бяло поле e4 · бяла пешка на черно поле h4 · бяла пешка на черно поле a3 · бял цар на черно поле e3 · бяла пешка на черно поле g3 | черна пешка на бяло поле a6 · черна пешка на черно поле f6 · черна пешка на бяло поле b5 · черен цар на черно поле e5 · черна пешка на черно поле g5 · черна пешка на бяло поле h5 · бяла пешка на черно поле b4 · бяла пешка на бяло поле e4 · бяла пешка на черно поле h4 · бяла пешка на черно поле a3 · бял цар на черно поле e3 · бяла пешка на черно поле g3 | черна пешка на бяло поле a6 · черна пешка на черно поле f6 · черна пешка на бяло поле b5 · черен цар на черно поле e5 · черна пешка на черно поле g5 · черна пешка на бяло поле h5 · бяла пешка на черно поле b4 · бяла пешка на бяло поле e4 · бяла пешка на черно поле h4 · бяла пешка на черно поле a3 · бял цар на черно поле e3 · бяла пешка на черно поле g3 | черна пешка на бяло поле a6 · черна пешка на черно поле f6 · черна пешка на бяло поле b5 · черен цар на черно поле e5 · черна пешка на черно поле g5 · черна пешка на бяло поле h5 · бяла пешка на черно поле b4 · бяла пешка на бяло поле e4 · бяла пешка на черно поле h4 · бяла пешка на черно поле a3 · бял цар на черно поле e3 · бяла пешка на черно поле g3 | черна пешка на бяло поле a6 · черна пешка на черно поле f6 · черна пешка на бяло поле b5 · черен цар на черно поле e5 · черна пешка на черно поле g5 · черна пешка на бяло поле h5 · бяла пешка на черно поле b4 · бяла пешка на бяло поле e4 · бяла пешка на черно поле h4 · бяла пешка на черно поле a3 · бял цар на черно поле e3 · бяла пешка на черно поле g3 | черна пешка на бяло поле a6 · черна пешка на черно поле f6 · черна пешка на бяло поле b5 · черен цар на черно поле e5 · черна пешка на черно поле g5 · черна пешка на бяло поле h5 · бяла пешка на черно поле b4 · бяла пешка на бяло поле e4 · бяла пешка на черно поле h4 · бяла пешка на черно поле a3 · бял цар на черно поле e3 · бяла пешка на черно поле g3 | черна пешка на бяло поле a6 · черна пешка на черно поле f6 · черна пешка на бяло поле b5 · черен цар на черно поле e5 · черна пешка на черно поле g5 · черна пешка на бяло поле h5 · бяла пешка на черно поле b4 · бяла пешка на бяло поле e4 · бяла пешка на черно поле h4 · бяла пешка на черно поле a3 · бял цар на черно поле e3 · бяла пешка на черно поле g3 | черна пешка на бяло поле a6 · черна пешка на черно поле f6 · черна пешка на бяло поле b5 · черен цар на черно поле e5 · черна пешка на черно поле g5 · черна пешка на бяло поле h5 · бяла пешка на черно поле b4 · бяла пешка на бяло поле e4 · бяла пешка на черно поле h4 · бяла пешка на черно поле a3 · бял цар на черно поле e3 · бяла пешка на черно поле g3 | 6 |
| 5 | черна пешка на бяло поле a6 · черна пешка на черно поле f6 · черна пешка на бяло поле b5 · черен цар на черно поле e5 · черна пешка на черно поле g5 · черна пешка на бяло поле h5 · бяла пешка на черно поле b4 · бяла пешка на бяло поле e4 · бяла пешка на черно поле h4 · бяла пешка на черно поле a3 · бял цар на черно поле e3 · бяла пешка на черно поле g3 | черна пешка на бяло поле a6 · черна пешка на черно поле f6 · черна пешка на бяло поле b5 · черен цар на черно поле e5 · черна пешка на черно поле g5 · черна пешка на бяло поле h5 · бяла пешка на черно поле b4 · бяла пешка на бяло поле e4 · бяла пешка на черно поле h4 · бяла пешка на черно поле a3 · бял цар на черно поле e3 · бяла пешка на черно поле g3 | черна пешка на бяло поле a6 · черна пешка на черно поле f6 · черна пешка на бяло поле b5 · черен цар на черно поле e5 · черна пешка на черно поле g5 · черна пешка на бяло поле h5 · бяла пешка на черно поле b4 · бяла пешка на бяло поле e4 · бяла пешка на черно поле h4 · бяла пешка на черно поле a3 · бял цар на черно поле e3 · бяла пешка на черно поле g3 | черна пешка на бяло поле a6 · черна пешка на черно поле f6 · черна пешка на бяло поле b5 · черен цар на черно поле e5 · черна пешка на черно поле g5 · черна пешка на бяло поле h5 · бяла пешка на черно поле b4 · бяла пешка на бяло поле e4 · бяла пешка на черно поле h4 · бяла пешка на черно поле a3 · бял цар на черно поле e3 · бяла пешка на черно поле g3 | черна пешка на бяло поле a6 · черна пешка на черно поле f6 · черна пешка на бяло поле b5 · черен цар на черно поле e5 · черна пешка на черно поле g5 · черна пешка на бяло поле h5 · бяла пешка на черно поле b4 · бяла пешка на бяло поле e4 · бяла пешка на черно поле h4 · бяла пешка на черно поле a3 · бял цар на черно поле e3 · бяла пешка на черно поле g3 | черна пешка на бяло поле a6 · черна пешка на черно поле f6 · черна пешка на бяло поле b5 · черен цар на черно поле e5 · черна пешка на черно поле g5 · черна пешка на бяло поле h5 · бяла пешка на черно поле b4 · бяла пешка на бяло поле e4 · бяла пешка на черно поле h4 · бяла пешка на черно поле a3 · бял цар на черно поле e3 · бяла пешка на черно поле g3 | черна пешка на бяло поле a6 · черна пешка на черно поле f6 · черна пешка на бяло поле b5 · черен цар на черно поле e5 · черна пешка на черно поле g5 · черна пешка на бяло поле h5 · бяла пешка на черно поле b4 · бяла пешка на бяло поле e4 · бяла пешка на черно поле h4 · бяла пешка на черно поле a3 · бял цар на черно поле e3 · бяла пешка на черно поле g3 | черна пешка на бяло поле a6 · черна пешка на черно поле f6 · черна пешка на бяло поле b5 · черен цар на черно поле e5 · черна пешка на черно поле g5 · черна пешка на бяло поле h5 · бяла пешка на черно поле b4 · бяла пешка на бяло поле e4 · бяла пешка на черно поле h4 · бяла пешка на черно поле a3 · бял цар на черно поле e3 · бяла пешка на черно поле g3 | 5 |
| 4 | черна пешка на бяло поле a6 · черна пешка на черно поле f6 · черна пешка на бяло поле b5 · черен цар на черно поле e5 · черна пешка на черно поле g5 · черна пешка на бяло поле h5 · бяла пешка на черно поле b4 · бяла пешка на бяло поле e4 · бяла пешка на черно поле h4 · бяла пешка на черно поле a3 · бял цар на черно поле e3 · бяла пешка на черно поле g3 | черна пешка на бяло поле a6 · черна пешка на черно поле f6 · черна пешка на бяло поле b5 · черен цар на черно поле e5 · черна пешка на черно поле g5 · черна пешка на бяло поле h5 · бяла пешка на черно поле b4 · бяла пешка на бяло поле e4 · бяла пешка на черно поле h4 · бяла пешка на черно поле a3 · бял цар на черно поле e3 · бяла пешка на черно поле g3 | черна пешка на бяло поле a6 · черна пешка на черно поле f6 · черна пешка на бяло поле b5 · черен цар на черно поле e5 · черна пешка на черно поле g5 · черна пешка на бяло поле h5 · бяла пешка на черно поле b4 · бяла пешка на бяло поле e4 · бяла пешка на черно поле h4 · бяла пешка на черно поле a3 · бял цар на черно поле e3 · бяла пешка на черно поле g3 | черна пешка на бяло поле a6 · черна пешка на черно поле f6 · черна пешка на бяло поле b5 · черен цар на черно поле e5 · черна пешка на черно поле g5 · черна пешка на бяло поле h5 · бяла пешка на черно поле b4 · бяла пешка на бяло поле e4 · бяла пешка на черно поле h4 · бяла пешка на черно поле a3 · бял цар на черно поле e3 · бяла пешка на черно поле g3 | черна пешка на бяло поле a6 · черна пешка на черно поле f6 · черна пешка на бяло поле b5 · черен цар на черно поле e5 · черна пешка на черно поле g5 · черна пешка на бяло поле h5 · бяла пешка на черно поле b4 · бяла пешка на бяло поле e4 · бяла пешка на черно поле h4 · бяла пешка на черно поле a3 · бял цар на черно поле e3 · бяла пешка на черно поле g3 | черна пешка на бяло поле a6 · черна пешка на черно поле f6 · черна пешка на бяло поле b5 · черен цар на черно поле e5 · черна пешка на черно поле g5 · черна пешка на бяло поле h5 · бяла пешка на черно поле b4 · бяла пешка на бяло поле e4 · бяла пешка на черно поле h4 · бяла пешка на черно поле a3 · бял цар на черно поле e3 · бяла пешка на черно поле g3 | черна пешка на бяло поле a6 · черна пешка на черно поле f6 · черна пешка на бяло поле b5 · черен цар на черно поле e5 · черна пешка на черно поле g5 · черна пешка на бяло поле h5 · бяла пешка на черно поле b4 · бяла пешка на бяло поле e4 · бяла пешка на черно поле h4 · бяла пешка на черно поле a3 · бял цар на черно поле e3 · бяла пешка на черно поле g3 | черна пешка на бяло поле a6 · черна пешка на черно поле f6 · черна пешка на бяло поле b5 · черен цар на черно поле e5 · черна пешка на черно поле g5 · черна пешка на бяло поле h5 · бяла пешка на черно поле b4 · бяла пешка на бяло поле e4 · бяла пешка на черно поле h4 · бяла пешка на черно поле a3 · бял цар на черно поле e3 · бяла пешка на черно поле g3 | 4 |
| 3 | черна пешка на бяло поле a6 · черна пешка на черно поле f6 · черна пешка на бяло поле b5 · черен цар на черно поле e5 · черна пешка на черно поле g5 · черна пешка на бяло поле h5 · бяла пешка на черно поле b4 · бяла пешка на бяло поле e4 · бяла пешка на черно поле h4 · бяла пешка на черно поле a3 · бял цар на черно поле e3 · бяла пешка на черно поле g3 | черна пешка на бяло поле a6 · черна пешка на черно поле f6 · черна пешка на бяло поле b5 · черен цар на черно поле e5 · черна пешка на черно поле g5 · черна пешка на бяло поле h5 · бяла пешка на черно поле b4 · бяла пешка на бяло поле e4 · бяла пешка на черно поле h4 · бяла пешка на черно поле a3 · бял цар на черно поле e3 · бяла пешка на черно поле g3 | черна пешка на бяло поле a6 · черна пешка на черно поле f6 · черна пешка на бяло поле b5 · черен цар на черно поле e5 · черна пешка на черно поле g5 · черна пешка на бяло поле h5 · бяла пешка на черно поле b4 · бяла пешка на бяло поле e4 · бяла пешка на черно поле h4 · бяла пешка на черно поле a3 · бял цар на черно поле e3 · бяла пешка на черно поле g3 | черна пешка на бяло поле a6 · черна пешка на черно поле f6 · черна пешка на бяло поле b5 · черен цар на черно поле e5 · черна пешка на черно поле g5 · черна пешка на бяло поле h5 · бяла пешка на черно поле b4 · бяла пешка на бяло поле e4 · бяла пешка на черно поле h4 · бяла пешка на черно поле a3 · бял цар на черно поле e3 · бяла пешка на черно поле g3 | черна пешка на бяло поле a6 · черна пешка на черно поле f6 · черна пешка на бяло поле b5 · черен цар на черно поле e5 · черна пешка на черно поле g5 · черна пешка на бяло поле h5 · бяла пешка на черно поле b4 · бяла пешка на бяло поле e4 · бяла пешка на черно поле h4 · бяла пешка на черно поле a3 · бял цар на черно поле e3 · бяла пешка на черно поле g3 | черна пешка на бяло поле a6 · черна пешка на черно поле f6 · черна пешка на бяло поле b5 · черен цар на черно поле e5 · черна пешка на черно поле g5 · черна пешка на бяло поле h5 · бяла пешка на черно поле b4 · бяла пешка на бяло поле e4 · бяла пешка на черно поле h4 · бяла пешка на черно поле a3 · бял цар на черно поле e3 · бяла пешка на черно поле g3 | черна пешка на бяло поле a6 · черна пешка на черно поле f6 · черна пешка на бяло поле b5 · черен цар на черно поле e5 · черна пешка на черно поле g5 · черна пешка на бяло поле h5 · бяла пешка на черно поле b4 · бяла пешка на бяло поле e4 · бяла пешка на черно поле h4 · бяла пешка на черно поле a3 · бял цар на черно поле e3 · бяла пешка на черно поле g3 | черна пешка на бяло поле a6 · черна пешка на черно поле f6 · черна пешка на бяло поле b5 · черен цар на черно поле e5 · черна пешка на черно поле g5 · черна пешка на бяло поле h5 · бяла пешка на черно поле b4 · бяла пешка на бяло поле e4 · бяла пешка на черно поле h4 · бяла пешка на черно поле a3 · бял цар на черно поле e3 · бяла пешка на черно поле g3 | 3 |
| 2 | черна пешка на бяло поле a6 · черна пешка на черно поле f6 · черна пешка на бяло поле b5 · черен цар на черно поле e5 · черна пешка на черно поле g5 · черна пешка на бяло поле h5 · бяла пешка на черно поле b4 · бяла пешка на бяло поле e4 · бяла пешка на черно поле h4 · бяла пешка на черно поле a3 · бял цар на черно поле e3 · бяла пешка на черно поле g3 | черна пешка на бяло поле a6 · черна пешка на черно поле f6 · черна пешка на бяло поле b5 · черен цар на черно поле e5 · черна пешка на черно поле g5 · черна пешка на бяло поле h5 · бяла пешка на черно поле b4 · бяла пешка на бяло поле e4 · бяла пешка на черно поле h4 · бяла пешка на черно поле a3 · бял цар на черно поле e3 · бяла пешка на черно поле g3 | черна пешка на бяло поле a6 · черна пешка на черно поле f6 · черна пешка на бяло поле b5 · черен цар на черно поле e5 · черна пешка на черно поле g5 · черна пешка на бяло поле h5 · бяла пешка на черно поле b4 · бяла пешка на бяло поле e4 · бяла пешка на черно поле h4 · бяла пешка на черно поле a3 · бял цар на черно поле e3 · бяла пешка на черно поле g3 | черна пешка на бяло поле a6 · черна пешка на черно поле f6 · черна пешка на бяло поле b5 · черен цар на черно поле e5 · черна пешка на черно поле g5 · черна пешка на бяло поле h5 · бяла пешка на черно поле b4 · бяла пешка на бяло поле e4 · бяла пешка на черно поле h4 · бяла пешка на черно поле a3 · бял цар на черно поле e3 · бяла пешка на черно поле g3 | черна пешка на бяло поле a6 · черна пешка на черно поле f6 · черна пешка на бяло поле b5 · черен цар на черно поле e5 · черна пешка на черно поле g5 · черна пешка на бяло поле h5 · бяла пешка на черно поле b4 · бяла пешка на бяло поле e4 · бяла пешка на черно поле h4 · бяла пешка на черно поле a3 · бял цар на черно поле e3 · бяла пешка на черно поле g3 | черна пешка на бяло поле a6 · черна пешка на черно поле f6 · черна пешка на бяло поле b5 · черен цар на черно поле e5 · черна пешка на черно поле g5 · черна пешка на бяло поле h5 · бяла пешка на черно поле b4 · бяла пешка на бяло поле e4 · бяла пешка на черно поле h4 · бяла пешка на черно поле a3 · бял цар на черно поле e3 · бяла пешка на черно поле g3 | черна пешка на бяло поле a6 · черна пешка на черно поле f6 · черна пешка на бяло поле b5 · черен цар на черно поле e5 · черна пешка на черно поле g5 · черна пешка на бяло поле h5 · бяла пешка на черно поле b4 · бяла пешка на бяло поле e4 · бяла пешка на черно поле h4 · бяла пешка на черно поле a3 · бял цар на черно поле e3 · бяла пешка на черно поле g3 | черна пешка на бяло поле a6 · черна пешка на черно поле f6 · черна пешка на бяло поле b5 · черен цар на черно поле e5 · черна пешка на черно поле g5 · черна пешка на бяло поле h5 · бяла пешка на черно поле b4 · бяла пешка на бяло поле e4 · бяла пешка на черно поле h4 · бяла пешка на черно поле a3 · бял цар на черно поле e3 · бяла пешка на черно поле g3 | 2 |
| 1 | черна пешка на бяло поле a6 · черна пешка на черно поле f6 · черна пешка на бяло поле b5 · черен цар на черно поле e5 · черна пешка на черно поле g5 · черна пешка на бяло поле h5 · бяла пешка на черно поле b4 · бяла пешка на бяло поле e4 · бяла пешка на черно поле h4 · бяла пешка на черно поле a3 · бял цар на черно поле e3 · бяла пешка на черно поле g3 | черна пешка на бяло поле a6 · черна пешка на черно поле f6 · черна пешка на бяло поле b5 · черен цар на черно поле e5 · черна пешка на черно поле g5 · черна пешка на бяло поле h5 · бяла пешка на черно поле b4 · бяла пешка на бяло поле e4 · бяла пешка на черно поле h4 · бяла пешка на черно поле a3 · бял цар на черно поле e3 · бяла пешка на черно поле g3 | черна пешка на бяло поле a6 · черна пешка на черно поле f6 · черна пешка на бяло поле b5 · черен цар на черно поле e5 · черна пешка на черно поле g5 · черна пешка на бяло поле h5 · бяла пешка на черно поле b4 · бяла пешка на бяло поле e4 · бяла пешка на черно поле h4 · бяла пешка на черно поле a3 · бял цар на черно поле e3 · бяла пешка на черно поле g3 | черна пешка на бяло поле a6 · черна пешка на черно поле f6 · черна пешка на бяло поле b5 · черен цар на черно поле e5 · черна пешка на черно поле g5 · черна пешка на бяло поле h5 · бяла пешка на черно поле b4 · бяла пешка на бяло поле e4 · бяла пешка на черно поле h4 · бяла пешка на черно поле a3 · бял цар на черно поле e3 · бяла пешка на черно поле g3 | черна пешка на бяло поле a6 · черна пешка на черно поле f6 · черна пешка на бяло поле b5 · черен цар на черно поле e5 · черна пешка на черно поле g5 · черна пешка на бяло поле h5 · бяла пешка на черно поле b4 · бяла пешка на бяло поле e4 · бяла пешка на черно поле h4 · бяла пешка на черно поле a3 · бял цар на черно поле e3 · бяла пешка на черно поле g3 | черна пешка на бяло поле a6 · черна пешка на черно поле f6 · черна пешка на бяло поле b5 · черен цар на черно поле e5 · черна пешка на черно поле g5 · черна пешка на бяло поле h5 · бяла пешка на черно поле b4 · бяла пешка на бяло поле e4 · бяла пешка на черно поле h4 · бяла пешка на черно поле a3 · бял цар на черно поле e3 · бяла пешка на черно поле g3 | черна пешка на бяло поле a6 · черна пешка на черно поле f6 · черна пешка на бяло поле b5 · черен цар на черно поле e5 · черна пешка на черно поле g5 · черна пешка на бяло поле h5 · бяла пешка на черно поле b4 · бяла пешка на бяло поле e4 · бяла пешка на черно поле h4 · бяла пешка на черно поле a3 · бял цар на черно поле e3 · бяла пешка на черно поле g3 | черна пешка на бяло поле a6 · черна пешка на черно поле f6 · черна пешка на бяло поле b5 · черен цар на черно поле e5 · черна пешка на черно поле g5 · черна пешка на бяло поле h5 · бяла пешка на черно поле b4 · бяла пешка на бяло поле e4 · бяла пешка на черно поле h4 · бяла пешка на черно поле a3 · бял цар на черно поле e3 · бяла пешка на черно поле g3 | 1 |
|   | a | b | c | d | e | f | g | h |   |

Друг пробив в пешечно окончание може да се намери в етюда на Карло Салвиоли (1848 – 1930), автор на повече от 50 етюда в ендшпила. В позицията на диаграмата изглежда, че белите губят. Така след 1. Це3–f3 g5:h4 2. g3:h4 f6–f5 3. e4:f5 Це5:f5 черните печелят. Пробивът на пешката е осигурен. Решението е:

1. g3–g4! h5:g4 или 1. … g5:h4 2. g4:h5 h4–h3 3. Це3–f3 f6–f5 4. h5–h6 Це5–f6 5. e4:f5 и т.н.

2. h4–h5 Це5–e6 или 2. … f6–f5 3. h5–h6 f5–f4+ 4. Це3–f2 Це5–f6 5. e4–e5+ Цf6–g6 6. e5–e6 и т.н.

3. Це3–f2 Це6–f7
4. Цf2–g3 Цf7–g7
5. Цg3:g4 Цg7–h6
6. Цg4–f5 Цh6:h5 или 6. … Цh6–g7 7. e4–e5 f6:e5 8. Цf5:g5 и т.н.
7. Цf5:f6 g5–g4
8. e4–e5 g4–g3
9. e5–e6 g3–g2
10. e6–e7 g2–g1D или 10. … Цh5–g4 11. e7–e8D Цg4–f3 (11. … g2–g1D? 12. De8–g8+ Цg4–f3 13. Dg8:g1) 12. De8–e1 с печалба

11. e7–e8D+ Цh5–h4 (11. … Цh5–g4? 12. De8–g8+ с печалба)

12. De8–h8+ Цh4–g3
13. Dh8–g8+ Цg3–f2
14. Dg8:g1 Цf2:g1
15. Цf6–e5 и белите печелят заради по-добрата позиция на царя.

Мотивът се среща и в конски окончания, защото няма фигури за далечни разстояния.

### Избягване на безизходица и пат
|   | a | b | c | d | e | f | g | h |   |
| 8 | черен цар на черно поле c5 · бяла пешка на черно поле c3 · бяла пешка на бяло поле c2 · бял цар на черно поле d2 | черен цар на черно поле c5 · бяла пешка на черно поле c3 · бяла пешка на бяло поле c2 · бял цар на черно поле d2 | черен цар на черно поле c5 · бяла пешка на черно поле c3 · бяла пешка на бяло поле c2 · бял цар на черно поле d2 | черен цар на черно поле c5 · бяла пешка на черно поле c3 · бяла пешка на бяло поле c2 · бял цар на черно поле d2 | черен цар на черно поле c5 · бяла пешка на черно поле c3 · бяла пешка на бяло поле c2 · бял цар на черно поле d2 | черен цар на черно поле c5 · бяла пешка на черно поле c3 · бяла пешка на бяло поле c2 · бял цар на черно поле d2 | черен цар на черно поле c5 · бяла пешка на черно поле c3 · бяла пешка на бяло поле c2 · бял цар на черно поле d2 | черен цар на черно поле c5 · бяла пешка на черно поле c3 · бяла пешка на бяло поле c2 · бял цар на черно поле d2 | 8 |
| 7 | черен цар на черно поле c5 · бяла пешка на черно поле c3 · бяла пешка на бяло поле c2 · бял цар на черно поле d2 | черен цар на черно поле c5 · бяла пешка на черно поле c3 · бяла пешка на бяло поле c2 · бял цар на черно поле d2 | черен цар на черно поле c5 · бяла пешка на черно поле c3 · бяла пешка на бяло поле c2 · бял цар на черно поле d2 | черен цар на черно поле c5 · бяла пешка на черно поле c3 · бяла пешка на бяло поле c2 · бял цар на черно поле d2 | черен цар на черно поле c5 · бяла пешка на черно поле c3 · бяла пешка на бяло поле c2 · бял цар на черно поле d2 | черен цар на черно поле c5 · бяла пешка на черно поле c3 · бяла пешка на бяло поле c2 · бял цар на черно поле d2 | черен цар на черно поле c5 · бяла пешка на черно поле c3 · бяла пешка на бяло поле c2 · бял цар на черно поле d2 | черен цар на черно поле c5 · бяла пешка на черно поле c3 · бяла пешка на бяло поле c2 · бял цар на черно поле d2 | 7 |
| 6 | черен цар на черно поле c5 · бяла пешка на черно поле c3 · бяла пешка на бяло поле c2 · бял цар на черно поле d2 | черен цар на черно поле c5 · бяла пешка на черно поле c3 · бяла пешка на бяло поле c2 · бял цар на черно поле d2 | черен цар на черно поле c5 · бяла пешка на черно поле c3 · бяла пешка на бяло поле c2 · бял цар на черно поле d2 | черен цар на черно поле c5 · бяла пешка на черно поле c3 · бяла пешка на бяло поле c2 · бял цар на черно поле d2 | черен цар на черно поле c5 · бяла пешка на черно поле c3 · бяла пешка на бяло поле c2 · бял цар на черно поле d2 | черен цар на черно поле c5 · бяла пешка на черно поле c3 · бяла пешка на бяло поле c2 · бял цар на черно поле d2 | черен цар на черно поле c5 · бяла пешка на черно поле c3 · бяла пешка на бяло поле c2 · бял цар на черно поле d2 | черен цар на черно поле c5 · бяла пешка на черно поле c3 · бяла пешка на бяло поле c2 · бял цар на черно поле d2 | 6 |
| 5 | черен цар на черно поле c5 · бяла пешка на черно поле c3 · бяла пешка на бяло поле c2 · бял цар на черно поле d2 | черен цар на черно поле c5 · бяла пешка на черно поле c3 · бяла пешка на бяло поле c2 · бял цар на черно поле d2 | черен цар на черно поле c5 · бяла пешка на черно поле c3 · бяла пешка на бяло поле c2 · бял цар на черно поле d2 | черен цар на черно поле c5 · бяла пешка на черно поле c3 · бяла пешка на бяло поле c2 · бял цар на черно поле d2 | черен цар на черно поле c5 · бяла пешка на черно поле c3 · бяла пешка на бяло поле c2 · бял цар на черно поле d2 | черен цар на черно поле c5 · бяла пешка на черно поле c3 · бяла пешка на бяло поле c2 · бял цар на черно поле d2 | черен цар на черно поле c5 · бяла пешка на черно поле c3 · бяла пешка на бяло поле c2 · бял цар на черно поле d2 | черен цар на черно поле c5 · бяла пешка на черно поле c3 · бяла пешка на бяло поле c2 · бял цар на черно поле d2 | 5 |
| 4 | черен цар на черно поле c5 · бяла пешка на черно поле c3 · бяла пешка на бяло поле c2 · бял цар на черно поле d2 | черен цар на черно поле c5 · бяла пешка на черно поле c3 · бяла пешка на бяло поле c2 · бял цар на черно поле d2 | черен цар на черно поле c5 · бяла пешка на черно поле c3 · бяла пешка на бяло поле c2 · бял цар на черно поле d2 | черен цар на черно поле c5 · бяла пешка на черно поле c3 · бяла пешка на бяло поле c2 · бял цар на черно поле d2 | черен цар на черно поле c5 · бяла пешка на черно поле c3 · бяла пешка на бяло поле c2 · бял цар на черно поле d2 | черен цар на черно поле c5 · бяла пешка на черно поле c3 · бяла пешка на бяло поле c2 · бял цар на черно поле d2 | черен цар на черно поле c5 · бяла пешка на черно поле c3 · бяла пешка на бяло поле c2 · бял цар на черно поле d2 | черен цар на черно поле c5 · бяла пешка на черно поле c3 · бяла пешка на бяло поле c2 · бял цар на черно поле d2 | 4 |
| 3 | черен цар на черно поле c5 · бяла пешка на черно поле c3 · бяла пешка на бяло поле c2 · бял цар на черно поле d2 | черен цар на черно поле c5 · бяла пешка на черно поле c3 · бяла пешка на бяло поле c2 · бял цар на черно поле d2 | черен цар на черно поле c5 · бяла пешка на черно поле c3 · бяла пешка на бяло поле c2 · бял цар на черно поле d2 | черен цар на черно поле c5 · бяла пешка на черно поле c3 · бяла пешка на бяло поле c2 · бял цар на черно поле d2 | черен цар на черно поле c5 · бяла пешка на черно поле c3 · бяла пешка на бяло поле c2 · бял цар на черно поле d2 | черен цар на черно поле c5 · бяла пешка на черно поле c3 · бяла пешка на бяло поле c2 · бял цар на черно поле d2 | черен цар на черно поле c5 · бяла пешка на черно поле c3 · бяла пешка на бяло поле c2 · бял цар на черно поле d2 | черен цар на черно поле c5 · бяла пешка на черно поле c3 · бяла пешка на бяло поле c2 · бял цар на черно поле d2 | 3 |
| 2 | черен цар на черно поле c5 · бяла пешка на черно поле c3 · бяла пешка на бяло поле c2 · бял цар на черно поле d2 | черен цар на черно поле c5 · бяла пешка на черно поле c3 · бяла пешка на бяло поле c2 · бял цар на черно поле d2 | черен цар на черно поле c5 · бяла пешка на черно поле c3 · бяла пешка на бяло поле c2 · бял цар на черно поле d2 | черен цар на черно поле c5 · бяла пешка на черно поле c3 · бяла пешка на бяло поле c2 · бял цар на черно поле d2 | черен цар на черно поле c5 · бяла пешка на черно поле c3 · бяла пешка на бяло поле c2 · бял цар на черно поле d2 | черен цар на черно поле c5 · бяла пешка на черно поле c3 · бяла пешка на бяло поле c2 · бял цар на черно поле d2 | черен цар на черно поле c5 · бяла пешка на черно поле c3 · бяла пешка на бяло поле c2 · бял цар на черно поле d2 | черен цар на черно поле c5 · бяла пешка на черно поле c3 · бяла пешка на бяло поле c2 · бял цар на черно поле d2 | 2 |
| 1 | черен цар на черно поле c5 · бяла пешка на черно поле c3 · бяла пешка на бяло поле c2 · бял цар на черно поле d2 | черен цар на черно поле c5 · бяла пешка на черно поле c3 · бяла пешка на бяло поле c2 · бял цар на черно поле d2 | черен цар на черно поле c5 · бяла пешка на черно поле c3 · бяла пешка на бяло поле c2 · бял цар на черно поле d2 | черен цар на черно поле c5 · бяла пешка на черно поле c3 · бяла пешка на бяло поле c2 · бял цар на черно поле d2 | черен цар на черно поле c5 · бяла пешка на черно поле c3 · бяла пешка на бяло поле c2 · бял цар на черно поле d2 | черен цар на черно поле c5 · бяла пешка на черно поле c3 · бяла пешка на бяло поле c2 · бял цар на черно поле d2 | черен цар на черно поле c5 · бяла пешка на черно поле c3 · бяла пешка на бяло поле c2 · бял цар на черно поле d2 | черен цар на черно поле c5 · бяла пешка на черно поле c3 · бяла пешка на бяло поле c2 · бял цар на черно поле d2 | 1 |
|   | a | b | c | d | e | f | g | h |   |

|   | a | b | c | d | e | f | g | h |   |
| 8 | черен цар на черно поле a7 · бяла пешка на черно поле c7 · черна пешка на бяло поле a6 · бял цар на черно поле a5 | черен цар на черно поле a7 · бяла пешка на черно поле c7 · черна пешка на бяло поле a6 · бял цар на черно поле a5 | черен цар на черно поле a7 · бяла пешка на черно поле c7 · черна пешка на бяло поле a6 · бял цар на черно поле a5 | черен цар на черно поле a7 · бяла пешка на черно поле c7 · черна пешка на бяло поле a6 · бял цар на черно поле a5 | черен цар на черно поле a7 · бяла пешка на черно поле c7 · черна пешка на бяло поле a6 · бял цар на черно поле a5 | черен цар на черно поле a7 · бяла пешка на черно поле c7 · черна пешка на бяло поле a6 · бял цар на черно поле a5 | черен цар на черно поле a7 · бяла пешка на черно поле c7 · черна пешка на бяло поле a6 · бял цар на черно поле a5 | черен цар на черно поле a7 · бяла пешка на черно поле c7 · черна пешка на бяло поле a6 · бял цар на черно поле a5 | 8 |
| 7 | черен цар на черно поле a7 · бяла пешка на черно поле c7 · черна пешка на бяло поле a6 · бял цар на черно поле a5 | черен цар на черно поле a7 · бяла пешка на черно поле c7 · черна пешка на бяло поле a6 · бял цар на черно поле a5 | черен цар на черно поле a7 · бяла пешка на черно поле c7 · черна пешка на бяло поле a6 · бял цар на черно поле a5 | черен цар на черно поле a7 · бяла пешка на черно поле c7 · черна пешка на бяло поле a6 · бял цар на черно поле a5 | черен цар на черно поле a7 · бяла пешка на черно поле c7 · черна пешка на бяло поле a6 · бял цар на черно поле a5 | черен цар на черно поле a7 · бяла пешка на черно поле c7 · черна пешка на бяло поле a6 · бял цар на черно поле a5 | черен цар на черно поле a7 · бяла пешка на черно поле c7 · черна пешка на бяло поле a6 · бял цар на черно поле a5 | черен цар на черно поле a7 · бяла пешка на черно поле c7 · черна пешка на бяло поле a6 · бял цар на черно поле a5 | 7 |
| 6 | черен цар на черно поле a7 · бяла пешка на черно поле c7 · черна пешка на бяло поле a6 · бял цар на черно поле a5 | черен цар на черно поле a7 · бяла пешка на черно поле c7 · черна пешка на бяло поле a6 · бял цар на черно поле a5 | черен цар на черно поле a7 · бяла пешка на черно поле c7 · черна пешка на бяло поле a6 · бял цар на черно поле a5 | черен цар на черно поле a7 · бяла пешка на черно поле c7 · черна пешка на бяло поле a6 · бял цар на черно поле a5 | черен цар на черно поле a7 · бяла пешка на черно поле c7 · черна пешка на бяло поле a6 · бял цар на черно поле a5 | черен цар на черно поле a7 · бяла пешка на черно поле c7 · черна пешка на бяло поле a6 · бял цар на черно поле a5 | черен цар на черно поле a7 · бяла пешка на черно поле c7 · черна пешка на бяло поле a6 · бял цар на черно поле a5 | черен цар на черно поле a7 · бяла пешка на черно поле c7 · черна пешка на бяло поле a6 · бял цар на черно поле a5 | 6 |
| 5 | черен цар на черно поле a7 · бяла пешка на черно поле c7 · черна пешка на бяло поле a6 · бял цар на черно поле a5 | черен цар на черно поле a7 · бяла пешка на черно поле c7 · черна пешка на бяло поле a6 · бял цар на черно поле a5 | черен цар на черно поле a7 · бяла пешка на черно поле c7 · черна пешка на бяло поле a6 · бял цар на черно поле a5 | черен цар на черно поле a7 · бяла пешка на черно поле c7 · черна пешка на бяло поле a6 · бял цар на черно поле a5 | черен цар на черно поле a7 · бяла пешка на черно поле c7 · черна пешка на бяло поле a6 · бял цар на черно поле a5 | черен цар на черно поле a7 · бяла пешка на черно поле c7 · черна пешка на бяло поле a6 · бял цар на черно поле a5 | черен цар на черно поле a7 · бяла пешка на черно поле c7 · черна пешка на бяло поле a6 · бял цар на черно поле a5 | черен цар на черно поле a7 · бяла пешка на черно поле c7 · черна пешка на бяло поле a6 · бял цар на черно поле a5 | 5 |
| 4 | черен цар на черно поле a7 · бяла пешка на черно поле c7 · черна пешка на бяло поле a6 · бял цар на черно поле a5 | черен цар на черно поле a7 · бяла пешка на черно поле c7 · черна пешка на бяло поле a6 · бял цар на черно поле a5 | черен цар на черно поле a7 · бяла пешка на черно поле c7 · черна пешка на бяло поле a6 · бял цар на черно поле a5 | черен цар на черно поле a7 · бяла пешка на черно поле c7 · черна пешка на бяло поле a6 · бял цар на черно поле a5 | черен цар на черно поле a7 · бяла пешка на черно поле c7 · черна пешка на бяло поле a6 · бял цар на черно поле a5 | черен цар на черно поле a7 · бяла пешка на черно поле c7 · черна пешка на бяло поле a6 · бял цар на черно поле a5 | черен цар на черно поле a7 · бяла пешка на черно поле c7 · черна пешка на бяло поле a6 · бял цар на черно поле a5 | черен цар на черно поле a7 · бяла пешка на черно поле c7 · черна пешка на бяло поле a6 · бял цар на черно поле a5 | 4 |
| 3 | черен цар на черно поле a7 · бяла пешка на черно поле c7 · черна пешка на бяло поле a6 · бял цар на черно поле a5 | черен цар на черно поле a7 · бяла пешка на черно поле c7 · черна пешка на бяло поле a6 · бял цар на черно поле a5 | черен цар на черно поле a7 · бяла пешка на черно поле c7 · черна пешка на бяло поле a6 · бял цар на черно поле a5 | черен цар на черно поле a7 · бяла пешка на черно поле c7 · черна пешка на бяло поле a6 · бял цар на черно поле a5 | черен цар на черно поле a7 · бяла пешка на черно поле c7 · черна пешка на бяло поле a6 · бял цар на черно поле a5 | черен цар на черно поле a7 · бяла пешка на черно поле c7 · черна пешка на бяло поле a6 · бял цар на черно поле a5 | черен цар на черно поле a7 · бяла пешка на черно поле c7 · черна пешка на бяло поле a6 · бял цар на черно поле a5 | черен цар на черно поле a7 · бяла пешка на черно поле c7 · черна пешка на бяло поле a6 · бял цар на черно поле a5 | 3 |
| 2 | черен цар на черно поле a7 · бяла пешка на черно поле c7 · черна пешка на бяло поле a6 · бял цар на черно поле a5 | черен цар на черно поле a7 · бяла пешка на черно поле c7 · черна пешка на бяло поле a6 · бял цар на черно поле a5 | черен цар на черно поле a7 · бяла пешка на черно поле c7 · черна пешка на бяло поле a6 · бял цар на черно поле a5 | черен цар на черно поле a7 · бяла пешка на черно поле c7 · черна пешка на бяло поле a6 · бял цар на черно поле a5 | черен цар на черно поле a7 · бяла пешка на черно поле c7 · черна пешка на бяло поле a6 · бял цар на черно поле a5 | черен цар на черно поле a7 · бяла пешка на черно поле c7 · черна пешка на бяло поле a6 · бял цар на черно поле a5 | черен цар на черно поле a7 · бяла пешка на черно поле c7 · черна пешка на бяло поле a6 · бял цар на черно поле a5 | черен цар на черно поле a7 · бяла пешка на черно поле c7 · черна пешка на бяло поле a6 · бял цар на черно поле a5 | 2 |
| 1 | черен цар на черно поле a7 · бяла пешка на черно поле c7 · черна пешка на бяло поле a6 · бял цар на черно поле a5 | черен цар на черно поле a7 · бяла пешка на черно поле c7 · черна пешка на бяло поле a6 · бял цар на черно поле a5 | черен цар на черно поле a7 · бяла пешка на черно поле c7 · черна пешка на бяло поле a6 · бял цар на черно поле a5 | черен цар на черно поле a7 · бяла пешка на черно поле c7 · черна пешка на бяло поле a6 · бял цар на черно поле a5 | черен цар на черно поле a7 · бяла пешка на черно поле c7 · черна пешка на бяло поле a6 · бял цар на черно поле a5 | черен цар на черно поле a7 · бяла пешка на черно поле c7 · черна пешка на бяло поле a6 · бял цар на черно поле a5 | черен цар на черно поле a7 · бяла пешка на черно поле c7 · черна пешка на бяло поле a6 · бял цар на черно поле a5 | черен цар на черно поле a7 · бяла пешка на черно поле c7 · черна пешка на бяло поле a6 · бял цар на черно поле a5 | 1 |
|   | a | b | c | d | e | f | g | h |   |

Ако пешките стоят до края на дъската (на 2-ри и 7-ми ред или на линии b и g), като защита има игра за безизходица и състояние на пат.
В първия пример на диаграмата вляво решението е следното:
 1. Цс3! Цb5
2. b4! Ца4. Ако 3. Цс4?, черните постигат реми чрез пат.
3. b5! Ц:b5
4. Цb3 и опозицията на белите води до завладяването на едно от ключовите полета a4 или c4, което гарантира победата.
В случая на диаграмата вдясно само трансформацията на пешката в топ води до печалба: 1. c7–c8T! Ца7–b7 2. Th8 Ца7 и след Th7+ или Тh6 белите взимат пешката и печелят. Същото развитие е и в елементарно пешечно окончание, когато липсва черната пешка.

Следващите два примера показват позиции, при които трансформацията в топ също води до пат.
|   | a | b | c | d | e | f | g | h |   |
| 8 | черна пешка на черно поле a7 · бяла пешка на бяло поле b7 · черен цар на бяло поле a6 · бял цар на бяло поле a4 · бяла пешка на черно поле a3 | черна пешка на черно поле a7 · бяла пешка на бяло поле b7 · черен цар на бяло поле a6 · бял цар на бяло поле a4 · бяла пешка на черно поле a3 | черна пешка на черно поле a7 · бяла пешка на бяло поле b7 · черен цар на бяло поле a6 · бял цар на бяло поле a4 · бяла пешка на черно поле a3 | черна пешка на черно поле a7 · бяла пешка на бяло поле b7 · черен цар на бяло поле a6 · бял цар на бяло поле a4 · бяла пешка на черно поле a3 | черна пешка на черно поле a7 · бяла пешка на бяло поле b7 · черен цар на бяло поле a6 · бял цар на бяло поле a4 · бяла пешка на черно поле a3 | черна пешка на черно поле a7 · бяла пешка на бяло поле b7 · черен цар на бяло поле a6 · бял цар на бяло поле a4 · бяла пешка на черно поле a3 | черна пешка на черно поле a7 · бяла пешка на бяло поле b7 · черен цар на бяло поле a6 · бял цар на бяло поле a4 · бяла пешка на черно поле a3 | черна пешка на черно поле a7 · бяла пешка на бяло поле b7 · черен цар на бяло поле a6 · бял цар на бяло поле a4 · бяла пешка на черно поле a3 | 8 |
| 7 | черна пешка на черно поле a7 · бяла пешка на бяло поле b7 · черен цар на бяло поле a6 · бял цар на бяло поле a4 · бяла пешка на черно поле a3 | черна пешка на черно поле a7 · бяла пешка на бяло поле b7 · черен цар на бяло поле a6 · бял цар на бяло поле a4 · бяла пешка на черно поле a3 | черна пешка на черно поле a7 · бяла пешка на бяло поле b7 · черен цар на бяло поле a6 · бял цар на бяло поле a4 · бяла пешка на черно поле a3 | черна пешка на черно поле a7 · бяла пешка на бяло поле b7 · черен цар на бяло поле a6 · бял цар на бяло поле a4 · бяла пешка на черно поле a3 | черна пешка на черно поле a7 · бяла пешка на бяло поле b7 · черен цар на бяло поле a6 · бял цар на бяло поле a4 · бяла пешка на черно поле a3 | черна пешка на черно поле a7 · бяла пешка на бяло поле b7 · черен цар на бяло поле a6 · бял цар на бяло поле a4 · бяла пешка на черно поле a3 | черна пешка на черно поле a7 · бяла пешка на бяло поле b7 · черен цар на бяло поле a6 · бял цар на бяло поле a4 · бяла пешка на черно поле a3 | черна пешка на черно поле a7 · бяла пешка на бяло поле b7 · черен цар на бяло поле a6 · бял цар на бяло поле a4 · бяла пешка на черно поле a3 | 7 |
| 6 | черна пешка на черно поле a7 · бяла пешка на бяло поле b7 · черен цар на бяло поле a6 · бял цар на бяло поле a4 · бяла пешка на черно поле a3 | черна пешка на черно поле a7 · бяла пешка на бяло поле b7 · черен цар на бяло поле a6 · бял цар на бяло поле a4 · бяла пешка на черно поле a3 | черна пешка на черно поле a7 · бяла пешка на бяло поле b7 · черен цар на бяло поле a6 · бял цар на бяло поле a4 · бяла пешка на черно поле a3 | черна пешка на черно поле a7 · бяла пешка на бяло поле b7 · черен цар на бяло поле a6 · бял цар на бяло поле a4 · бяла пешка на черно поле a3 | черна пешка на черно поле a7 · бяла пешка на бяло поле b7 · черен цар на бяло поле a6 · бял цар на бяло поле a4 · бяла пешка на черно поле a3 | черна пешка на черно поле a7 · бяла пешка на бяло поле b7 · черен цар на бяло поле a6 · бял цар на бяло поле a4 · бяла пешка на черно поле a3 | черна пешка на черно поле a7 · бяла пешка на бяло поле b7 · черен цар на бяло поле a6 · бял цар на бяло поле a4 · бяла пешка на черно поле a3 | черна пешка на черно поле a7 · бяла пешка на бяло поле b7 · черен цар на бяло поле a6 · бял цар на бяло поле a4 · бяла пешка на черно поле a3 | 6 |
| 5 | черна пешка на черно поле a7 · бяла пешка на бяло поле b7 · черен цар на бяло поле a6 · бял цар на бяло поле a4 · бяла пешка на черно поле a3 | черна пешка на черно поле a7 · бяла пешка на бяло поле b7 · черен цар на бяло поле a6 · бял цар на бяло поле a4 · бяла пешка на черно поле a3 | черна пешка на черно поле a7 · бяла пешка на бяло поле b7 · черен цар на бяло поле a6 · бял цар на бяло поле a4 · бяла пешка на черно поле a3 | черна пешка на черно поле a7 · бяла пешка на бяло поле b7 · черен цар на бяло поле a6 · бял цар на бяло поле a4 · бяла пешка на черно поле a3 | черна пешка на черно поле a7 · бяла пешка на бяло поле b7 · черен цар на бяло поле a6 · бял цар на бяло поле a4 · бяла пешка на черно поле a3 | черна пешка на черно поле a7 · бяла пешка на бяло поле b7 · черен цар на бяло поле a6 · бял цар на бяло поле a4 · бяла пешка на черно поле a3 | черна пешка на черно поле a7 · бяла пешка на бяло поле b7 · черен цар на бяло поле a6 · бял цар на бяло поле a4 · бяла пешка на черно поле a3 | черна пешка на черно поле a7 · бяла пешка на бяло поле b7 · черен цар на бяло поле a6 · бял цар на бяло поле a4 · бяла пешка на черно поле a3 | 5 |
| 4 | черна пешка на черно поле a7 · бяла пешка на бяло поле b7 · черен цар на бяло поле a6 · бял цар на бяло поле a4 · бяла пешка на черно поле a3 | черна пешка на черно поле a7 · бяла пешка на бяло поле b7 · черен цар на бяло поле a6 · бял цар на бяло поле a4 · бяла пешка на черно поле a3 | черна пешка на черно поле a7 · бяла пешка на бяло поле b7 · черен цар на бяло поле a6 · бял цар на бяло поле a4 · бяла пешка на черно поле a3 | черна пешка на черно поле a7 · бяла пешка на бяло поле b7 · черен цар на бяло поле a6 · бял цар на бяло поле a4 · бяла пешка на черно поле a3 | черна пешка на черно поле a7 · бяла пешка на бяло поле b7 · черен цар на бяло поле a6 · бял цар на бяло поле a4 · бяла пешка на черно поле a3 | черна пешка на черно поле a7 · бяла пешка на бяло поле b7 · черен цар на бяло поле a6 · бял цар на бяло поле a4 · бяла пешка на черно поле a3 | черна пешка на черно поле a7 · бяла пешка на бяло поле b7 · черен цар на бяло поле a6 · бял цар на бяло поле a4 · бяла пешка на черно поле a3 | черна пешка на черно поле a7 · бяла пешка на бяло поле b7 · черен цар на бяло поле a6 · бял цар на бяло поле a4 · бяла пешка на черно поле a3 | 4 |
| 3 | черна пешка на черно поле a7 · бяла пешка на бяло поле b7 · черен цар на бяло поле a6 · бял цар на бяло поле a4 · бяла пешка на черно поле a3 | черна пешка на черно поле a7 · бяла пешка на бяло поле b7 · черен цар на бяло поле a6 · бял цар на бяло поле a4 · бяла пешка на черно поле a3 | черна пешка на черно поле a7 · бяла пешка на бяло поле b7 · черен цар на бяло поле a6 · бял цар на бяло поле a4 · бяла пешка на черно поле a3 | черна пешка на черно поле a7 · бяла пешка на бяло поле b7 · черен цар на бяло поле a6 · бял цар на бяло поле a4 · бяла пешка на черно поле a3 | черна пешка на черно поле a7 · бяла пешка на бяло поле b7 · черен цар на бяло поле a6 · бял цар на бяло поле a4 · бяла пешка на черно поле a3 | черна пешка на черно поле a7 · бяла пешка на бяло поле b7 · черен цар на бяло поле a6 · бял цар на бяло поле a4 · бяла пешка на черно поле a3 | черна пешка на черно поле a7 · бяла пешка на бяло поле b7 · черен цар на бяло поле a6 · бял цар на бяло поле a4 · бяла пешка на черно поле a3 | черна пешка на черно поле a7 · бяла пешка на бяло поле b7 · черен цар на бяло поле a6 · бял цар на бяло поле a4 · бяла пешка на черно поле a3 | 3 |
| 2 | черна пешка на черно поле a7 · бяла пешка на бяло поле b7 · черен цар на бяло поле a6 · бял цар на бяло поле a4 · бяла пешка на черно поле a3 | черна пешка на черно поле a7 · бяла пешка на бяло поле b7 · черен цар на бяло поле a6 · бял цар на бяло поле a4 · бяла пешка на черно поле a3 | черна пешка на черно поле a7 · бяла пешка на бяло поле b7 · черен цар на бяло поле a6 · бял цар на бяло поле a4 · бяла пешка на черно поле a3 | черна пешка на черно поле a7 · бяла пешка на бяло поле b7 · черен цар на бяло поле a6 · бял цар на бяло поле a4 · бяла пешка на черно поле a3 | черна пешка на черно поле a7 · бяла пешка на бяло поле b7 · черен цар на бяло поле a6 · бял цар на бяло поле a4 · бяла пешка на черно поле a3 | черна пешка на черно поле a7 · бяла пешка на бяло поле b7 · черен цар на бяло поле a6 · бял цар на бяло поле a4 · бяла пешка на черно поле a3 | черна пешка на черно поле a7 · бяла пешка на бяло поле b7 · черен цар на бяло поле a6 · бял цар на бяло поле a4 · бяла пешка на черно поле a3 | черна пешка на черно поле a7 · бяла пешка на бяло поле b7 · черен цар на бяло поле a6 · бял цар на бяло поле a4 · бяла пешка на черно поле a3 | 2 |
| 1 | черна пешка на черно поле a7 · бяла пешка на бяло поле b7 · черен цар на бяло поле a6 · бял цар на бяло поле a4 · бяла пешка на черно поле a3 | черна пешка на черно поле a7 · бяла пешка на бяло поле b7 · черен цар на бяло поле a6 · бял цар на бяло поле a4 · бяла пешка на черно поле a3 | черна пешка на черно поле a7 · бяла пешка на бяло поле b7 · черен цар на бяло поле a6 · бял цар на бяло поле a4 · бяла пешка на черно поле a3 | черна пешка на черно поле a7 · бяла пешка на бяло поле b7 · черен цар на бяло поле a6 · бял цар на бяло поле a4 · бяла пешка на черно поле a3 | черна пешка на черно поле a7 · бяла пешка на бяло поле b7 · черен цар на бяло поле a6 · бял цар на бяло поле a4 · бяла пешка на черно поле a3 | черна пешка на черно поле a7 · бяла пешка на бяло поле b7 · черен цар на бяло поле a6 · бял цар на бяло поле a4 · бяла пешка на черно поле a3 | черна пешка на черно поле a7 · бяла пешка на бяло поле b7 · черен цар на бяло поле a6 · бял цар на бяло поле a4 · бяла пешка на черно поле a3 | черна пешка на черно поле a7 · бяла пешка на бяло поле b7 · черен цар на бяло поле a6 · бял цар на бяло поле a4 · бяла пешка на черно поле a3 | 1 |
|   | a | b | c | d | e | f | g | h |   |

Само превръщането на пешката в кон води до печалба (трансформацията в офицер води само до равенство поради „грешния“ цвят):

1. b7–b8К+! Ца6–b7
2. Кb8–d7 Цb7–c7
3. Кd7–e5 Цс7–b6
4. Ца4–b4 a7–a6
5. Ке5–c4+ Цb6–c6
6. Цb4–a5 Цс6–d5
7. Кс4–b6+ Цd5–d6
8. Ца5:a6 След като черната пешка е заловена, бялата крайна пешка може да премине към последния ред с подкрепата на коня и с превръщането си в дама, топ или офицер да доведе белите до победа.

|   | a | b | c | d | e | f | g | h |   |
| 8 | черна пешка на черно поле c7 · бяла пешка на бяло поле d7 · бял цар на бяло поле a6 · черен цар на бяло поле c6 · бяла пешка на черно поле d4 · бяла пешка на бяло поле d3 | черна пешка на черно поле c7 · бяла пешка на бяло поле d7 · бял цар на бяло поле a6 · черен цар на бяло поле c6 · бяла пешка на черно поле d4 · бяла пешка на бяло поле d3 | черна пешка на черно поле c7 · бяла пешка на бяло поле d7 · бял цар на бяло поле a6 · черен цар на бяло поле c6 · бяла пешка на черно поле d4 · бяла пешка на бяло поле d3 | черна пешка на черно поле c7 · бяла пешка на бяло поле d7 · бял цар на бяло поле a6 · черен цар на бяло поле c6 · бяла пешка на черно поле d4 · бяла пешка на бяло поле d3 | черна пешка на черно поле c7 · бяла пешка на бяло поле d7 · бял цар на бяло поле a6 · черен цар на бяло поле c6 · бяла пешка на черно поле d4 · бяла пешка на бяло поле d3 | черна пешка на черно поле c7 · бяла пешка на бяло поле d7 · бял цар на бяло поле a6 · черен цар на бяло поле c6 · бяла пешка на черно поле d4 · бяла пешка на бяло поле d3 | черна пешка на черно поле c7 · бяла пешка на бяло поле d7 · бял цар на бяло поле a6 · черен цар на бяло поле c6 · бяла пешка на черно поле d4 · бяла пешка на бяло поле d3 | черна пешка на черно поле c7 · бяла пешка на бяло поле d7 · бял цар на бяло поле a6 · черен цар на бяло поле c6 · бяла пешка на черно поле d4 · бяла пешка на бяло поле d3 | 8 |
| 7 | черна пешка на черно поле c7 · бяла пешка на бяло поле d7 · бял цар на бяло поле a6 · черен цар на бяло поле c6 · бяла пешка на черно поле d4 · бяла пешка на бяло поле d3 | черна пешка на черно поле c7 · бяла пешка на бяло поле d7 · бял цар на бяло поле a6 · черен цар на бяло поле c6 · бяла пешка на черно поле d4 · бяла пешка на бяло поле d3 | черна пешка на черно поле c7 · бяла пешка на бяло поле d7 · бял цар на бяло поле a6 · черен цар на бяло поле c6 · бяла пешка на черно поле d4 · бяла пешка на бяло поле d3 | черна пешка на черно поле c7 · бяла пешка на бяло поле d7 · бял цар на бяло поле a6 · черен цар на бяло поле c6 · бяла пешка на черно поле d4 · бяла пешка на бяло поле d3 | черна пешка на черно поле c7 · бяла пешка на бяло поле d7 · бял цар на бяло поле a6 · черен цар на бяло поле c6 · бяла пешка на черно поле d4 · бяла пешка на бяло поле d3 | черна пешка на черно поле c7 · бяла пешка на бяло поле d7 · бял цар на бяло поле a6 · черен цар на бяло поле c6 · бяла пешка на черно поле d4 · бяла пешка на бяло поле d3 | черна пешка на черно поле c7 · бяла пешка на бяло поле d7 · бял цар на бяло поле a6 · черен цар на бяло поле c6 · бяла пешка на черно поле d4 · бяла пешка на бяло поле d3 | черна пешка на черно поле c7 · бяла пешка на бяло поле d7 · бял цар на бяло поле a6 · черен цар на бяло поле c6 · бяла пешка на черно поле d4 · бяла пешка на бяло поле d3 | 7 |
| 6 | черна пешка на черно поле c7 · бяла пешка на бяло поле d7 · бял цар на бяло поле a6 · черен цар на бяло поле c6 · бяла пешка на черно поле d4 · бяла пешка на бяло поле d3 | черна пешка на черно поле c7 · бяла пешка на бяло поле d7 · бял цар на бяло поле a6 · черен цар на бяло поле c6 · бяла пешка на черно поле d4 · бяла пешка на бяло поле d3 | черна пешка на черно поле c7 · бяла пешка на бяло поле d7 · бял цар на бяло поле a6 · черен цар на бяло поле c6 · бяла пешка на черно поле d4 · бяла пешка на бяло поле d3 | черна пешка на черно поле c7 · бяла пешка на бяло поле d7 · бял цар на бяло поле a6 · черен цар на бяло поле c6 · бяла пешка на черно поле d4 · бяла пешка на бяло поле d3 | черна пешка на черно поле c7 · бяла пешка на бяло поле d7 · бял цар на бяло поле a6 · черен цар на бяло поле c6 · бяла пешка на черно поле d4 · бяла пешка на бяло поле d3 | черна пешка на черно поле c7 · бяла пешка на бяло поле d7 · бял цар на бяло поле a6 · черен цар на бяло поле c6 · бяла пешка на черно поле d4 · бяла пешка на бяло поле d3 | черна пешка на черно поле c7 · бяла пешка на бяло поле d7 · бял цар на бяло поле a6 · черен цар на бяло поле c6 · бяла пешка на черно поле d4 · бяла пешка на бяло поле d3 | черна пешка на черно поле c7 · бяла пешка на бяло поле d7 · бял цар на бяло поле a6 · черен цар на бяло поле c6 · бяла пешка на черно поле d4 · бяла пешка на бяло поле d3 | 6 |
| 5 | черна пешка на черно поле c7 · бяла пешка на бяло поле d7 · бял цар на бяло поле a6 · черен цар на бяло поле c6 · бяла пешка на черно поле d4 · бяла пешка на бяло поле d3 | черна пешка на черно поле c7 · бяла пешка на бяло поле d7 · бял цар на бяло поле a6 · черен цар на бяло поле c6 · бяла пешка на черно поле d4 · бяла пешка на бяло поле d3 | черна пешка на черно поле c7 · бяла пешка на бяло поле d7 · бял цар на бяло поле a6 · черен цар на бяло поле c6 · бяла пешка на черно поле d4 · бяла пешка на бяло поле d3 | черна пешка на черно поле c7 · бяла пешка на бяло поле d7 · бял цар на бяло поле a6 · черен цар на бяло поле c6 · бяла пешка на черно поле d4 · бяла пешка на бяло поле d3 | черна пешка на черно поле c7 · бяла пешка на бяло поле d7 · бял цар на бяло поле a6 · черен цар на бяло поле c6 · бяла пешка на черно поле d4 · бяла пешка на бяло поле d3 | черна пешка на черно поле c7 · бяла пешка на бяло поле d7 · бял цар на бяло поле a6 · черен цар на бяло поле c6 · бяла пешка на черно поле d4 · бяла пешка на бяло поле d3 | черна пешка на черно поле c7 · бяла пешка на бяло поле d7 · бял цар на бяло поле a6 · черен цар на бяло поле c6 · бяла пешка на черно поле d4 · бяла пешка на бяло поле d3 | черна пешка на черно поле c7 · бяла пешка на бяло поле d7 · бял цар на бяло поле a6 · черен цар на бяло поле c6 · бяла пешка на черно поле d4 · бяла пешка на бяло поле d3 | 5 |
| 4 | черна пешка на черно поле c7 · бяла пешка на бяло поле d7 · бял цар на бяло поле a6 · черен цар на бяло поле c6 · бяла пешка на черно поле d4 · бяла пешка на бяло поле d3 | черна пешка на черно поле c7 · бяла пешка на бяло поле d7 · бял цар на бяло поле a6 · черен цар на бяло поле c6 · бяла пешка на черно поле d4 · бяла пешка на бяло поле d3 | черна пешка на черно поле c7 · бяла пешка на бяло поле d7 · бял цар на бяло поле a6 · черен цар на бяло поле c6 · бяла пешка на черно поле d4 · бяла пешка на бяло поле d3 | черна пешка на черно поле c7 · бяла пешка на бяло поле d7 · бял цар на бяло поле a6 · черен цар на бяло поле c6 · бяла пешка на черно поле d4 · бяла пешка на бяло поле d3 | черна пешка на черно поле c7 · бяла пешка на бяло поле d7 · бял цар на бяло поле a6 · черен цар на бяло поле c6 · бяла пешка на черно поле d4 · бяла пешка на бяло поле d3 | черна пешка на черно поле c7 · бяла пешка на бяло поле d7 · бял цар на бяло поле a6 · черен цар на бяло поле c6 · бяла пешка на черно поле d4 · бяла пешка на бяло поле d3 | черна пешка на черно поле c7 · бяла пешка на бяло поле d7 · бял цар на бяло поле a6 · черен цар на бяло поле c6 · бяла пешка на черно поле d4 · бяла пешка на бяло поле d3 | черна пешка на черно поле c7 · бяла пешка на бяло поле d7 · бял цар на бяло поле a6 · черен цар на бяло поле c6 · бяла пешка на черно поле d4 · бяла пешка на бяло поле d3 | 4 |
| 3 | черна пешка на черно поле c7 · бяла пешка на бяло поле d7 · бял цар на бяло поле a6 · черен цар на бяло поле c6 · бяла пешка на черно поле d4 · бяла пешка на бяло поле d3 | черна пешка на черно поле c7 · бяла пешка на бяло поле d7 · бял цар на бяло поле a6 · черен цар на бяло поле c6 · бяла пешка на черно поле d4 · бяла пешка на бяло поле d3 | черна пешка на черно поле c7 · бяла пешка на бяло поле d7 · бял цар на бяло поле a6 · черен цар на бяло поле c6 · бяла пешка на черно поле d4 · бяла пешка на бяло поле d3 | черна пешка на черно поле c7 · бяла пешка на бяло поле d7 · бял цар на бяло поле a6 · черен цар на бяло поле c6 · бяла пешка на черно поле d4 · бяла пешка на бяло поле d3 | черна пешка на черно поле c7 · бяла пешка на бяло поле d7 · бял цар на бяло поле a6 · черен цар на бяло поле c6 · бяла пешка на черно поле d4 · бяла пешка на бяло поле d3 | черна пешка на черно поле c7 · бяла пешка на бяло поле d7 · бял цар на бяло поле a6 · черен цар на бяло поле c6 · бяла пешка на черно поле d4 · бяла пешка на бяло поле d3 | черна пешка на черно поле c7 · бяла пешка на бяло поле d7 · бял цар на бяло поле a6 · черен цар на бяло поле c6 · бяла пешка на черно поле d4 · бяла пешка на бяло поле d3 | черна пешка на черно поле c7 · бяла пешка на бяло поле d7 · бял цар на бяло поле a6 · черен цар на бяло поле c6 · бяла пешка на черно поле d4 · бяла пешка на бяло поле d3 | 3 |
| 2 | черна пешка на черно поле c7 · бяла пешка на бяло поле d7 · бял цар на бяло поле a6 · черен цар на бяло поле c6 · бяла пешка на черно поле d4 · бяла пешка на бяло поле d3 | черна пешка на черно поле c7 · бяла пешка на бяло поле d7 · бял цар на бяло поле a6 · черен цар на бяло поле c6 · бяла пешка на черно поле d4 · бяла пешка на бяло поле d3 | черна пешка на черно поле c7 · бяла пешка на бяло поле d7 · бял цар на бяло поле a6 · черен цар на бяло поле c6 · бяла пешка на черно поле d4 · бяла пешка на бяло поле d3 | черна пешка на черно поле c7 · бяла пешка на бяло поле d7 · бял цар на бяло поле a6 · черен цар на бяло поле c6 · бяла пешка на черно поле d4 · бяла пешка на бяло поле d3 | черна пешка на черно поле c7 · бяла пешка на бяло поле d7 · бял цар на бяло поле a6 · черен цар на бяло поле c6 · бяла пешка на черно поле d4 · бяла пешка на бяло поле d3 | черна пешка на черно поле c7 · бяла пешка на бяло поле d7 · бял цар на бяло поле a6 · черен цар на бяло поле c6 · бяла пешка на черно поле d4 · бяла пешка на бяло поле d3 | черна пешка на черно поле c7 · бяла пешка на бяло поле d7 · бял цар на бяло поле a6 · черен цар на бяло поле c6 · бяла пешка на черно поле d4 · бяла пешка на бяло поле d3 | черна пешка на черно поле c7 · бяла пешка на бяло поле d7 · бял цар на бяло поле a6 · черен цар на бяло поле c6 · бяла пешка на черно поле d4 · бяла пешка на бяло поле d3 | 2 |
| 1 | черна пешка на черно поле c7 · бяла пешка на бяло поле d7 · бял цар на бяло поле a6 · черен цар на бяло поле c6 · бяла пешка на черно поле d4 · бяла пешка на бяло поле d3 | черна пешка на черно поле c7 · бяла пешка на бяло поле d7 · бял цар на бяло поле a6 · черен цар на бяло поле c6 · бяла пешка на черно поле d4 · бяла пешка на бяло поле d3 | черна пешка на черно поле c7 · бяла пешка на бяло поле d7 · бял цар на бяло поле a6 · черен цар на бяло поле c6 · бяла пешка на черно поле d4 · бяла пешка на бяло поле d3 | черна пешка на черно поле c7 · бяла пешка на бяло поле d7 · бял цар на бяло поле a6 · черен цар на бяло поле c6 · бяла пешка на черно поле d4 · бяла пешка на бяло поле d3 | черна пешка на черно поле c7 · бяла пешка на бяло поле d7 · бял цар на бяло поле a6 · черен цар на бяло поле c6 · бяла пешка на черно поле d4 · бяла пешка на бяло поле d3 | черна пешка на черно поле c7 · бяла пешка на бяло поле d7 · бял цар на бяло поле a6 · черен цар на бяло поле c6 · бяла пешка на черно поле d4 · бяла пешка на бяло поле d3 | черна пешка на черно поле c7 · бяла пешка на бяло поле d7 · бял цар на бяло поле a6 · черен цар на бяло поле c6 · бяла пешка на черно поле d4 · бяла пешка на бяло поле d3 | черна пешка на черно поле c7 · бяла пешка на бяло поле d7 · бял цар на бяло поле a6 · черен цар на бяло поле c6 · бяла пешка на черно поле d4 · бяла пешка на бяло поле d3 | 1 |
|   | a | b | c | d | e | f | g | h |   |

Само превръщането на пешката в офицер води до печалба (превръщането в кон води до загуба на белите пешки и по този начин до равенство).

1. d7–d8О! Цс6–d5
2. Оd8–f6 c7–c5
3. d4:c5 Цd5:c5.

Сега белите нямат проблеми да преобразуват останалата пешка в дама и по този начин да спечелят играта.

## Примери
|   | a | b | c | d | e | f | g | h |   |
| 8 | черна пешка на бяло поле b7 · бял цар на черно поле c5 · черен цар на бяло поле f5 · бяла пешка на черно поле b2 | черна пешка на бяло поле b7 · бял цар на черно поле c5 · черен цар на бяло поле f5 · бяла пешка на черно поле b2 | черна пешка на бяло поле b7 · бял цар на черно поле c5 · черен цар на бяло поле f5 · бяла пешка на черно поле b2 | черна пешка на бяло поле b7 · бял цар на черно поле c5 · черен цар на бяло поле f5 · бяла пешка на черно поле b2 | черна пешка на бяло поле b7 · бял цар на черно поле c5 · черен цар на бяло поле f5 · бяла пешка на черно поле b2 | черна пешка на бяло поле b7 · бял цар на черно поле c5 · черен цар на бяло поле f5 · бяла пешка на черно поле b2 | черна пешка на бяло поле b7 · бял цар на черно поле c5 · черен цар на бяло поле f5 · бяла пешка на черно поле b2 | черна пешка на бяло поле b7 · бял цар на черно поле c5 · черен цар на бяло поле f5 · бяла пешка на черно поле b2 | 8 |
| 7 | черна пешка на бяло поле b7 · бял цар на черно поле c5 · черен цар на бяло поле f5 · бяла пешка на черно поле b2 | черна пешка на бяло поле b7 · бял цар на черно поле c5 · черен цар на бяло поле f5 · бяла пешка на черно поле b2 | черна пешка на бяло поле b7 · бял цар на черно поле c5 · черен цар на бяло поле f5 · бяла пешка на черно поле b2 | черна пешка на бяло поле b7 · бял цар на черно поле c5 · черен цар на бяло поле f5 · бяла пешка на черно поле b2 | черна пешка на бяло поле b7 · бял цар на черно поле c5 · черен цар на бяло поле f5 · бяла пешка на черно поле b2 | черна пешка на бяло поле b7 · бял цар на черно поле c5 · черен цар на бяло поле f5 · бяла пешка на черно поле b2 | черна пешка на бяло поле b7 · бял цар на черно поле c5 · черен цар на бяло поле f5 · бяла пешка на черно поле b2 | черна пешка на бяло поле b7 · бял цар на черно поле c5 · черен цар на бяло поле f5 · бяла пешка на черно поле b2 | 7 |
| 6 | черна пешка на бяло поле b7 · бял цар на черно поле c5 · черен цар на бяло поле f5 · бяла пешка на черно поле b2 | черна пешка на бяло поле b7 · бял цар на черно поле c5 · черен цар на бяло поле f5 · бяла пешка на черно поле b2 | черна пешка на бяло поле b7 · бял цар на черно поле c5 · черен цар на бяло поле f5 · бяла пешка на черно поле b2 | черна пешка на бяло поле b7 · бял цар на черно поле c5 · черен цар на бяло поле f5 · бяла пешка на черно поле b2 | черна пешка на бяло поле b7 · бял цар на черно поле c5 · черен цар на бяло поле f5 · бяла пешка на черно поле b2 | черна пешка на бяло поле b7 · бял цар на черно поле c5 · черен цар на бяло поле f5 · бяла пешка на черно поле b2 | черна пешка на бяло поле b7 · бял цар на черно поле c5 · черен цар на бяло поле f5 · бяла пешка на черно поле b2 | черна пешка на бяло поле b7 · бял цар на черно поле c5 · черен цар на бяло поле f5 · бяла пешка на черно поле b2 | 6 |
| 5 | черна пешка на бяло поле b7 · бял цар на черно поле c5 · черен цар на бяло поле f5 · бяла пешка на черно поле b2 | черна пешка на бяло поле b7 · бял цар на черно поле c5 · черен цар на бяло поле f5 · бяла пешка на черно поле b2 | черна пешка на бяло поле b7 · бял цар на черно поле c5 · черен цар на бяло поле f5 · бяла пешка на черно поле b2 | черна пешка на бяло поле b7 · бял цар на черно поле c5 · черен цар на бяло поле f5 · бяла пешка на черно поле b2 | черна пешка на бяло поле b7 · бял цар на черно поле c5 · черен цар на бяло поле f5 · бяла пешка на черно поле b2 | черна пешка на бяло поле b7 · бял цар на черно поле c5 · черен цар на бяло поле f5 · бяла пешка на черно поле b2 | черна пешка на бяло поле b7 · бял цар на черно поле c5 · черен цар на бяло поле f5 · бяла пешка на черно поле b2 | черна пешка на бяло поле b7 · бял цар на черно поле c5 · черен цар на бяло поле f5 · бяла пешка на черно поле b2 | 5 |
| 4 | черна пешка на бяло поле b7 · бял цар на черно поле c5 · черен цар на бяло поле f5 · бяла пешка на черно поле b2 | черна пешка на бяло поле b7 · бял цар на черно поле c5 · черен цар на бяло поле f5 · бяла пешка на черно поле b2 | черна пешка на бяло поле b7 · бял цар на черно поле c5 · черен цар на бяло поле f5 · бяла пешка на черно поле b2 | черна пешка на бяло поле b7 · бял цар на черно поле c5 · черен цар на бяло поле f5 · бяла пешка на черно поле b2 | черна пешка на бяло поле b7 · бял цар на черно поле c5 · черен цар на бяло поле f5 · бяла пешка на черно поле b2 | черна пешка на бяло поле b7 · бял цар на черно поле c5 · черен цар на бяло поле f5 · бяла пешка на черно поле b2 | черна пешка на бяло поле b7 · бял цар на черно поле c5 · черен цар на бяло поле f5 · бяла пешка на черно поле b2 | черна пешка на бяло поле b7 · бял цар на черно поле c5 · черен цар на бяло поле f5 · бяла пешка на черно поле b2 | 4 |
| 3 | черна пешка на бяло поле b7 · бял цар на черно поле c5 · черен цар на бяло поле f5 · бяла пешка на черно поле b2 | черна пешка на бяло поле b7 · бял цар на черно поле c5 · черен цар на бяло поле f5 · бяла пешка на черно поле b2 | черна пешка на бяло поле b7 · бял цар на черно поле c5 · черен цар на бяло поле f5 · бяла пешка на черно поле b2 | черна пешка на бяло поле b7 · бял цар на черно поле c5 · черен цар на бяло поле f5 · бяла пешка на черно поле b2 | черна пешка на бяло поле b7 · бял цар на черно поле c5 · черен цар на бяло поле f5 · бяла пешка на черно поле b2 | черна пешка на бяло поле b7 · бял цар на черно поле c5 · черен цар на бяло поле f5 · бяла пешка на черно поле b2 | черна пешка на бяло поле b7 · бял цар на черно поле c5 · черен цар на бяло поле f5 · бяла пешка на черно поле b2 | черна пешка на бяло поле b7 · бял цар на черно поле c5 · черен цар на бяло поле f5 · бяла пешка на черно поле b2 | 3 |
| 2 | черна пешка на бяло поле b7 · бял цар на черно поле c5 · черен цар на бяло поле f5 · бяла пешка на черно поле b2 | черна пешка на бяло поле b7 · бял цар на черно поле c5 · черен цар на бяло поле f5 · бяла пешка на черно поле b2 | черна пешка на бяло поле b7 · бял цар на черно поле c5 · черен цар на бяло поле f5 · бяла пешка на черно поле b2 | черна пешка на бяло поле b7 · бял цар на черно поле c5 · черен цар на бяло поле f5 · бяла пешка на черно поле b2 | черна пешка на бяло поле b7 · бял цар на черно поле c5 · черен цар на бяло поле f5 · бяла пешка на черно поле b2 | черна пешка на бяло поле b7 · бял цар на черно поле c5 · черен цар на бяло поле f5 · бяла пешка на черно поле b2 | черна пешка на бяло поле b7 · бял цар на черно поле c5 · черен цар на бяло поле f5 · бяла пешка на черно поле b2 | черна пешка на бяло поле b7 · бял цар на черно поле c5 · черен цар на бяло поле f5 · бяла пешка на черно поле b2 | 2 |
| 1 | черна пешка на бяло поле b7 · бял цар на черно поле c5 · черен цар на бяло поле f5 · бяла пешка на черно поле b2 | черна пешка на бяло поле b7 · бял цар на черно поле c5 · черен цар на бяло поле f5 · бяла пешка на черно поле b2 | черна пешка на бяло поле b7 · бял цар на черно поле c5 · черен цар на бяло поле f5 · бяла пешка на черно поле b2 | черна пешка на бяло поле b7 · бял цар на черно поле c5 · черен цар на бяло поле f5 · бяла пешка на черно поле b2 | черна пешка на бяло поле b7 · бял цар на черно поле c5 · черен цар на бяло поле f5 · бяла пешка на черно поле b2 | черна пешка на бяло поле b7 · бял цар на черно поле c5 · черен цар на бяло поле f5 · бяла пешка на черно поле b2 | черна пешка на бяло поле b7 · бял цар на черно поле c5 · черен цар на бяло поле f5 · бяла пешка на черно поле b2 | черна пешка на бяло поле b7 · бял цар на черно поле c5 · черен цар на бяло поле f5 · бяла пешка на черно поле b2 | 1 |
|   | a | b | c | d | e | f | g | h |   |

|   | a | b | c | d | e | f | g | h |   |
| 8 | черна пешка на бяло поле f7 · черна пешка на бяло поле h7 · черна пешка на черно поле f6 · черна пешка на черно поле a5 · черна пешка на черно поле c5 · бял цар на черно поле g5 · черен цар на черно поле b4 · бяла пешка на черно поле f4 · бяла пешка на черно поле h4 · бяла пешка на бяло поле a2 · бяла пешка на черно поле b2 · бяла пешка на бяло поле c2 | черна пешка на бяло поле f7 · черна пешка на бяло поле h7 · черна пешка на черно поле f6 · черна пешка на черно поле a5 · черна пешка на черно поле c5 · бял цар на черно поле g5 · черен цар на черно поле b4 · бяла пешка на черно поле f4 · бяла пешка на черно поле h4 · бяла пешка на бяло поле a2 · бяла пешка на черно поле b2 · бяла пешка на бяло поле c2 | черна пешка на бяло поле f7 · черна пешка на бяло поле h7 · черна пешка на черно поле f6 · черна пешка на черно поле a5 · черна пешка на черно поле c5 · бял цар на черно поле g5 · черен цар на черно поле b4 · бяла пешка на черно поле f4 · бяла пешка на черно поле h4 · бяла пешка на бяло поле a2 · бяла пешка на черно поле b2 · бяла пешка на бяло поле c2 | черна пешка на бяло поле f7 · черна пешка на бяло поле h7 · черна пешка на черно поле f6 · черна пешка на черно поле a5 · черна пешка на черно поле c5 · бял цар на черно поле g5 · черен цар на черно поле b4 · бяла пешка на черно поле f4 · бяла пешка на черно поле h4 · бяла пешка на бяло поле a2 · бяла пешка на черно поле b2 · бяла пешка на бяло поле c2 | черна пешка на бяло поле f7 · черна пешка на бяло поле h7 · черна пешка на черно поле f6 · черна пешка на черно поле a5 · черна пешка на черно поле c5 · бял цар на черно поле g5 · черен цар на черно поле b4 · бяла пешка на черно поле f4 · бяла пешка на черно поле h4 · бяла пешка на бяло поле a2 · бяла пешка на черно поле b2 · бяла пешка на бяло поле c2 | черна пешка на бяло поле f7 · черна пешка на бяло поле h7 · черна пешка на черно поле f6 · черна пешка на черно поле a5 · черна пешка на черно поле c5 · бял цар на черно поле g5 · черен цар на черно поле b4 · бяла пешка на черно поле f4 · бяла пешка на черно поле h4 · бяла пешка на бяло поле a2 · бяла пешка на черно поле b2 · бяла пешка на бяло поле c2 | черна пешка на бяло поле f7 · черна пешка на бяло поле h7 · черна пешка на черно поле f6 · черна пешка на черно поле a5 · черна пешка на черно поле c5 · бял цар на черно поле g5 · черен цар на черно поле b4 · бяла пешка на черно поле f4 · бяла пешка на черно поле h4 · бяла пешка на бяло поле a2 · бяла пешка на черно поле b2 · бяла пешка на бяло поле c2 | черна пешка на бяло поле f7 · черна пешка на бяло поле h7 · черна пешка на черно поле f6 · черна пешка на черно поле a5 · черна пешка на черно поле c5 · бял цар на черно поле g5 · черен цар на черно поле b4 · бяла пешка на черно поле f4 · бяла пешка на черно поле h4 · бяла пешка на бяло поле a2 · бяла пешка на черно поле b2 · бяла пешка на бяло поле c2 | 8 |
| 7 | черна пешка на бяло поле f7 · черна пешка на бяло поле h7 · черна пешка на черно поле f6 · черна пешка на черно поле a5 · черна пешка на черно поле c5 · бял цар на черно поле g5 · черен цар на черно поле b4 · бяла пешка на черно поле f4 · бяла пешка на черно поле h4 · бяла пешка на бяло поле a2 · бяла пешка на черно поле b2 · бяла пешка на бяло поле c2 | черна пешка на бяло поле f7 · черна пешка на бяло поле h7 · черна пешка на черно поле f6 · черна пешка на черно поле a5 · черна пешка на черно поле c5 · бял цар на черно поле g5 · черен цар на черно поле b4 · бяла пешка на черно поле f4 · бяла пешка на черно поле h4 · бяла пешка на бяло поле a2 · бяла пешка на черно поле b2 · бяла пешка на бяло поле c2 | черна пешка на бяло поле f7 · черна пешка на бяло поле h7 · черна пешка на черно поле f6 · черна пешка на черно поле a5 · черна пешка на черно поле c5 · бял цар на черно поле g5 · черен цар на черно поле b4 · бяла пешка на черно поле f4 · бяла пешка на черно поле h4 · бяла пешка на бяло поле a2 · бяла пешка на черно поле b2 · бяла пешка на бяло поле c2 | черна пешка на бяло поле f7 · черна пешка на бяло поле h7 · черна пешка на черно поле f6 · черна пешка на черно поле a5 · черна пешка на черно поле c5 · бял цар на черно поле g5 · черен цар на черно поле b4 · бяла пешка на черно поле f4 · бяла пешка на черно поле h4 · бяла пешка на бяло поле a2 · бяла пешка на черно поле b2 · бяла пешка на бяло поле c2 | черна пешка на бяло поле f7 · черна пешка на бяло поле h7 · черна пешка на черно поле f6 · черна пешка на черно поле a5 · черна пешка на черно поле c5 · бял цар на черно поле g5 · черен цар на черно поле b4 · бяла пешка на черно поле f4 · бяла пешка на черно поле h4 · бяла пешка на бяло поле a2 · бяла пешка на черно поле b2 · бяла пешка на бяло поле c2 | черна пешка на бяло поле f7 · черна пешка на бяло поле h7 · черна пешка на черно поле f6 · черна пешка на черно поле a5 · черна пешка на черно поле c5 · бял цар на черно поле g5 · черен цар на черно поле b4 · бяла пешка на черно поле f4 · бяла пешка на черно поле h4 · бяла пешка на бяло поле a2 · бяла пешка на черно поле b2 · бяла пешка на бяло поле c2 | черна пешка на бяло поле f7 · черна пешка на бяло поле h7 · черна пешка на черно поле f6 · черна пешка на черно поле a5 · черна пешка на черно поле c5 · бял цар на черно поле g5 · черен цар на черно поле b4 · бяла пешка на черно поле f4 · бяла пешка на черно поле h4 · бяла пешка на бяло поле a2 · бяла пешка на черно поле b2 · бяла пешка на бяло поле c2 | черна пешка на бяло поле f7 · черна пешка на бяло поле h7 · черна пешка на черно поле f6 · черна пешка на черно поле a5 · черна пешка на черно поле c5 · бял цар на черно поле g5 · черен цар на черно поле b4 · бяла пешка на черно поле f4 · бяла пешка на черно поле h4 · бяла пешка на бяло поле a2 · бяла пешка на черно поле b2 · бяла пешка на бяло поле c2 | 7 |
| 6 | черна пешка на бяло поле f7 · черна пешка на бяло поле h7 · черна пешка на черно поле f6 · черна пешка на черно поле a5 · черна пешка на черно поле c5 · бял цар на черно поле g5 · черен цар на черно поле b4 · бяла пешка на черно поле f4 · бяла пешка на черно поле h4 · бяла пешка на бяло поле a2 · бяла пешка на черно поле b2 · бяла пешка на бяло поле c2 | черна пешка на бяло поле f7 · черна пешка на бяло поле h7 · черна пешка на черно поле f6 · черна пешка на черно поле a5 · черна пешка на черно поле c5 · бял цар на черно поле g5 · черен цар на черно поле b4 · бяла пешка на черно поле f4 · бяла пешка на черно поле h4 · бяла пешка на бяло поле a2 · бяла пешка на черно поле b2 · бяла пешка на бяло поле c2 | черна пешка на бяло поле f7 · черна пешка на бяло поле h7 · черна пешка на черно поле f6 · черна пешка на черно поле a5 · черна пешка на черно поле c5 · бял цар на черно поле g5 · черен цар на черно поле b4 · бяла пешка на черно поле f4 · бяла пешка на черно поле h4 · бяла пешка на бяло поле a2 · бяла пешка на черно поле b2 · бяла пешка на бяло поле c2 | черна пешка на бяло поле f7 · черна пешка на бяло поле h7 · черна пешка на черно поле f6 · черна пешка на черно поле a5 · черна пешка на черно поле c5 · бял цар на черно поле g5 · черен цар на черно поле b4 · бяла пешка на черно поле f4 · бяла пешка на черно поле h4 · бяла пешка на бяло поле a2 · бяла пешка на черно поле b2 · бяла пешка на бяло поле c2 | черна пешка на бяло поле f7 · черна пешка на бяло поле h7 · черна пешка на черно поле f6 · черна пешка на черно поле a5 · черна пешка на черно поле c5 · бял цар на черно поле g5 · черен цар на черно поле b4 · бяла пешка на черно поле f4 · бяла пешка на черно поле h4 · бяла пешка на бяло поле a2 · бяла пешка на черно поле b2 · бяла пешка на бяло поле c2 | черна пешка на бяло поле f7 · черна пешка на бяло поле h7 · черна пешка на черно поле f6 · черна пешка на черно поле a5 · черна пешка на черно поле c5 · бял цар на черно поле g5 · черен цар на черно поле b4 · бяла пешка на черно поле f4 · бяла пешка на черно поле h4 · бяла пешка на бяло поле a2 · бяла пешка на черно поле b2 · бяла пешка на бяло поле c2 | черна пешка на бяло поле f7 · черна пешка на бяло поле h7 · черна пешка на черно поле f6 · черна пешка на черно поле a5 · черна пешка на черно поле c5 · бял цар на черно поле g5 · черен цар на черно поле b4 · бяла пешка на черно поле f4 · бяла пешка на черно поле h4 · бяла пешка на бяло поле a2 · бяла пешка на черно поле b2 · бяла пешка на бяло поле c2 | черна пешка на бяло поле f7 · черна пешка на бяло поле h7 · черна пешка на черно поле f6 · черна пешка на черно поле a5 · черна пешка на черно поле c5 · бял цар на черно поле g5 · черен цар на черно поле b4 · бяла пешка на черно поле f4 · бяла пешка на черно поле h4 · бяла пешка на бяло поле a2 · бяла пешка на черно поле b2 · бяла пешка на бяло поле c2 | 6 |
| 5 | черна пешка на бяло поле f7 · черна пешка на бяло поле h7 · черна пешка на черно поле f6 · черна пешка на черно поле a5 · черна пешка на черно поле c5 · бял цар на черно поле g5 · черен цар на черно поле b4 · бяла пешка на черно поле f4 · бяла пешка на черно поле h4 · бяла пешка на бяло поле a2 · бяла пешка на черно поле b2 · бяла пешка на бяло поле c2 | черна пешка на бяло поле f7 · черна пешка на бяло поле h7 · черна пешка на черно поле f6 · черна пешка на черно поле a5 · черна пешка на черно поле c5 · бял цар на черно поле g5 · черен цар на черно поле b4 · бяла пешка на черно поле f4 · бяла пешка на черно поле h4 · бяла пешка на бяло поле a2 · бяла пешка на черно поле b2 · бяла пешка на бяло поле c2 | черна пешка на бяло поле f7 · черна пешка на бяло поле h7 · черна пешка на черно поле f6 · черна пешка на черно поле a5 · черна пешка на черно поле c5 · бял цар на черно поле g5 · черен цар на черно поле b4 · бяла пешка на черно поле f4 · бяла пешка на черно поле h4 · бяла пешка на бяло поле a2 · бяла пешка на черно поле b2 · бяла пешка на бяло поле c2 | черна пешка на бяло поле f7 · черна пешка на бяло поле h7 · черна пешка на черно поле f6 · черна пешка на черно поле a5 · черна пешка на черно поле c5 · бял цар на черно поле g5 · черен цар на черно поле b4 · бяла пешка на черно поле f4 · бяла пешка на черно поле h4 · бяла пешка на бяло поле a2 · бяла пешка на черно поле b2 · бяла пешка на бяло поле c2 | черна пешка на бяло поле f7 · черна пешка на бяло поле h7 · черна пешка на черно поле f6 · черна пешка на черно поле a5 · черна пешка на черно поле c5 · бял цар на черно поле g5 · черен цар на черно поле b4 · бяла пешка на черно поле f4 · бяла пешка на черно поле h4 · бяла пешка на бяло поле a2 · бяла пешка на черно поле b2 · бяла пешка на бяло поле c2 | черна пешка на бяло поле f7 · черна пешка на бяло поле h7 · черна пешка на черно поле f6 · черна пешка на черно поле a5 · черна пешка на черно поле c5 · бял цар на черно поле g5 · черен цар на черно поле b4 · бяла пешка на черно поле f4 · бяла пешка на черно поле h4 · бяла пешка на бяло поле a2 · бяла пешка на черно поле b2 · бяла пешка на бяло поле c2 | черна пешка на бяло поле f7 · черна пешка на бяло поле h7 · черна пешка на черно поле f6 · черна пешка на черно поле a5 · черна пешка на черно поле c5 · бял цар на черно поле g5 · черен цар на черно поле b4 · бяла пешка на черно поле f4 · бяла пешка на черно поле h4 · бяла пешка на бяло поле a2 · бяла пешка на черно поле b2 · бяла пешка на бяло поле c2 | черна пешка на бяло поле f7 · черна пешка на бяло поле h7 · черна пешка на черно поле f6 · черна пешка на черно поле a5 · черна пешка на черно поле c5 · бял цар на черно поле g5 · черен цар на черно поле b4 · бяла пешка на черно поле f4 · бяла пешка на черно поле h4 · бяла пешка на бяло поле a2 · бяла пешка на черно поле b2 · бяла пешка на бяло поле c2 | 5 |
| 4 | черна пешка на бяло поле f7 · черна пешка на бяло поле h7 · черна пешка на черно поле f6 · черна пешка на черно поле a5 · черна пешка на черно поле c5 · бял цар на черно поле g5 · черен цар на черно поле b4 · бяла пешка на черно поле f4 · бяла пешка на черно поле h4 · бяла пешка на бяло поле a2 · бяла пешка на черно поле b2 · бяла пешка на бяло поле c2 | черна пешка на бяло поле f7 · черна пешка на бяло поле h7 · черна пешка на черно поле f6 · черна пешка на черно поле a5 · черна пешка на черно поле c5 · бял цар на черно поле g5 · черен цар на черно поле b4 · бяла пешка на черно поле f4 · бяла пешка на черно поле h4 · бяла пешка на бяло поле a2 · бяла пешка на черно поле b2 · бяла пешка на бяло поле c2 | черна пешка на бяло поле f7 · черна пешка на бяло поле h7 · черна пешка на черно поле f6 · черна пешка на черно поле a5 · черна пешка на черно поле c5 · бял цар на черно поле g5 · черен цар на черно поле b4 · бяла пешка на черно поле f4 · бяла пешка на черно поле h4 · бяла пешка на бяло поле a2 · бяла пешка на черно поле b2 · бяла пешка на бяло поле c2 | черна пешка на бяло поле f7 · черна пешка на бяло поле h7 · черна пешка на черно поле f6 · черна пешка на черно поле a5 · черна пешка на черно поле c5 · бял цар на черно поле g5 · черен цар на черно поле b4 · бяла пешка на черно поле f4 · бяла пешка на черно поле h4 · бяла пешка на бяло поле a2 · бяла пешка на черно поле b2 · бяла пешка на бяло поле c2 | черна пешка на бяло поле f7 · черна пешка на бяло поле h7 · черна пешка на черно поле f6 · черна пешка на черно поле a5 · черна пешка на черно поле c5 · бял цар на черно поле g5 · черен цар на черно поле b4 · бяла пешка на черно поле f4 · бяла пешка на черно поле h4 · бяла пешка на бяло поле a2 · бяла пешка на черно поле b2 · бяла пешка на бяло поле c2 | черна пешка на бяло поле f7 · черна пешка на бяло поле h7 · черна пешка на черно поле f6 · черна пешка на черно поле a5 · черна пешка на черно поле c5 · бял цар на черно поле g5 · черен цар на черно поле b4 · бяла пешка на черно поле f4 · бяла пешка на черно поле h4 · бяла пешка на бяло поле a2 · бяла пешка на черно поле b2 · бяла пешка на бяло поле c2 | черна пешка на бяло поле f7 · черна пешка на бяло поле h7 · черна пешка на черно поле f6 · черна пешка на черно поле a5 · черна пешка на черно поле c5 · бял цар на черно поле g5 · черен цар на черно поле b4 · бяла пешка на черно поле f4 · бяла пешка на черно поле h4 · бяла пешка на бяло поле a2 · бяла пешка на черно поле b2 · бяла пешка на бяло поле c2 | черна пешка на бяло поле f7 · черна пешка на бяло поле h7 · черна пешка на черно поле f6 · черна пешка на черно поле a5 · черна пешка на черно поле c5 · бял цар на черно поле g5 · черен цар на черно поле b4 · бяла пешка на черно поле f4 · бяла пешка на черно поле h4 · бяла пешка на бяло поле a2 · бяла пешка на черно поле b2 · бяла пешка на бяло поле c2 | 4 |
| 3 | черна пешка на бяло поле f7 · черна пешка на бяло поле h7 · черна пешка на черно поле f6 · черна пешка на черно поле a5 · черна пешка на черно поле c5 · бял цар на черно поле g5 · черен цар на черно поле b4 · бяла пешка на черно поле f4 · бяла пешка на черно поле h4 · бяла пешка на бяло поле a2 · бяла пешка на черно поле b2 · бяла пешка на бяло поле c2 | черна пешка на бяло поле f7 · черна пешка на бяло поле h7 · черна пешка на черно поле f6 · черна пешка на черно поле a5 · черна пешка на черно поле c5 · бял цар на черно поле g5 · черен цар на черно поле b4 · бяла пешка на черно поле f4 · бяла пешка на черно поле h4 · бяла пешка на бяло поле a2 · бяла пешка на черно поле b2 · бяла пешка на бяло поле c2 | черна пешка на бяло поле f7 · черна пешка на бяло поле h7 · черна пешка на черно поле f6 · черна пешка на черно поле a5 · черна пешка на черно поле c5 · бял цар на черно поле g5 · черен цар на черно поле b4 · бяла пешка на черно поле f4 · бяла пешка на черно поле h4 · бяла пешка на бяло поле a2 · бяла пешка на черно поле b2 · бяла пешка на бяло поле c2 | черна пешка на бяло поле f7 · черна пешка на бяло поле h7 · черна пешка на черно поле f6 · черна пешка на черно поле a5 · черна пешка на черно поле c5 · бял цар на черно поле g5 · черен цар на черно поле b4 · бяла пешка на черно поле f4 · бяла пешка на черно поле h4 · бяла пешка на бяло поле a2 · бяла пешка на черно поле b2 · бяла пешка на бяло поле c2 | черна пешка на бяло поле f7 · черна пешка на бяло поле h7 · черна пешка на черно поле f6 · черна пешка на черно поле a5 · черна пешка на черно поле c5 · бял цар на черно поле g5 · черен цар на черно поле b4 · бяла пешка на черно поле f4 · бяла пешка на черно поле h4 · бяла пешка на бяло поле a2 · бяла пешка на черно поле b2 · бяла пешка на бяло поле c2 | черна пешка на бяло поле f7 · черна пешка на бяло поле h7 · черна пешка на черно поле f6 · черна пешка на черно поле a5 · черна пешка на черно поле c5 · бял цар на черно поле g5 · черен цар на черно поле b4 · бяла пешка на черно поле f4 · бяла пешка на черно поле h4 · бяла пешка на бяло поле a2 · бяла пешка на черно поле b2 · бяла пешка на бяло поле c2 | черна пешка на бяло поле f7 · черна пешка на бяло поле h7 · черна пешка на черно поле f6 · черна пешка на черно поле a5 · черна пешка на черно поле c5 · бял цар на черно поле g5 · черен цар на черно поле b4 · бяла пешка на черно поле f4 · бяла пешка на черно поле h4 · бяла пешка на бяло поле a2 · бяла пешка на черно поле b2 · бяла пешка на бяло поле c2 | черна пешка на бяло поле f7 · черна пешка на бяло поле h7 · черна пешка на черно поле f6 · черна пешка на черно поле a5 · черна пешка на черно поле c5 · бял цар на черно поле g5 · черен цар на черно поле b4 · бяла пешка на черно поле f4 · бяла пешка на черно поле h4 · бяла пешка на бяло поле a2 · бяла пешка на черно поле b2 · бяла пешка на бяло поле c2 | 3 |
| 2 | черна пешка на бяло поле f7 · черна пешка на бяло поле h7 · черна пешка на черно поле f6 · черна пешка на черно поле a5 · черна пешка на черно поле c5 · бял цар на черно поле g5 · черен цар на черно поле b4 · бяла пешка на черно поле f4 · бяла пешка на черно поле h4 · бяла пешка на бяло поле a2 · бяла пешка на черно поле b2 · бяла пешка на бяло поле c2 | черна пешка на бяло поле f7 · черна пешка на бяло поле h7 · черна пешка на черно поле f6 · черна пешка на черно поле a5 · черна пешка на черно поле c5 · бял цар на черно поле g5 · черен цар на черно поле b4 · бяла пешка на черно поле f4 · бяла пешка на черно поле h4 · бяла пешка на бяло поле a2 · бяла пешка на черно поле b2 · бяла пешка на бяло поле c2 | черна пешка на бяло поле f7 · черна пешка на бяло поле h7 · черна пешка на черно поле f6 · черна пешка на черно поле a5 · черна пешка на черно поле c5 · бял цар на черно поле g5 · черен цар на черно поле b4 · бяла пешка на черно поле f4 · бяла пешка на черно поле h4 · бяла пешка на бяло поле a2 · бяла пешка на черно поле b2 · бяла пешка на бяло поле c2 | черна пешка на бяло поле f7 · черна пешка на бяло поле h7 · черна пешка на черно поле f6 · черна пешка на черно поле a5 · черна пешка на черно поле c5 · бял цар на черно поле g5 · черен цар на черно поле b4 · бяла пешка на черно поле f4 · бяла пешка на черно поле h4 · бяла пешка на бяло поле a2 · бяла пешка на черно поле b2 · бяла пешка на бяло поле c2 | черна пешка на бяло поле f7 · черна пешка на бяло поле h7 · черна пешка на черно поле f6 · черна пешка на черно поле a5 · черна пешка на черно поле c5 · бял цар на черно поле g5 · черен цар на черно поле b4 · бяла пешка на черно поле f4 · бяла пешка на черно поле h4 · бяла пешка на бяло поле a2 · бяла пешка на черно поле b2 · бяла пешка на бяло поле c2 | черна пешка на бяло поле f7 · черна пешка на бяло поле h7 · черна пешка на черно поле f6 · черна пешка на черно поле a5 · черна пешка на черно поле c5 · бял цар на черно поле g5 · черен цар на черно поле b4 · бяла пешка на черно поле f4 · бяла пешка на черно поле h4 · бяла пешка на бяло поле a2 · бяла пешка на черно поле b2 · бяла пешка на бяло поле c2 | черна пешка на бяло поле f7 · черна пешка на бяло поле h7 · черна пешка на черно поле f6 · черна пешка на черно поле a5 · черна пешка на черно поле c5 · бял цар на черно поле g5 · черен цар на черно поле b4 · бяла пешка на черно поле f4 · бяла пешка на черно поле h4 · бяла пешка на бяло поле a2 · бяла пешка на черно поле b2 · бяла пешка на бяло поле c2 | черна пешка на бяло поле f7 · черна пешка на бяло поле h7 · черна пешка на черно поле f6 · черна пешка на черно поле a5 · черна пешка на черно поле c5 · бял цар на черно поле g5 · черен цар на черно поле b4 · бяла пешка на черно поле f4 · бяла пешка на черно поле h4 · бяла пешка на бяло поле a2 · бяла пешка на черно поле b2 · бяла пешка на бяло поле c2 | 2 |
| 1 | черна пешка на бяло поле f7 · черна пешка на бяло поле h7 · черна пешка на черно поле f6 · черна пешка на черно поле a5 · черна пешка на черно поле c5 · бял цар на черно поле g5 · черен цар на черно поле b4 · бяла пешка на черно поле f4 · бяла пешка на черно поле h4 · бяла пешка на бяло поле a2 · бяла пешка на черно поле b2 · бяла пешка на бяло поле c2 | черна пешка на бяло поле f7 · черна пешка на бяло поле h7 · черна пешка на черно поле f6 · черна пешка на черно поле a5 · черна пешка на черно поле c5 · бял цар на черно поле g5 · черен цар на черно поле b4 · бяла пешка на черно поле f4 · бяла пешка на черно поле h4 · бяла пешка на бяло поле a2 · бяла пешка на черно поле b2 · бяла пешка на бяло поле c2 | черна пешка на бяло поле f7 · черна пешка на бяло поле h7 · черна пешка на черно поле f6 · черна пешка на черно поле a5 · черна пешка на черно поле c5 · бял цар на черно поле g5 · черен цар на черно поле b4 · бяла пешка на черно поле f4 · бяла пешка на черно поле h4 · бяла пешка на бяло поле a2 · бяла пешка на черно поле b2 · бяла пешка на бяло поле c2 | черна пешка на бяло поле f7 · черна пешка на бяло поле h7 · черна пешка на черно поле f6 · черна пешка на черно поле a5 · черна пешка на черно поле c5 · бял цар на черно поле g5 · черен цар на черно поле b4 · бяла пешка на черно поле f4 · бяла пешка на черно поле h4 · бяла пешка на бяло поле a2 · бяла пешка на черно поле b2 · бяла пешка на бяло поле c2 | черна пешка на бяло поле f7 · черна пешка на бяло поле h7 · черна пешка на черно поле f6 · черна пешка на черно поле a5 · черна пешка на черно поле c5 · бял цар на черно поле g5 · черен цар на черно поле b4 · бяла пешка на черно поле f4 · бяла пешка на черно поле h4 · бяла пешка на бяло поле a2 · бяла пешка на черно поле b2 · бяла пешка на бяло поле c2 | черна пешка на бяло поле f7 · черна пешка на бяло поле h7 · черна пешка на черно поле f6 · черна пешка на черно поле a5 · черна пешка на черно поле c5 · бял цар на черно поле g5 · черен цар на черно поле b4 · бяла пешка на черно поле f4 · бяла пешка на черно поле h4 · бяла пешка на бяло поле a2 · бяла пешка на черно поле b2 · бяла пешка на бяло поле c2 | черна пешка на бяло поле f7 · черна пешка на бяло поле h7 · черна пешка на черно поле f6 · черна пешка на черно поле a5 · черна пешка на черно поле c5 · бял цар на черно поле g5 · черен цар на черно поле b4 · бяла пешка на черно поле f4 · бяла пешка на черно поле h4 · бяла пешка на бяло поле a2 · бяла пешка на черно поле b2 · бяла пешка на бяло поле c2 | черна пешка на бяло поле f7 · черна пешка на бяло поле h7 · черна пешка на черно поле f6 · черна пешка на черно поле a5 · черна пешка на черно поле c5 · бял цар на черно поле g5 · черен цар на черно поле b4 · бяла пешка на черно поле f4 · бяла пешка на черно поле h4 · бяла пешка на бяло поле a2 · бяла пешка на черно поле b2 · бяла пешка на бяло поле c2 | 1 |
|   | a | b | c | d | e | f | g | h |   |

Николай Крогиус представя следните позиции:
На диаграмата вляво  белите заемат опозицията с 1. Цd5 и черните се озовават в цугцванг. Затова след 1 ... b6 2. Цd6! Цf4 3. b4 Це4 4. b5 Цd4 5. Цс6. те се предават.
Активирането на царя във финала (особено чрез централизация) често води до материална печалба. Такъв е случаят на диаграмата вдясно . Черните са засегнати от слаби полета, което позволява на белите да вземат пешките им по-бързо със своя цар.
В следващия пример са показани мотивите пешечна структура, проходна пешка, положение на царя, опозиция, цугцванг, резервни ходове.
|   | a | b | c | d | e | f | g | h |   |
| 8 | черна пешка на бяло поле b7 · черен цар на черно поле c7 · черна пешка на черно поле b6 · черна пешка на черно поле h6 · бяла пешка на бяло поле h5 · черна пешка на бяло поле c4 · бяла пешка на черно поле c3 · бяла пешка на черно поле e3 · бял цар на бяло поле f3 · бяла пешка на черно поле b2 | черна пешка на бяло поле b7 · черен цар на черно поле c7 · черна пешка на черно поле b6 · черна пешка на черно поле h6 · бяла пешка на бяло поле h5 · черна пешка на бяло поле c4 · бяла пешка на черно поле c3 · бяла пешка на черно поле e3 · бял цар на бяло поле f3 · бяла пешка на черно поле b2 | черна пешка на бяло поле b7 · черен цар на черно поле c7 · черна пешка на черно поле b6 · черна пешка на черно поле h6 · бяла пешка на бяло поле h5 · черна пешка на бяло поле c4 · бяла пешка на черно поле c3 · бяла пешка на черно поле e3 · бял цар на бяло поле f3 · бяла пешка на черно поле b2 | черна пешка на бяло поле b7 · черен цар на черно поле c7 · черна пешка на черно поле b6 · черна пешка на черно поле h6 · бяла пешка на бяло поле h5 · черна пешка на бяло поле c4 · бяла пешка на черно поле c3 · бяла пешка на черно поле e3 · бял цар на бяло поле f3 · бяла пешка на черно поле b2 | черна пешка на бяло поле b7 · черен цар на черно поле c7 · черна пешка на черно поле b6 · черна пешка на черно поле h6 · бяла пешка на бяло поле h5 · черна пешка на бяло поле c4 · бяла пешка на черно поле c3 · бяла пешка на черно поле e3 · бял цар на бяло поле f3 · бяла пешка на черно поле b2 | черна пешка на бяло поле b7 · черен цар на черно поле c7 · черна пешка на черно поле b6 · черна пешка на черно поле h6 · бяла пешка на бяло поле h5 · черна пешка на бяло поле c4 · бяла пешка на черно поле c3 · бяла пешка на черно поле e3 · бял цар на бяло поле f3 · бяла пешка на черно поле b2 | черна пешка на бяло поле b7 · черен цар на черно поле c7 · черна пешка на черно поле b6 · черна пешка на черно поле h6 · бяла пешка на бяло поле h5 · черна пешка на бяло поле c4 · бяла пешка на черно поле c3 · бяла пешка на черно поле e3 · бял цар на бяло поле f3 · бяла пешка на черно поле b2 | черна пешка на бяло поле b7 · черен цар на черно поле c7 · черна пешка на черно поле b6 · черна пешка на черно поле h6 · бяла пешка на бяло поле h5 · черна пешка на бяло поле c4 · бяла пешка на черно поле c3 · бяла пешка на черно поле e3 · бял цар на бяло поле f3 · бяла пешка на черно поле b2 | 8 |
| 7 | черна пешка на бяло поле b7 · черен цар на черно поле c7 · черна пешка на черно поле b6 · черна пешка на черно поле h6 · бяла пешка на бяло поле h5 · черна пешка на бяло поле c4 · бяла пешка на черно поле c3 · бяла пешка на черно поле e3 · бял цар на бяло поле f3 · бяла пешка на черно поле b2 | черна пешка на бяло поле b7 · черен цар на черно поле c7 · черна пешка на черно поле b6 · черна пешка на черно поле h6 · бяла пешка на бяло поле h5 · черна пешка на бяло поле c4 · бяла пешка на черно поле c3 · бяла пешка на черно поле e3 · бял цар на бяло поле f3 · бяла пешка на черно поле b2 | черна пешка на бяло поле b7 · черен цар на черно поле c7 · черна пешка на черно поле b6 · черна пешка на черно поле h6 · бяла пешка на бяло поле h5 · черна пешка на бяло поле c4 · бяла пешка на черно поле c3 · бяла пешка на черно поле e3 · бял цар на бяло поле f3 · бяла пешка на черно поле b2 | черна пешка на бяло поле b7 · черен цар на черно поле c7 · черна пешка на черно поле b6 · черна пешка на черно поле h6 · бяла пешка на бяло поле h5 · черна пешка на бяло поле c4 · бяла пешка на черно поле c3 · бяла пешка на черно поле e3 · бял цар на бяло поле f3 · бяла пешка на черно поле b2 | черна пешка на бяло поле b7 · черен цар на черно поле c7 · черна пешка на черно поле b6 · черна пешка на черно поле h6 · бяла пешка на бяло поле h5 · черна пешка на бяло поле c4 · бяла пешка на черно поле c3 · бяла пешка на черно поле e3 · бял цар на бяло поле f3 · бяла пешка на черно поле b2 | черна пешка на бяло поле b7 · черен цар на черно поле c7 · черна пешка на черно поле b6 · черна пешка на черно поле h6 · бяла пешка на бяло поле h5 · черна пешка на бяло поле c4 · бяла пешка на черно поле c3 · бяла пешка на черно поле e3 · бял цар на бяло поле f3 · бяла пешка на черно поле b2 | черна пешка на бяло поле b7 · черен цар на черно поле c7 · черна пешка на черно поле b6 · черна пешка на черно поле h6 · бяла пешка на бяло поле h5 · черна пешка на бяло поле c4 · бяла пешка на черно поле c3 · бяла пешка на черно поле e3 · бял цар на бяло поле f3 · бяла пешка на черно поле b2 | черна пешка на бяло поле b7 · черен цар на черно поле c7 · черна пешка на черно поле b6 · черна пешка на черно поле h6 · бяла пешка на бяло поле h5 · черна пешка на бяло поле c4 · бяла пешка на черно поле c3 · бяла пешка на черно поле e3 · бял цар на бяло поле f3 · бяла пешка на черно поле b2 | 7 |
| 6 | черна пешка на бяло поле b7 · черен цар на черно поле c7 · черна пешка на черно поле b6 · черна пешка на черно поле h6 · бяла пешка на бяло поле h5 · черна пешка на бяло поле c4 · бяла пешка на черно поле c3 · бяла пешка на черно поле e3 · бял цар на бяло поле f3 · бяла пешка на черно поле b2 | черна пешка на бяло поле b7 · черен цар на черно поле c7 · черна пешка на черно поле b6 · черна пешка на черно поле h6 · бяла пешка на бяло поле h5 · черна пешка на бяло поле c4 · бяла пешка на черно поле c3 · бяла пешка на черно поле e3 · бял цар на бяло поле f3 · бяла пешка на черно поле b2 | черна пешка на бяло поле b7 · черен цар на черно поле c7 · черна пешка на черно поле b6 · черна пешка на черно поле h6 · бяла пешка на бяло поле h5 · черна пешка на бяло поле c4 · бяла пешка на черно поле c3 · бяла пешка на черно поле e3 · бял цар на бяло поле f3 · бяла пешка на черно поле b2 | черна пешка на бяло поле b7 · черен цар на черно поле c7 · черна пешка на черно поле b6 · черна пешка на черно поле h6 · бяла пешка на бяло поле h5 · черна пешка на бяло поле c4 · бяла пешка на черно поле c3 · бяла пешка на черно поле e3 · бял цар на бяло поле f3 · бяла пешка на черно поле b2 | черна пешка на бяло поле b7 · черен цар на черно поле c7 · черна пешка на черно поле b6 · черна пешка на черно поле h6 · бяла пешка на бяло поле h5 · черна пешка на бяло поле c4 · бяла пешка на черно поле c3 · бяла пешка на черно поле e3 · бял цар на бяло поле f3 · бяла пешка на черно поле b2 | черна пешка на бяло поле b7 · черен цар на черно поле c7 · черна пешка на черно поле b6 · черна пешка на черно поле h6 · бяла пешка на бяло поле h5 · черна пешка на бяло поле c4 · бяла пешка на черно поле c3 · бяла пешка на черно поле e3 · бял цар на бяло поле f3 · бяла пешка на черно поле b2 | черна пешка на бяло поле b7 · черен цар на черно поле c7 · черна пешка на черно поле b6 · черна пешка на черно поле h6 · бяла пешка на бяло поле h5 · черна пешка на бяло поле c4 · бяла пешка на черно поле c3 · бяла пешка на черно поле e3 · бял цар на бяло поле f3 · бяла пешка на черно поле b2 | черна пешка на бяло поле b7 · черен цар на черно поле c7 · черна пешка на черно поле b6 · черна пешка на черно поле h6 · бяла пешка на бяло поле h5 · черна пешка на бяло поле c4 · бяла пешка на черно поле c3 · бяла пешка на черно поле e3 · бял цар на бяло поле f3 · бяла пешка на черно поле b2 | 6 |
| 5 | черна пешка на бяло поле b7 · черен цар на черно поле c7 · черна пешка на черно поле b6 · черна пешка на черно поле h6 · бяла пешка на бяло поле h5 · черна пешка на бяло поле c4 · бяла пешка на черно поле c3 · бяла пешка на черно поле e3 · бял цар на бяло поле f3 · бяла пешка на черно поле b2 | черна пешка на бяло поле b7 · черен цар на черно поле c7 · черна пешка на черно поле b6 · черна пешка на черно поле h6 · бяла пешка на бяло поле h5 · черна пешка на бяло поле c4 · бяла пешка на черно поле c3 · бяла пешка на черно поле e3 · бял цар на бяло поле f3 · бяла пешка на черно поле b2 | черна пешка на бяло поле b7 · черен цар на черно поле c7 · черна пешка на черно поле b6 · черна пешка на черно поле h6 · бяла пешка на бяло поле h5 · черна пешка на бяло поле c4 · бяла пешка на черно поле c3 · бяла пешка на черно поле e3 · бял цар на бяло поле f3 · бяла пешка на черно поле b2 | черна пешка на бяло поле b7 · черен цар на черно поле c7 · черна пешка на черно поле b6 · черна пешка на черно поле h6 · бяла пешка на бяло поле h5 · черна пешка на бяло поле c4 · бяла пешка на черно поле c3 · бяла пешка на черно поле e3 · бял цар на бяло поле f3 · бяла пешка на черно поле b2 | черна пешка на бяло поле b7 · черен цар на черно поле c7 · черна пешка на черно поле b6 · черна пешка на черно поле h6 · бяла пешка на бяло поле h5 · черна пешка на бяло поле c4 · бяла пешка на черно поле c3 · бяла пешка на черно поле e3 · бял цар на бяло поле f3 · бяла пешка на черно поле b2 | черна пешка на бяло поле b7 · черен цар на черно поле c7 · черна пешка на черно поле b6 · черна пешка на черно поле h6 · бяла пешка на бяло поле h5 · черна пешка на бяло поле c4 · бяла пешка на черно поле c3 · бяла пешка на черно поле e3 · бял цар на бяло поле f3 · бяла пешка на черно поле b2 | черна пешка на бяло поле b7 · черен цар на черно поле c7 · черна пешка на черно поле b6 · черна пешка на черно поле h6 · бяла пешка на бяло поле h5 · черна пешка на бяло поле c4 · бяла пешка на черно поле c3 · бяла пешка на черно поле e3 · бял цар на бяло поле f3 · бяла пешка на черно поле b2 | черна пешка на бяло поле b7 · черен цар на черно поле c7 · черна пешка на черно поле b6 · черна пешка на черно поле h6 · бяла пешка на бяло поле h5 · черна пешка на бяло поле c4 · бяла пешка на черно поле c3 · бяла пешка на черно поле e3 · бял цар на бяло поле f3 · бяла пешка на черно поле b2 | 5 |
| 4 | черна пешка на бяло поле b7 · черен цар на черно поле c7 · черна пешка на черно поле b6 · черна пешка на черно поле h6 · бяла пешка на бяло поле h5 · черна пешка на бяло поле c4 · бяла пешка на черно поле c3 · бяла пешка на черно поле e3 · бял цар на бяло поле f3 · бяла пешка на черно поле b2 | черна пешка на бяло поле b7 · черен цар на черно поле c7 · черна пешка на черно поле b6 · черна пешка на черно поле h6 · бяла пешка на бяло поле h5 · черна пешка на бяло поле c4 · бяла пешка на черно поле c3 · бяла пешка на черно поле e3 · бял цар на бяло поле f3 · бяла пешка на черно поле b2 | черна пешка на бяло поле b7 · черен цар на черно поле c7 · черна пешка на черно поле b6 · черна пешка на черно поле h6 · бяла пешка на бяло поле h5 · черна пешка на бяло поле c4 · бяла пешка на черно поле c3 · бяла пешка на черно поле e3 · бял цар на бяло поле f3 · бяла пешка на черно поле b2 | черна пешка на бяло поле b7 · черен цар на черно поле c7 · черна пешка на черно поле b6 · черна пешка на черно поле h6 · бяла пешка на бяло поле h5 · черна пешка на бяло поле c4 · бяла пешка на черно поле c3 · бяла пешка на черно поле e3 · бял цар на бяло поле f3 · бяла пешка на черно поле b2 | черна пешка на бяло поле b7 · черен цар на черно поле c7 · черна пешка на черно поле b6 · черна пешка на черно поле h6 · бяла пешка на бяло поле h5 · черна пешка на бяло поле c4 · бяла пешка на черно поле c3 · бяла пешка на черно поле e3 · бял цар на бяло поле f3 · бяла пешка на черно поле b2 | черна пешка на бяло поле b7 · черен цар на черно поле c7 · черна пешка на черно поле b6 · черна пешка на черно поле h6 · бяла пешка на бяло поле h5 · черна пешка на бяло поле c4 · бяла пешка на черно поле c3 · бяла пешка на черно поле e3 · бял цар на бяло поле f3 · бяла пешка на черно поле b2 | черна пешка на бяло поле b7 · черен цар на черно поле c7 · черна пешка на черно поле b6 · черна пешка на черно поле h6 · бяла пешка на бяло поле h5 · черна пешка на бяло поле c4 · бяла пешка на черно поле c3 · бяла пешка на черно поле e3 · бял цар на бяло поле f3 · бяла пешка на черно поле b2 | черна пешка на бяло поле b7 · черен цар на черно поле c7 · черна пешка на черно поле b6 · черна пешка на черно поле h6 · бяла пешка на бяло поле h5 · черна пешка на бяло поле c4 · бяла пешка на черно поле c3 · бяла пешка на черно поле e3 · бял цар на бяло поле f3 · бяла пешка на черно поле b2 | 4 |
| 3 | черна пешка на бяло поле b7 · черен цар на черно поле c7 · черна пешка на черно поле b6 · черна пешка на черно поле h6 · бяла пешка на бяло поле h5 · черна пешка на бяло поле c4 · бяла пешка на черно поле c3 · бяла пешка на черно поле e3 · бял цар на бяло поле f3 · бяла пешка на черно поле b2 | черна пешка на бяло поле b7 · черен цар на черно поле c7 · черна пешка на черно поле b6 · черна пешка на черно поле h6 · бяла пешка на бяло поле h5 · черна пешка на бяло поле c4 · бяла пешка на черно поле c3 · бяла пешка на черно поле e3 · бял цар на бяло поле f3 · бяла пешка на черно поле b2 | черна пешка на бяло поле b7 · черен цар на черно поле c7 · черна пешка на черно поле b6 · черна пешка на черно поле h6 · бяла пешка на бяло поле h5 · черна пешка на бяло поле c4 · бяла пешка на черно поле c3 · бяла пешка на черно поле e3 · бял цар на бяло поле f3 · бяла пешка на черно поле b2 | черна пешка на бяло поле b7 · черен цар на черно поле c7 · черна пешка на черно поле b6 · черна пешка на черно поле h6 · бяла пешка на бяло поле h5 · черна пешка на бяло поле c4 · бяла пешка на черно поле c3 · бяла пешка на черно поле e3 · бял цар на бяло поле f3 · бяла пешка на черно поле b2 | черна пешка на бяло поле b7 · черен цар на черно поле c7 · черна пешка на черно поле b6 · черна пешка на черно поле h6 · бяла пешка на бяло поле h5 · черна пешка на бяло поле c4 · бяла пешка на черно поле c3 · бяла пешка на черно поле e3 · бял цар на бяло поле f3 · бяла пешка на черно поле b2 | черна пешка на бяло поле b7 · черен цар на черно поле c7 · черна пешка на черно поле b6 · черна пешка на черно поле h6 · бяла пешка на бяло поле h5 · черна пешка на бяло поле c4 · бяла пешка на черно поле c3 · бяла пешка на черно поле e3 · бял цар на бяло поле f3 · бяла пешка на черно поле b2 | черна пешка на бяло поле b7 · черен цар на черно поле c7 · черна пешка на черно поле b6 · черна пешка на черно поле h6 · бяла пешка на бяло поле h5 · черна пешка на бяло поле c4 · бяла пешка на черно поле c3 · бяла пешка на черно поле e3 · бял цар на бяло поле f3 · бяла пешка на черно поле b2 | черна пешка на бяло поле b7 · черен цар на черно поле c7 · черна пешка на черно поле b6 · черна пешка на черно поле h6 · бяла пешка на бяло поле h5 · черна пешка на бяло поле c4 · бяла пешка на черно поле c3 · бяла пешка на черно поле e3 · бял цар на бяло поле f3 · бяла пешка на черно поле b2 | 3 |
| 2 | черна пешка на бяло поле b7 · черен цар на черно поле c7 · черна пешка на черно поле b6 · черна пешка на черно поле h6 · бяла пешка на бяло поле h5 · черна пешка на бяло поле c4 · бяла пешка на черно поле c3 · бяла пешка на черно поле e3 · бял цар на бяло поле f3 · бяла пешка на черно поле b2 | черна пешка на бяло поле b7 · черен цар на черно поле c7 · черна пешка на черно поле b6 · черна пешка на черно поле h6 · бяла пешка на бяло поле h5 · черна пешка на бяло поле c4 · бяла пешка на черно поле c3 · бяла пешка на черно поле e3 · бял цар на бяло поле f3 · бяла пешка на черно поле b2 | черна пешка на бяло поле b7 · черен цар на черно поле c7 · черна пешка на черно поле b6 · черна пешка на черно поле h6 · бяла пешка на бяло поле h5 · черна пешка на бяло поле c4 · бяла пешка на черно поле c3 · бяла пешка на черно поле e3 · бял цар на бяло поле f3 · бяла пешка на черно поле b2 | черна пешка на бяло поле b7 · черен цар на черно поле c7 · черна пешка на черно поле b6 · черна пешка на черно поле h6 · бяла пешка на бяло поле h5 · черна пешка на бяло поле c4 · бяла пешка на черно поле c3 · бяла пешка на черно поле e3 · бял цар на бяло поле f3 · бяла пешка на черно поле b2 | черна пешка на бяло поле b7 · черен цар на черно поле c7 · черна пешка на черно поле b6 · черна пешка на черно поле h6 · бяла пешка на бяло поле h5 · черна пешка на бяло поле c4 · бяла пешка на черно поле c3 · бяла пешка на черно поле e3 · бял цар на бяло поле f3 · бяла пешка на черно поле b2 | черна пешка на бяло поле b7 · черен цар на черно поле c7 · черна пешка на черно поле b6 · черна пешка на черно поле h6 · бяла пешка на бяло поле h5 · черна пешка на бяло поле c4 · бяла пешка на черно поле c3 · бяла пешка на черно поле e3 · бял цар на бяло поле f3 · бяла пешка на черно поле b2 | черна пешка на бяло поле b7 · черен цар на черно поле c7 · черна пешка на черно поле b6 · черна пешка на черно поле h6 · бяла пешка на бяло поле h5 · черна пешка на бяло поле c4 · бяла пешка на черно поле c3 · бяла пешка на черно поле e3 · бял цар на бяло поле f3 · бяла пешка на черно поле b2 | черна пешка на бяло поле b7 · черен цар на черно поле c7 · черна пешка на черно поле b6 · черна пешка на черно поле h6 · бяла пешка на бяло поле h5 · черна пешка на бяло поле c4 · бяла пешка на черно поле c3 · бяла пешка на черно поле e3 · бял цар на бяло поле f3 · бяла пешка на черно поле b2 | 2 |
| 1 | черна пешка на бяло поле b7 · черен цар на черно поле c7 · черна пешка на черно поле b6 · черна пешка на черно поле h6 · бяла пешка на бяло поле h5 · черна пешка на бяло поле c4 · бяла пешка на черно поле c3 · бяла пешка на черно поле e3 · бял цар на бяло поле f3 · бяла пешка на черно поле b2 | черна пешка на бяло поле b7 · черен цар на черно поле c7 · черна пешка на черно поле b6 · черна пешка на черно поле h6 · бяла пешка на бяло поле h5 · черна пешка на бяло поле c4 · бяла пешка на черно поле c3 · бяла пешка на черно поле e3 · бял цар на бяло поле f3 · бяла пешка на черно поле b2 | черна пешка на бяло поле b7 · черен цар на черно поле c7 · черна пешка на черно поле b6 · черна пешка на черно поле h6 · бяла пешка на бяло поле h5 · черна пешка на бяло поле c4 · бяла пешка на черно поле c3 · бяла пешка на черно поле e3 · бял цар на бяло поле f3 · бяла пешка на черно поле b2 | черна пешка на бяло поле b7 · черен цар на черно поле c7 · черна пешка на черно поле b6 · черна пешка на черно поле h6 · бяла пешка на бяло поле h5 · черна пешка на бяло поле c4 · бяла пешка на черно поле c3 · бяла пешка на черно поле e3 · бял цар на бяло поле f3 · бяла пешка на черно поле b2 | черна пешка на бяло поле b7 · черен цар на черно поле c7 · черна пешка на черно поле b6 · черна пешка на черно поле h6 · бяла пешка на бяло поле h5 · черна пешка на бяло поле c4 · бяла пешка на черно поле c3 · бяла пешка на черно поле e3 · бял цар на бяло поле f3 · бяла пешка на черно поле b2 | черна пешка на бяло поле b7 · черен цар на черно поле c7 · черна пешка на черно поле b6 · черна пешка на черно поле h6 · бяла пешка на бяло поле h5 · черна пешка на бяло поле c4 · бяла пешка на черно поле c3 · бяла пешка на черно поле e3 · бял цар на бяло поле f3 · бяла пешка на черно поле b2 | черна пешка на бяло поле b7 · черен цар на черно поле c7 · черна пешка на черно поле b6 · черна пешка на черно поле h6 · бяла пешка на бяло поле h5 · черна пешка на бяло поле c4 · бяла пешка на черно поле c3 · бяла пешка на черно поле e3 · бял цар на бяло поле f3 · бяла пешка на черно поле b2 | черна пешка на бяло поле b7 · черен цар на черно поле c7 · черна пешка на черно поле b6 · черна пешка на черно поле h6 · бяла пешка на бяло поле h5 · черна пешка на бяло поле c4 · бяла пешка на черно поле c3 · бяла пешка на черно поле e3 · бял цар на бяло поле f3 · бяла пешка на черно поле b2 | 1 |
|   | a | b | c | d | e | f | g | h |   |

|   | a | b | c | d | e | f | g | h |   |
| 8 | черен цар на бяло поле e8 · бяла пешка на черно поле e7 · черна пешка на черно поле b6 · бял цар на бяло поле e6 · черна пешка на черно поле h6 · черна пешка на бяло поле b5 · бяла пешка на бяло поле h5 · черна пешка на бяло поле c4 · бяла пешка на черно поле c3 · бяла пешка на черно поле b2 | черен цар на бяло поле e8 · бяла пешка на черно поле e7 · черна пешка на черно поле b6 · бял цар на бяло поле e6 · черна пешка на черно поле h6 · черна пешка на бяло поле b5 · бяла пешка на бяло поле h5 · черна пешка на бяло поле c4 · бяла пешка на черно поле c3 · бяла пешка на черно поле b2 | черен цар на бяло поле e8 · бяла пешка на черно поле e7 · черна пешка на черно поле b6 · бял цар на бяло поле e6 · черна пешка на черно поле h6 · черна пешка на бяло поле b5 · бяла пешка на бяло поле h5 · черна пешка на бяло поле c4 · бяла пешка на черно поле c3 · бяла пешка на черно поле b2 | черен цар на бяло поле e8 · бяла пешка на черно поле e7 · черна пешка на черно поле b6 · бял цар на бяло поле e6 · черна пешка на черно поле h6 · черна пешка на бяло поле b5 · бяла пешка на бяло поле h5 · черна пешка на бяло поле c4 · бяла пешка на черно поле c3 · бяла пешка на черно поле b2 | черен цар на бяло поле e8 · бяла пешка на черно поле e7 · черна пешка на черно поле b6 · бял цар на бяло поле e6 · черна пешка на черно поле h6 · черна пешка на бяло поле b5 · бяла пешка на бяло поле h5 · черна пешка на бяло поле c4 · бяла пешка на черно поле c3 · бяла пешка на черно поле b2 | черен цар на бяло поле e8 · бяла пешка на черно поле e7 · черна пешка на черно поле b6 · бял цар на бяло поле e6 · черна пешка на черно поле h6 · черна пешка на бяло поле b5 · бяла пешка на бяло поле h5 · черна пешка на бяло поле c4 · бяла пешка на черно поле c3 · бяла пешка на черно поле b2 | черен цар на бяло поле e8 · бяла пешка на черно поле e7 · черна пешка на черно поле b6 · бял цар на бяло поле e6 · черна пешка на черно поле h6 · черна пешка на бяло поле b5 · бяла пешка на бяло поле h5 · черна пешка на бяло поле c4 · бяла пешка на черно поле c3 · бяла пешка на черно поле b2 | черен цар на бяло поле e8 · бяла пешка на черно поле e7 · черна пешка на черно поле b6 · бял цар на бяло поле e6 · черна пешка на черно поле h6 · черна пешка на бяло поле b5 · бяла пешка на бяло поле h5 · черна пешка на бяло поле c4 · бяла пешка на черно поле c3 · бяла пешка на черно поле b2 | 8 |
| 7 | черен цар на бяло поле e8 · бяла пешка на черно поле e7 · черна пешка на черно поле b6 · бял цар на бяло поле e6 · черна пешка на черно поле h6 · черна пешка на бяло поле b5 · бяла пешка на бяло поле h5 · черна пешка на бяло поле c4 · бяла пешка на черно поле c3 · бяла пешка на черно поле b2 | черен цар на бяло поле e8 · бяла пешка на черно поле e7 · черна пешка на черно поле b6 · бял цар на бяло поле e6 · черна пешка на черно поле h6 · черна пешка на бяло поле b5 · бяла пешка на бяло поле h5 · черна пешка на бяло поле c4 · бяла пешка на черно поле c3 · бяла пешка на черно поле b2 | черен цар на бяло поле e8 · бяла пешка на черно поле e7 · черна пешка на черно поле b6 · бял цар на бяло поле e6 · черна пешка на черно поле h6 · черна пешка на бяло поле b5 · бяла пешка на бяло поле h5 · черна пешка на бяло поле c4 · бяла пешка на черно поле c3 · бяла пешка на черно поле b2 | черен цар на бяло поле e8 · бяла пешка на черно поле e7 · черна пешка на черно поле b6 · бял цар на бяло поле e6 · черна пешка на черно поле h6 · черна пешка на бяло поле b5 · бяла пешка на бяло поле h5 · черна пешка на бяло поле c4 · бяла пешка на черно поле c3 · бяла пешка на черно поле b2 | черен цар на бяло поле e8 · бяла пешка на черно поле e7 · черна пешка на черно поле b6 · бял цар на бяло поле e6 · черна пешка на черно поле h6 · черна пешка на бяло поле b5 · бяла пешка на бяло поле h5 · черна пешка на бяло поле c4 · бяла пешка на черно поле c3 · бяла пешка на черно поле b2 | черен цар на бяло поле e8 · бяла пешка на черно поле e7 · черна пешка на черно поле b6 · бял цар на бяло поле e6 · черна пешка на черно поле h6 · черна пешка на бяло поле b5 · бяла пешка на бяло поле h5 · черна пешка на бяло поле c4 · бяла пешка на черно поле c3 · бяла пешка на черно поле b2 | черен цар на бяло поле e8 · бяла пешка на черно поле e7 · черна пешка на черно поле b6 · бял цар на бяло поле e6 · черна пешка на черно поле h6 · черна пешка на бяло поле b5 · бяла пешка на бяло поле h5 · черна пешка на бяло поле c4 · бяла пешка на черно поле c3 · бяла пешка на черно поле b2 | черен цар на бяло поле e8 · бяла пешка на черно поле e7 · черна пешка на черно поле b6 · бял цар на бяло поле e6 · черна пешка на черно поле h6 · черна пешка на бяло поле b5 · бяла пешка на бяло поле h5 · черна пешка на бяло поле c4 · бяла пешка на черно поле c3 · бяла пешка на черно поле b2 | 7 |
| 6 | черен цар на бяло поле e8 · бяла пешка на черно поле e7 · черна пешка на черно поле b6 · бял цар на бяло поле e6 · черна пешка на черно поле h6 · черна пешка на бяло поле b5 · бяла пешка на бяло поле h5 · черна пешка на бяло поле c4 · бяла пешка на черно поле c3 · бяла пешка на черно поле b2 | черен цар на бяло поле e8 · бяла пешка на черно поле e7 · черна пешка на черно поле b6 · бял цар на бяло поле e6 · черна пешка на черно поле h6 · черна пешка на бяло поле b5 · бяла пешка на бяло поле h5 · черна пешка на бяло поле c4 · бяла пешка на черно поле c3 · бяла пешка на черно поле b2 | черен цар на бяло поле e8 · бяла пешка на черно поле e7 · черна пешка на черно поле b6 · бял цар на бяло поле e6 · черна пешка на черно поле h6 · черна пешка на бяло поле b5 · бяла пешка на бяло поле h5 · черна пешка на бяло поле c4 · бяла пешка на черно поле c3 · бяла пешка на черно поле b2 | черен цар на бяло поле e8 · бяла пешка на черно поле e7 · черна пешка на черно поле b6 · бял цар на бяло поле e6 · черна пешка на черно поле h6 · черна пешка на бяло поле b5 · бяла пешка на бяло поле h5 · черна пешка на бяло поле c4 · бяла пешка на черно поле c3 · бяла пешка на черно поле b2 | черен цар на бяло поле e8 · бяла пешка на черно поле e7 · черна пешка на черно поле b6 · бял цар на бяло поле e6 · черна пешка на черно поле h6 · черна пешка на бяло поле b5 · бяла пешка на бяло поле h5 · черна пешка на бяло поле c4 · бяла пешка на черно поле c3 · бяла пешка на черно поле b2 | черен цар на бяло поле e8 · бяла пешка на черно поле e7 · черна пешка на черно поле b6 · бял цар на бяло поле e6 · черна пешка на черно поле h6 · черна пешка на бяло поле b5 · бяла пешка на бяло поле h5 · черна пешка на бяло поле c4 · бяла пешка на черно поле c3 · бяла пешка на черно поле b2 | черен цар на бяло поле e8 · бяла пешка на черно поле e7 · черна пешка на черно поле b6 · бял цар на бяло поле e6 · черна пешка на черно поле h6 · черна пешка на бяло поле b5 · бяла пешка на бяло поле h5 · черна пешка на бяло поле c4 · бяла пешка на черно поле c3 · бяла пешка на черно поле b2 | черен цар на бяло поле e8 · бяла пешка на черно поле e7 · черна пешка на черно поле b6 · бял цар на бяло поле e6 · черна пешка на черно поле h6 · черна пешка на бяло поле b5 · бяла пешка на бяло поле h5 · черна пешка на бяло поле c4 · бяла пешка на черно поле c3 · бяла пешка на черно поле b2 | 6 |
| 5 | черен цар на бяло поле e8 · бяла пешка на черно поле e7 · черна пешка на черно поле b6 · бял цар на бяло поле e6 · черна пешка на черно поле h6 · черна пешка на бяло поле b5 · бяла пешка на бяло поле h5 · черна пешка на бяло поле c4 · бяла пешка на черно поле c3 · бяла пешка на черно поле b2 | черен цар на бяло поле e8 · бяла пешка на черно поле e7 · черна пешка на черно поле b6 · бял цар на бяло поле e6 · черна пешка на черно поле h6 · черна пешка на бяло поле b5 · бяла пешка на бяло поле h5 · черна пешка на бяло поле c4 · бяла пешка на черно поле c3 · бяла пешка на черно поле b2 | черен цар на бяло поле e8 · бяла пешка на черно поле e7 · черна пешка на черно поле b6 · бял цар на бяло поле e6 · черна пешка на черно поле h6 · черна пешка на бяло поле b5 · бяла пешка на бяло поле h5 · черна пешка на бяло поле c4 · бяла пешка на черно поле c3 · бяла пешка на черно поле b2 | черен цар на бяло поле e8 · бяла пешка на черно поле e7 · черна пешка на черно поле b6 · бял цар на бяло поле e6 · черна пешка на черно поле h6 · черна пешка на бяло поле b5 · бяла пешка на бяло поле h5 · черна пешка на бяло поле c4 · бяла пешка на черно поле c3 · бяла пешка на черно поле b2 | черен цар на бяло поле e8 · бяла пешка на черно поле e7 · черна пешка на черно поле b6 · бял цар на бяло поле e6 · черна пешка на черно поле h6 · черна пешка на бяло поле b5 · бяла пешка на бяло поле h5 · черна пешка на бяло поле c4 · бяла пешка на черно поле c3 · бяла пешка на черно поле b2 | черен цар на бяло поле e8 · бяла пешка на черно поле e7 · черна пешка на черно поле b6 · бял цар на бяло поле e6 · черна пешка на черно поле h6 · черна пешка на бяло поле b5 · бяла пешка на бяло поле h5 · черна пешка на бяло поле c4 · бяла пешка на черно поле c3 · бяла пешка на черно поле b2 | черен цар на бяло поле e8 · бяла пешка на черно поле e7 · черна пешка на черно поле b6 · бял цар на бяло поле e6 · черна пешка на черно поле h6 · черна пешка на бяло поле b5 · бяла пешка на бяло поле h5 · черна пешка на бяло поле c4 · бяла пешка на черно поле c3 · бяла пешка на черно поле b2 | черен цар на бяло поле e8 · бяла пешка на черно поле e7 · черна пешка на черно поле b6 · бял цар на бяло поле e6 · черна пешка на черно поле h6 · черна пешка на бяло поле b5 · бяла пешка на бяло поле h5 · черна пешка на бяло поле c4 · бяла пешка на черно поле c3 · бяла пешка на черно поле b2 | 5 |
| 4 | черен цар на бяло поле e8 · бяла пешка на черно поле e7 · черна пешка на черно поле b6 · бял цар на бяло поле e6 · черна пешка на черно поле h6 · черна пешка на бяло поле b5 · бяла пешка на бяло поле h5 · черна пешка на бяло поле c4 · бяла пешка на черно поле c3 · бяла пешка на черно поле b2 | черен цар на бяло поле e8 · бяла пешка на черно поле e7 · черна пешка на черно поле b6 · бял цар на бяло поле e6 · черна пешка на черно поле h6 · черна пешка на бяло поле b5 · бяла пешка на бяло поле h5 · черна пешка на бяло поле c4 · бяла пешка на черно поле c3 · бяла пешка на черно поле b2 | черен цар на бяло поле e8 · бяла пешка на черно поле e7 · черна пешка на черно поле b6 · бял цар на бяло поле e6 · черна пешка на черно поле h6 · черна пешка на бяло поле b5 · бяла пешка на бяло поле h5 · черна пешка на бяло поле c4 · бяла пешка на черно поле c3 · бяла пешка на черно поле b2 | черен цар на бяло поле e8 · бяла пешка на черно поле e7 · черна пешка на черно поле b6 · бял цар на бяло поле e6 · черна пешка на черно поле h6 · черна пешка на бяло поле b5 · бяла пешка на бяло поле h5 · черна пешка на бяло поле c4 · бяла пешка на черно поле c3 · бяла пешка на черно поле b2 | черен цар на бяло поле e8 · бяла пешка на черно поле e7 · черна пешка на черно поле b6 · бял цар на бяло поле e6 · черна пешка на черно поле h6 · черна пешка на бяло поле b5 · бяла пешка на бяло поле h5 · черна пешка на бяло поле c4 · бяла пешка на черно поле c3 · бяла пешка на черно поле b2 | черен цар на бяло поле e8 · бяла пешка на черно поле e7 · черна пешка на черно поле b6 · бял цар на бяло поле e6 · черна пешка на черно поле h6 · черна пешка на бяло поле b5 · бяла пешка на бяло поле h5 · черна пешка на бяло поле c4 · бяла пешка на черно поле c3 · бяла пешка на черно поле b2 | черен цар на бяло поле e8 · бяла пешка на черно поле e7 · черна пешка на черно поле b6 · бял цар на бяло поле e6 · черна пешка на черно поле h6 · черна пешка на бяло поле b5 · бяла пешка на бяло поле h5 · черна пешка на бяло поле c4 · бяла пешка на черно поле c3 · бяла пешка на черно поле b2 | черен цар на бяло поле e8 · бяла пешка на черно поле e7 · черна пешка на черно поле b6 · бял цар на бяло поле e6 · черна пешка на черно поле h6 · черна пешка на бяло поле b5 · бяла пешка на бяло поле h5 · черна пешка на бяло поле c4 · бяла пешка на черно поле c3 · бяла пешка на черно поле b2 | 4 |
| 3 | черен цар на бяло поле e8 · бяла пешка на черно поле e7 · черна пешка на черно поле b6 · бял цар на бяло поле e6 · черна пешка на черно поле h6 · черна пешка на бяло поле b5 · бяла пешка на бяло поле h5 · черна пешка на бяло поле c4 · бяла пешка на черно поле c3 · бяла пешка на черно поле b2 | черен цар на бяло поле e8 · бяла пешка на черно поле e7 · черна пешка на черно поле b6 · бял цар на бяло поле e6 · черна пешка на черно поле h6 · черна пешка на бяло поле b5 · бяла пешка на бяло поле h5 · черна пешка на бяло поле c4 · бяла пешка на черно поле c3 · бяла пешка на черно поле b2 | черен цар на бяло поле e8 · бяла пешка на черно поле e7 · черна пешка на черно поле b6 · бял цар на бяло поле e6 · черна пешка на черно поле h6 · черна пешка на бяло поле b5 · бяла пешка на бяло поле h5 · черна пешка на бяло поле c4 · бяла пешка на черно поле c3 · бяла пешка на черно поле b2 | черен цар на бяло поле e8 · бяла пешка на черно поле e7 · черна пешка на черно поле b6 · бял цар на бяло поле e6 · черна пешка на черно поле h6 · черна пешка на бяло поле b5 · бяла пешка на бяло поле h5 · черна пешка на бяло поле c4 · бяла пешка на черно поле c3 · бяла пешка на черно поле b2 | черен цар на бяло поле e8 · бяла пешка на черно поле e7 · черна пешка на черно поле b6 · бял цар на бяло поле e6 · черна пешка на черно поле h6 · черна пешка на бяло поле b5 · бяла пешка на бяло поле h5 · черна пешка на бяло поле c4 · бяла пешка на черно поле c3 · бяла пешка на черно поле b2 | черен цар на бяло поле e8 · бяла пешка на черно поле e7 · черна пешка на черно поле b6 · бял цар на бяло поле e6 · черна пешка на черно поле h6 · черна пешка на бяло поле b5 · бяла пешка на бяло поле h5 · черна пешка на бяло поле c4 · бяла пешка на черно поле c3 · бяла пешка на черно поле b2 | черен цар на бяло поле e8 · бяла пешка на черно поле e7 · черна пешка на черно поле b6 · бял цар на бяло поле e6 · черна пешка на черно поле h6 · черна пешка на бяло поле b5 · бяла пешка на бяло поле h5 · черна пешка на бяло поле c4 · бяла пешка на черно поле c3 · бяла пешка на черно поле b2 | черен цар на бяло поле e8 · бяла пешка на черно поле e7 · черна пешка на черно поле b6 · бял цар на бяло поле e6 · черна пешка на черно поле h6 · черна пешка на бяло поле b5 · бяла пешка на бяло поле h5 · черна пешка на бяло поле c4 · бяла пешка на черно поле c3 · бяла пешка на черно поле b2 | 3 |
| 2 | черен цар на бяло поле e8 · бяла пешка на черно поле e7 · черна пешка на черно поле b6 · бял цар на бяло поле e6 · черна пешка на черно поле h6 · черна пешка на бяло поле b5 · бяла пешка на бяло поле h5 · черна пешка на бяло поле c4 · бяла пешка на черно поле c3 · бяла пешка на черно поле b2 | черен цар на бяло поле e8 · бяла пешка на черно поле e7 · черна пешка на черно поле b6 · бял цар на бяло поле e6 · черна пешка на черно поле h6 · черна пешка на бяло поле b5 · бяла пешка на бяло поле h5 · черна пешка на бяло поле c4 · бяла пешка на черно поле c3 · бяла пешка на черно поле b2 | черен цар на бяло поле e8 · бяла пешка на черно поле e7 · черна пешка на черно поле b6 · бял цар на бяло поле e6 · черна пешка на черно поле h6 · черна пешка на бяло поле b5 · бяла пешка на бяло поле h5 · черна пешка на бяло поле c4 · бяла пешка на черно поле c3 · бяла пешка на черно поле b2 | черен цар на бяло поле e8 · бяла пешка на черно поле e7 · черна пешка на черно поле b6 · бял цар на бяло поле e6 · черна пешка на черно поле h6 · черна пешка на бяло поле b5 · бяла пешка на бяло поле h5 · черна пешка на бяло поле c4 · бяла пешка на черно поле c3 · бяла пешка на черно поле b2 | черен цар на бяло поле e8 · бяла пешка на черно поле e7 · черна пешка на черно поле b6 · бял цар на бяло поле e6 · черна пешка на черно поле h6 · черна пешка на бяло поле b5 · бяла пешка на бяло поле h5 · черна пешка на бяло поле c4 · бяла пешка на черно поле c3 · бяла пешка на черно поле b2 | черен цар на бяло поле e8 · бяла пешка на черно поле e7 · черна пешка на черно поле b6 · бял цар на бяло поле e6 · черна пешка на черно поле h6 · черна пешка на бяло поле b5 · бяла пешка на бяло поле h5 · черна пешка на бяло поле c4 · бяла пешка на черно поле c3 · бяла пешка на черно поле b2 | черен цар на бяло поле e8 · бяла пешка на черно поле e7 · черна пешка на черно поле b6 · бял цар на бяло поле e6 · черна пешка на черно поле h6 · черна пешка на бяло поле b5 · бяла пешка на бяло поле h5 · черна пешка на бяло поле c4 · бяла пешка на черно поле c3 · бяла пешка на черно поле b2 | черен цар на бяло поле e8 · бяла пешка на черно поле e7 · черна пешка на черно поле b6 · бял цар на бяло поле e6 · черна пешка на черно поле h6 · черна пешка на бяло поле b5 · бяла пешка на бяло поле h5 · черна пешка на бяло поле c4 · бяла пешка на черно поле c3 · бяла пешка на черно поле b2 | 2 |
| 1 | черен цар на бяло поле e8 · бяла пешка на черно поле e7 · черна пешка на черно поле b6 · бял цар на бяло поле e6 · черна пешка на черно поле h6 · черна пешка на бяло поле b5 · бяла пешка на бяло поле h5 · черна пешка на бяло поле c4 · бяла пешка на черно поле c3 · бяла пешка на черно поле b2 | черен цар на бяло поле e8 · бяла пешка на черно поле e7 · черна пешка на черно поле b6 · бял цар на бяло поле e6 · черна пешка на черно поле h6 · черна пешка на бяло поле b5 · бяла пешка на бяло поле h5 · черна пешка на бяло поле c4 · бяла пешка на черно поле c3 · бяла пешка на черно поле b2 | черен цар на бяло поле e8 · бяла пешка на черно поле e7 · черна пешка на черно поле b6 · бял цар на бяло поле e6 · черна пешка на черно поле h6 · черна пешка на бяло поле b5 · бяла пешка на бяло поле h5 · черна пешка на бяло поле c4 · бяла пешка на черно поле c3 · бяла пешка на черно поле b2 | черен цар на бяло поле e8 · бяла пешка на черно поле e7 · черна пешка на черно поле b6 · бял цар на бяло поле e6 · черна пешка на черно поле h6 · черна пешка на бяло поле b5 · бяла пешка на бяло поле h5 · черна пешка на бяло поле c4 · бяла пешка на черно поле c3 · бяла пешка на черно поле b2 | черен цар на бяло поле e8 · бяла пешка на черно поле e7 · черна пешка на черно поле b6 · бял цар на бяло поле e6 · черна пешка на черно поле h6 · черна пешка на бяло поле b5 · бяла пешка на бяло поле h5 · черна пешка на бяло поле c4 · бяла пешка на черно поле c3 · бяла пешка на черно поле b2 | черен цар на бяло поле e8 · бяла пешка на черно поле e7 · черна пешка на черно поле b6 · бял цар на бяло поле e6 · черна пешка на черно поле h6 · черна пешка на бяло поле b5 · бяла пешка на бяло поле h5 · черна пешка на бяло поле c4 · бяла пешка на черно поле c3 · бяла пешка на черно поле b2 | черен цар на бяло поле e8 · бяла пешка на черно поле e7 · черна пешка на черно поле b6 · бял цар на бяло поле e6 · черна пешка на черно поле h6 · черна пешка на бяло поле b5 · бяла пешка на бяло поле h5 · черна пешка на бяло поле c4 · бяла пешка на черно поле c3 · бяла пешка на черно поле b2 | черен цар на бяло поле e8 · бяла пешка на черно поле e7 · черна пешка на черно поле b6 · бял цар на бяло поле e6 · черна пешка на черно поле h6 · черна пешка на бяло поле b5 · бяла пешка на бяло поле h5 · черна пешка на бяло поле c4 · бяла пешка на черно поле c3 · бяла пешка на черно поле b2 | 1 |
|   | a | b | c | d | e | f | g | h |   |

Белите имат проходна пешка e3, а черните нямат и освен това имат сдвоени пешки. За да спечелят, белите просто трябва да произведат в дама своята проходна пешка: 1. e4 Цd6 2. Цf4 Це6 3. e5 Це7 4. Цf5 Цf7 5. e6 Це7 6. Це5 Це8 7. Цd6 Цd8 8. e7 Це8 9. Це6 Опозиция, в която на ход са черните. Белите просто трябва да ги изчакат да избутат пионките си, като редуват Цd6 и Це6. 9… b5 10. Цd6 b6 11. Це6 (диаграмата вдясно). Черните привършват безвредните ходове с пешките и изпадат в цугцванг. Принудително дават две пешки и накрая отстъпват полето е8 за произвеждане на бялата проходна пешка. 11… b4 12. c:b4 b5 13. Цd6 14. c3 b:c3 15. Цf7 Цd7 16. g6 e8D+ 1:0.